# 1. August
Der 1. August ist der 213. Tag des gregorianischen Kalenders (der 214. in Schaltjahren). Es bleiben 152 Tage bis zum Jahresende.

## Ereignisse

### Politik und Weltgeschehen
- 0030 v. Chr.: Angesichts des Einzugs von Octavian, dem späteren römischen Kaiser Augustus, in Alexandria tötet sich dessen Gegenspieler Marcus Antonius selbst. Seine Geliebte Kleopatra VII. folgt ihm am 12. August in den Tod.

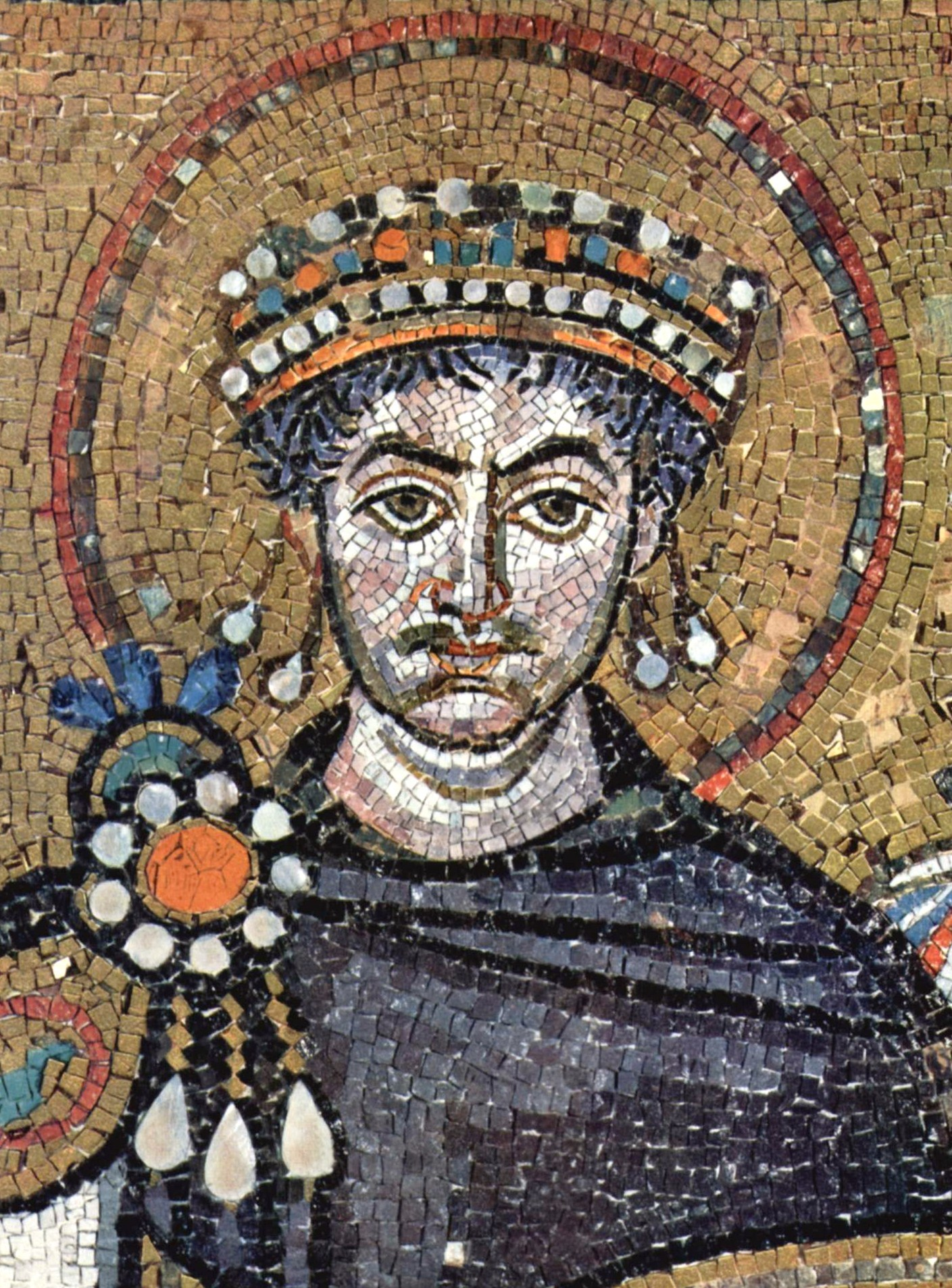
527: Justinian I.

- 0527: Nach dem Tod seines Onkels Justin I. wird Justinian I. byzantinischer Kaiser.
- 0902: Der aghlabidische Emir Abū Ishāq Ibrāhīm II. erobert mit seiner Streitmacht Taormina, den letzten großen Stützpunkt des Byzantinischen Reichs auf Sizilien.
- 1203: Alexios IV. wird von seinem Vater Isaak II. zum Mitkaiser im Byzantinischen Reich bestimmt. Er übernimmt die faktische Herrschaft auf Druck der in Konstantinopel weilenden Kreuzfahrer des Vierten Kreuzzugs, da sein Vater durch achtjährige Kerkerhaft und Blendung nach dem Staatsstreich seines Bruders Alexios III. kaum noch regierungsfähig ist.

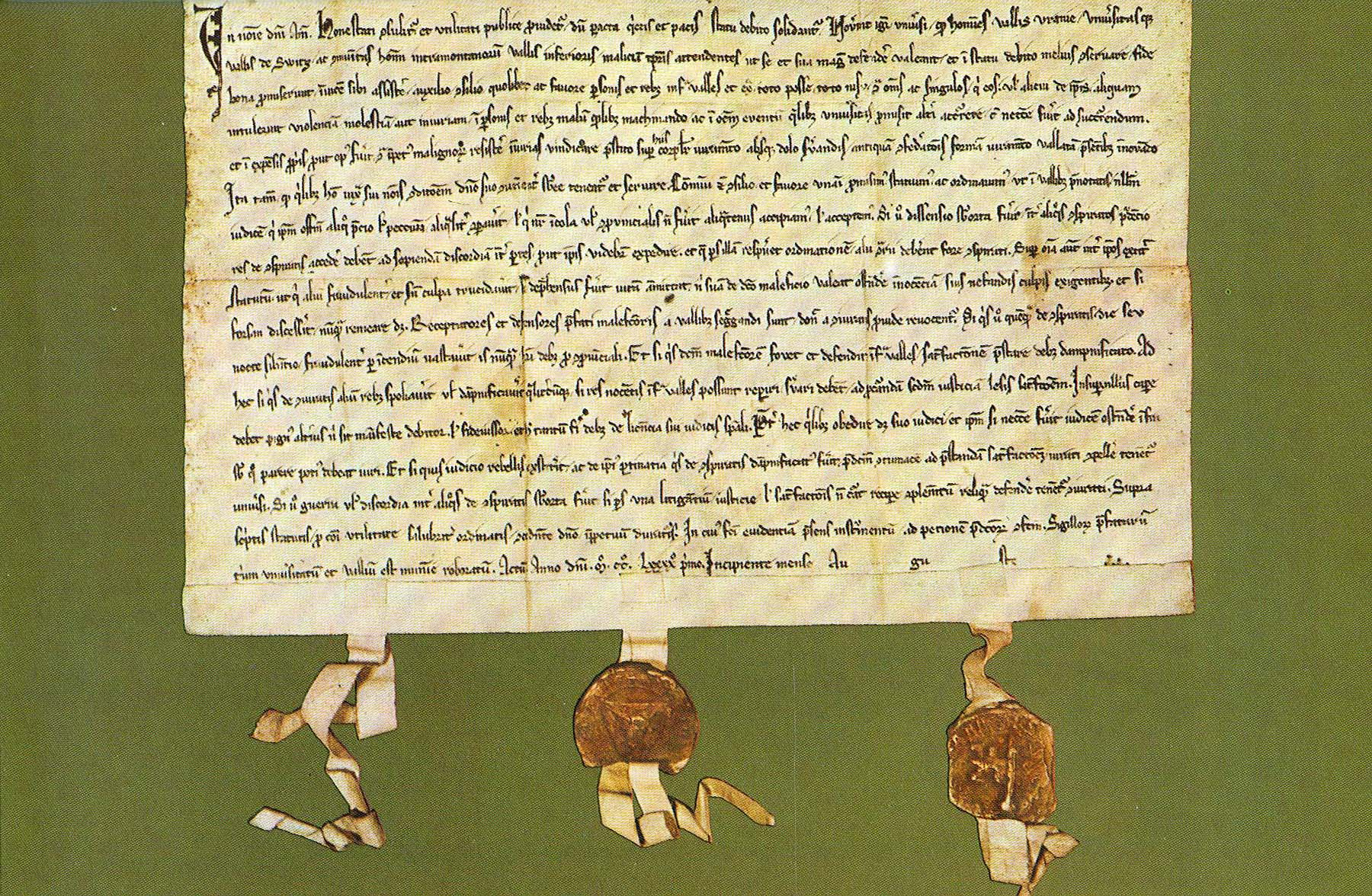
1291: Der Schweizer Bundesbrief

- 1291: Nach einem Schweizer Nationalmythos schwören an diesem Tag Abgesandte aus den drei Urkantonen (Waldstätte) Uri, Schwyz und Unterwalden den Rütlischwur und begründen damit die Schweizer Eidgenossenschaft. Auch die Unterzeichnung des Bundesbriefs von 1291 wird für diesen Tag angenommen.
- 1417: Der englische König Heinrich V. landet in der Zeit des Hundertjährigen Krieges mit einem Heer nahe der Mündung des Flusses Touques in der Normandie. Er beginnt einen Krieg gegen Frankreich, weil er die Ansprüche des englischen Throns auf die französische Krone durchsetzen will.

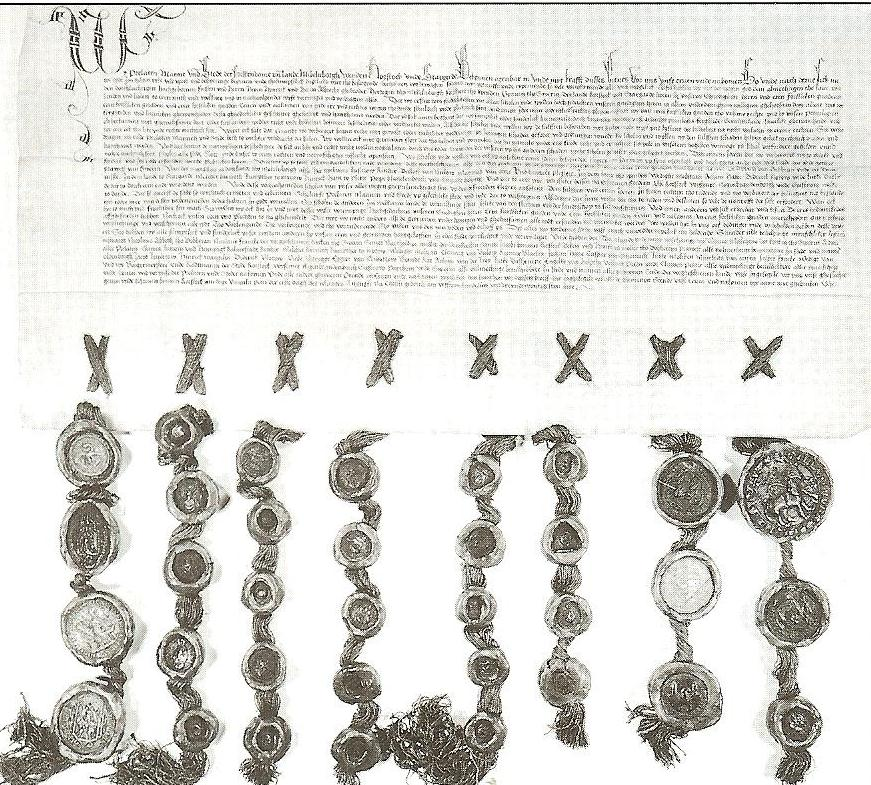
1523: Ratifikationsurkunde der Union

- 1523: Die Union der Landstände, in der sich die Landstände Mecklenburgs zu einem „ewigen Bund“ zusammenschließen, bildet über vier Jahrhunderte die Grundlage des mecklenburgischen Ständestaates.
- 1589: Der Dominikaner Jacques Clément sticht mit einem Messer auf den französischen König Heinrich III. ein. Der Attentäter wird von den herbeieilenden Wachen umgebracht, der König stirbt am nächsten Tag an seinen Verletzungen.
- 1664: Raimondo Montecuccoli besiegt in der Schlacht bei Mogersdorf (St. Gotthard) ein türkisches Heer unter Köprülü Fâzıl Ahmed.
- 1714: Kurfürst Georg Ludwig von Hannover wird als Georg I. britischer König.
- 1747: Als Reaktion auf den Zweiten Jakobitenaufstand verbietet die britische Regierung das Tragen von Kilt und Tartan in Schottland.

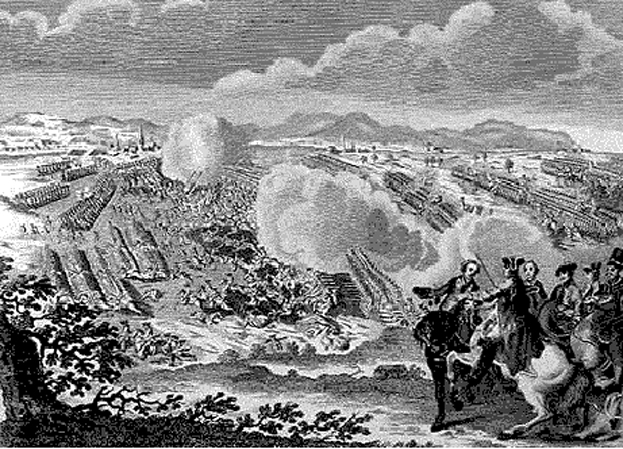
1759: Schlacht bei Minden

- 1759: In der Schlacht bei Minden während des Siebenjährigen Krieges besiegen die Verbündeten Großbritannien, Hannover und Preußen eine gemeinsame Streitmacht Frankreich und des Kurfürstentums Sachsen. Am selben Tag siegen die Preußen auch im Gefecht bei Gohfeld.
- 1770: In der Schlacht von Cahul, eine der größten im 18. Jahrhundert, bringt eine die Gegner überraschende Offensive der Russen unter Pjotr Rumjanzew im Krieg mit den Osmanen Beute und militärische Vorteile ein.
- 1776: Das neue spanische Vizekönigreich Río de la Plata wird vom Vizekönigreich Peru abgetrennt. Der Gouverneur von Buenos Aires, Pedro de Cevallos, wird am 15. Oktober 1777 als erster Vizekönig eingesetzt.
- 1793: Marie Antoinette, die bisher im Temple gefangen gehalten worden ist, wird in die Conciergerie überstellt.

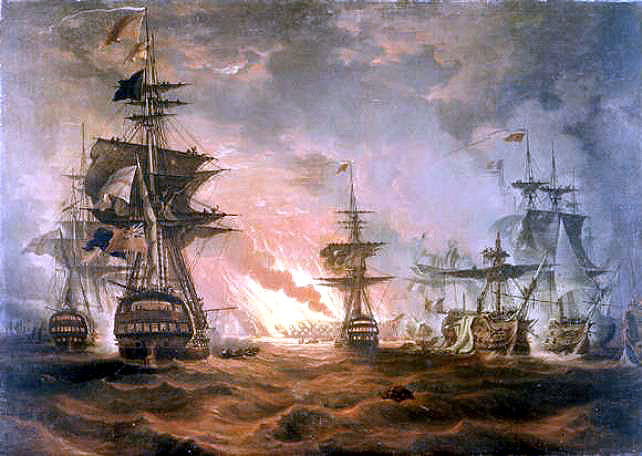
1798: Die Seeschlacht bei Abukir

- 1798: Am ersten Tag der zweitägigen Seeschlacht bei Abukir während der Koalitionskriege gelingt der britischen Kriegsflotte unter dem Kommando von Admiral Nelson ein Überraschungsangriff auf die von Comte Brueys kommandierte napoleonische Flotte, die zuvor das Expeditionsheer Napoleons nach Ägypten gebracht hat.
- 1800: König Georg III. unterzeichnet den Act of Union 1800, mit dem ab dem 1. Januar 1801 Großbritannien und Irland das Vereinigte Königreich von Großbritannien und Irland bilden.
- 1819: In Teplitz vereinbart der Außenminister des Kaisertums Österreich, Metternich, mit dem preußischen König Friedrich Wilhelm III. und dessen Staatskanzler Hardenberg die Teplitzer Punktation über Vorkehrungen gegen „staatsgefährdende Bestrebungen“, die Einführung von Zensur und Überwachungsmaßnahmen und die Bekämpfung des Liberalismus und Nationalismus im Deutschen Bund.
- 1834: Durch den Slavery Abolition Act 1833 verbietet Großbritannien die Sklaverei im gesamten britischen Empire.
- 1876: Colorado wird 38. Bundesstaat der USA.
- 1891: In der Schweiz finden erstmals Bundesfeiern zum Gedenken an den Rütlischwur und den Bundesbrief von 1291 statt.
- 1894: Der Erste Japanisch-Chinesische Krieg bricht über den Einfluss der beiden Mächte in Korea aus.

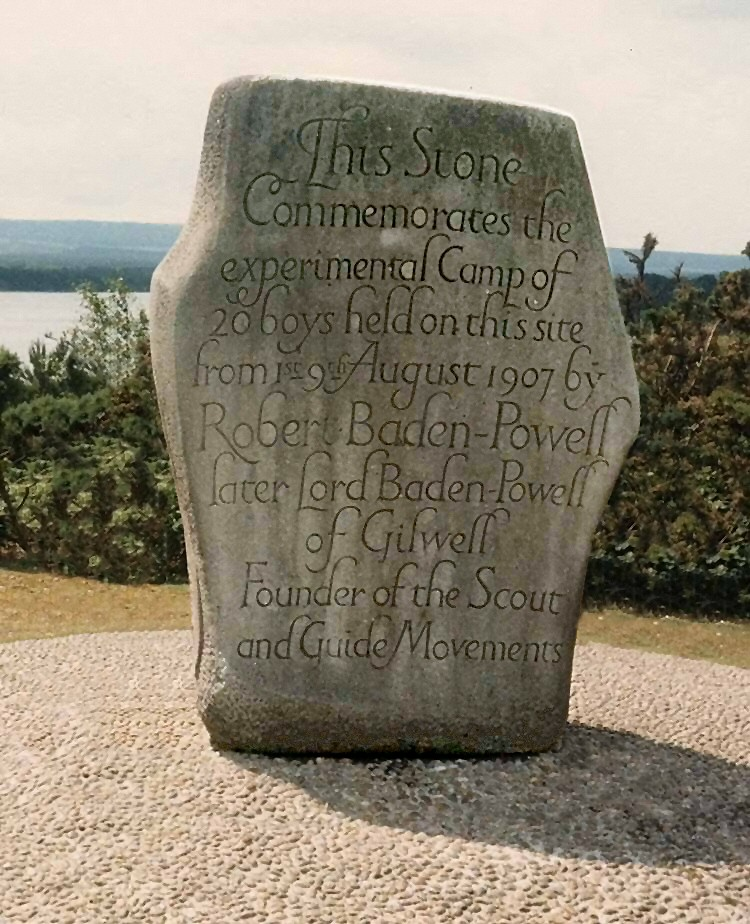
1907: Gedenkstein auf Brownsea Island

- 1907: Auf Brownsea Island beginnt das erste Pfadfinder-Lager, veranstaltet von Robert Baden-Powell, mit 22 Jungen aus verschiedenen sozialen Milieus.
- 1914: Erster Weltkrieg: Das Deutsche Reich erklärt Russland den Krieg. Am selben Abend überschreiten russische Truppen die ostpreußische Grenze.
- 1919: Tschechische und rumänische Truppen besetzen Budapest und zerschlagen die ungarische Räterepublik unter Béla Kun, der nach Österreich flüchtet.
- 1920: Während ihrer Gegenoffensive im Polnisch-Sowjetischen Krieg erobert die Rote Armee Brest-Litowsk.
- 1925: Domingos Leite Pereira wird zum dritten Mal Ministerpräsident Portugals.
- 1927: In Nanchang rebellieren den Kommunisten nahestehende Kuomintang-Truppen unter der Führung von Zhu De, Zhou Enlai und Liu Bocheng und halten die Stadt mehrere Tage lang. Dies gilt als der Gründungstag der chinesischen Roten Armee, der späteren Volksbefreiungsarmee.
- 1929: Das preußische Gesetz zur kommunalen Neuordnung tritt in Kraft. Durch Stadtzusammenlegungen werden unter anderem die Städte Barmen-Elberfeld, das spätere Wuppertal, und Duisburg-Hamborn, das spätere Duisburg, gegründet.
- 1942: Die Luftangriffe auf Düsseldorf setzen mit ersten Bombenabwürfen ein.
- 1943: Das von Japan besetzte Birma erklärt Großbritannien und den USA den Krieg und proklamiert die staatliche Unabhängigkeit.
- 1944: Anne Frank macht den letzten Eintrag in ihr Tagebuch.
- 1944: In Warschau beginnt der Aufstand der polnischen Heimatarmee gegen die deutschen Besatzungstruppen.

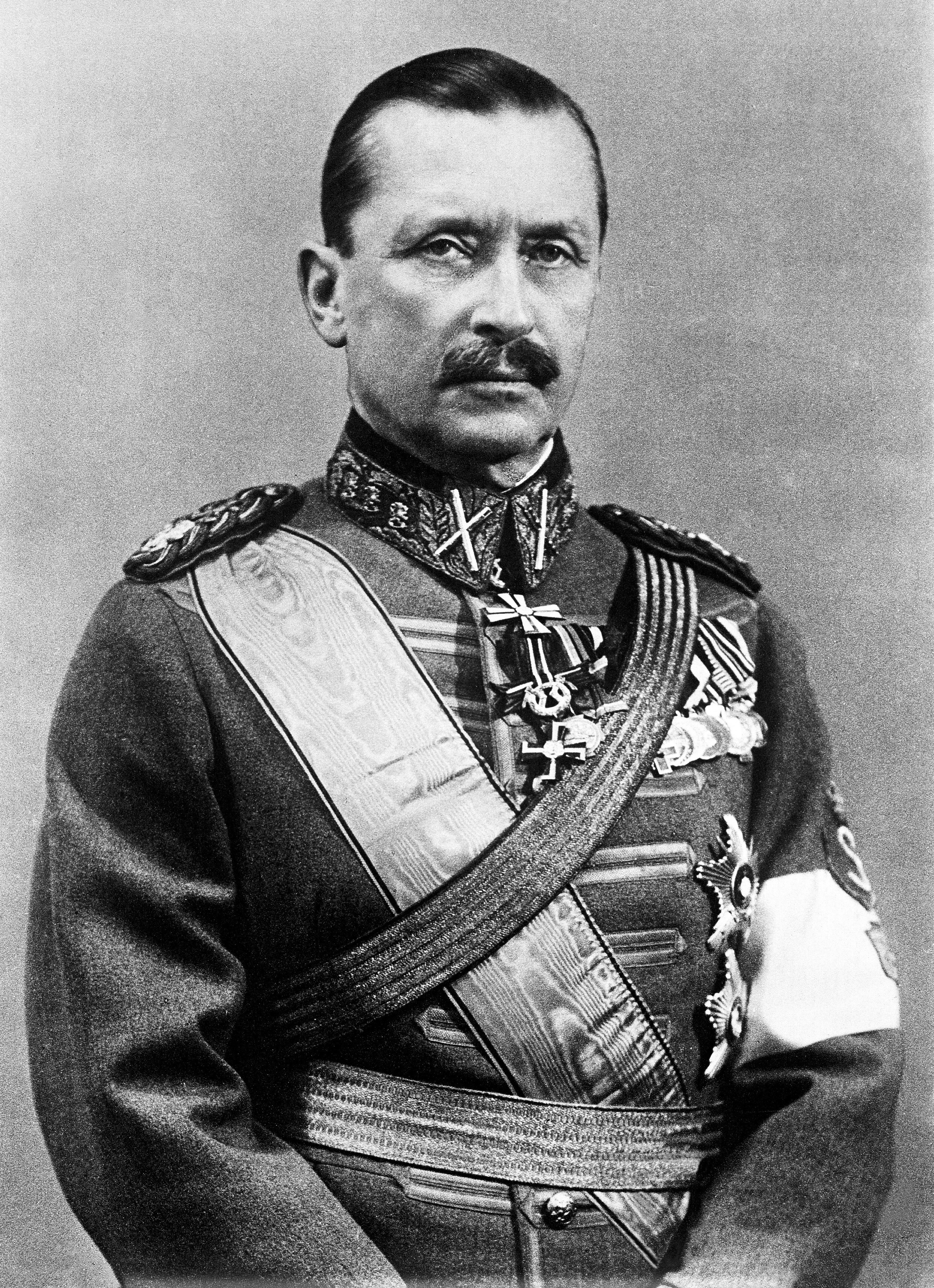
1944: Carl Gustaf Emil Mannerheim

- 1944: Carl Gustaf Emil Mannerheim wird neuer Staatspräsident in Finnland.
- 1945: Die amerikanische Besatzungsmacht ernennt Wilhelm Kaisen zum Bremer Bürgermeister. Er wird dieses Amt letztlich fast zwanzig Jahre lang ausüben.
- 1953: Im südlichen Afrika entsteht unter britischem Einfluss die Föderation von Rhodesien und Njassaland, die jedoch nach einer Dekade an unterschiedlichen Vorstellungen zwischen Weißen und Schwarzen über die Machtverteilung wieder scheitert.
- 1956: Belgien führt – als letztes Land Europas – die Fahrprüfung ein.
- 1960: Die Republik Dahomey, das spätere Benin, erhält die Unabhängigkeit von Frankreich. Erstes Staatsoberhaupt wird Coutoucou Hubert Maga.
- 1961: Der portugiesische Stützpunkt São João Baptista d’Ajudá bei Ouidah wird nach einem Ultimatum von den Portugiesen geräumt und von Dahomey übernommen.

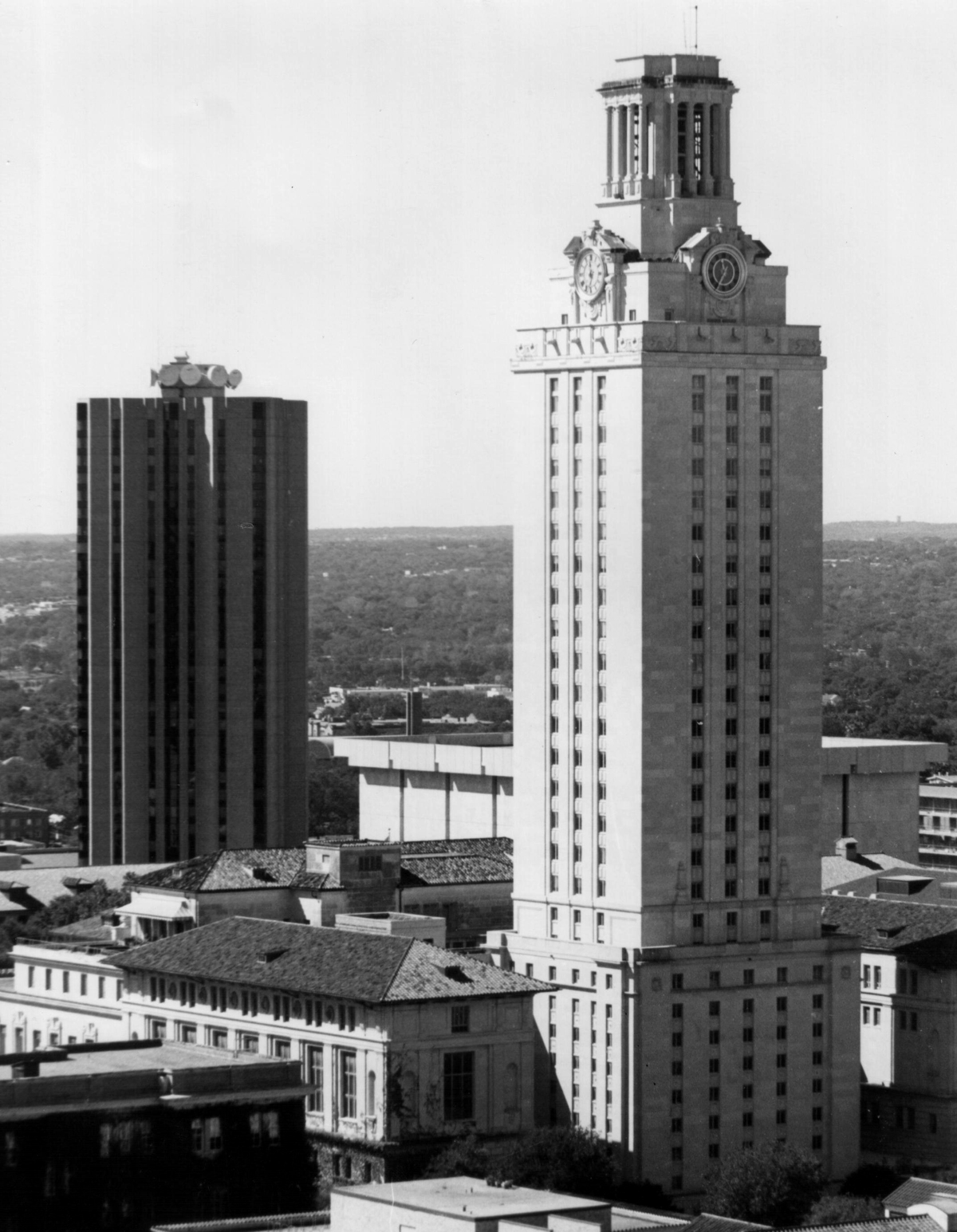
1966: Der Texas Tower

- 1966: Bei einem Amoklauf erschießt der Texas Tower Sniper Charles Joseph Whitman 15 Menschen von der Aussichtsplattform im Turm der Universität Texas in Austin aus, bevor er selbst von der Polizei erschossen wird.
- 1975: Beim OSZE-Gipfeltreffen in Helsinki wird die KSZE gegründet und die Schlussakte von Helsinki unterzeichnet.
- 1979: Die am 1. Januar 1977 im Zuge der Gebietsreform in Hessen als kreisfreie Stadt durch Zusammenschluss mehrerer Gemeinden (unter anderem Gießen und Wetzlar) gebildete Stadt Lahn wird wieder aufgelöst.
- 1984: In der Bundesrepublik Deutschland wird von nun an das Nichtanlegen des Sicherheitsgurtes im Auto mit einem Bußgeld von vierzig D-Mark geahndet. Die Anschnallquote von Fahrzeuginsassen erhöht sich in der Folge von rund 60 auf etwa 90 Prozent.
- 1990: Schelju Schelew wird Staatspräsident Bulgariens.
- 1998: In den deutschsprachigen Ländern tritt die Rechtschreibreform in Kraft.
- 2000: Mosche Katzav wird als erster Likud-Politiker Staatspräsident von Israel.
- 2001: Mit der eingetragenen Lebenspartnerschaft werden gleichgeschlechtliche Paare in Deutschland erstmals rechtlich anerkannt.
- 2006: In den deutschsprachigen Ländern tritt die reformierte Rechtschreibreform in Kraft.

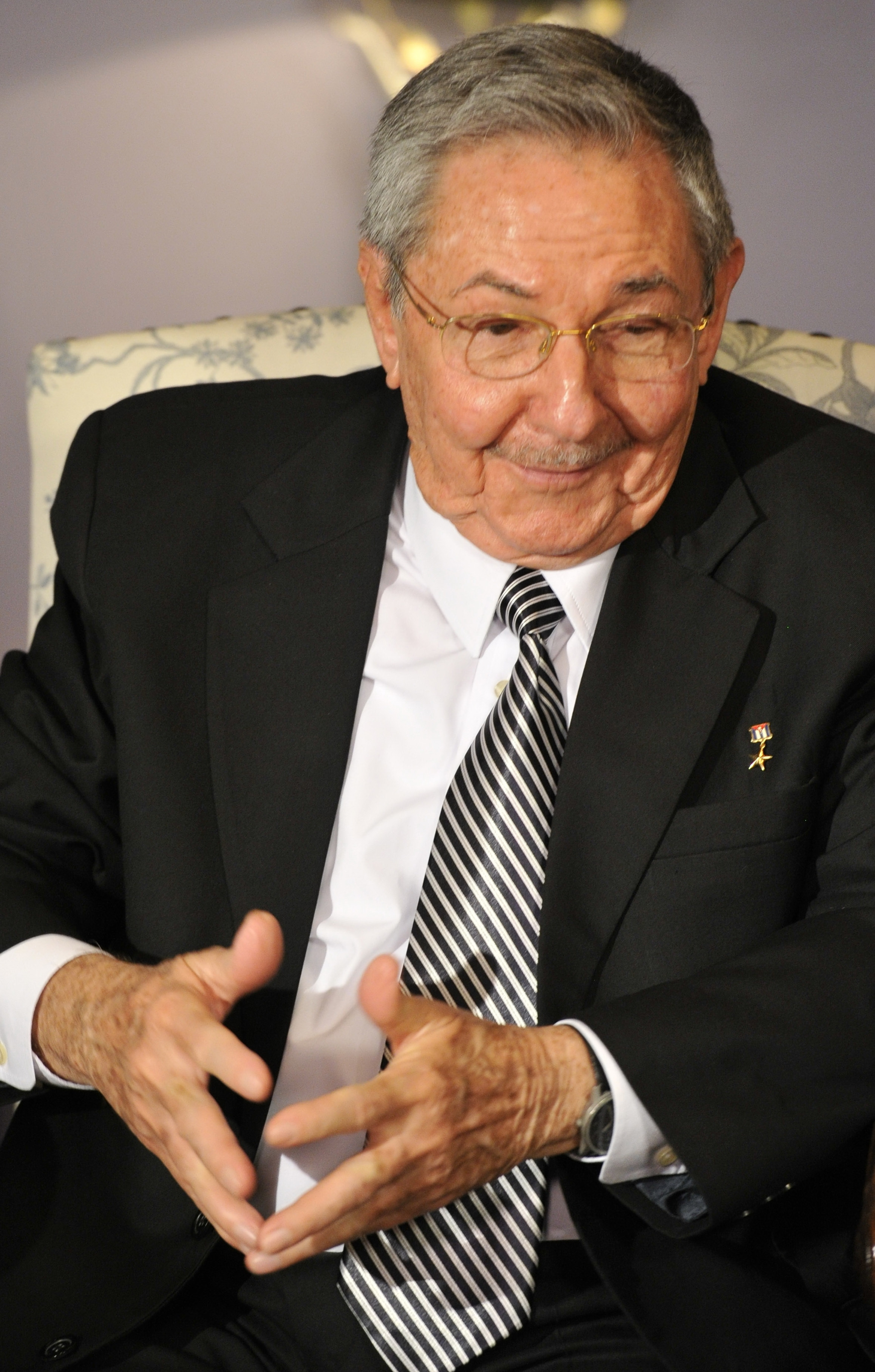
2006: Raúl Castro

- 2006: General Raúl Castro, erster Vizepräsident der Regierung Kubas, zweiter Sekretär der Kubanischen Kommunistischen Partei (PCC) und zudem Oberkommandant der kubanischen Streitkräfte, übernimmt von seinem Bruder Fidel Castro vorübergehend die Regierungsgeschäfte.
- 2010: Das am 30. Mai 2008 in Dublin ausgehandelte Übereinkommen über Streumunition über das Verbot des Einsatzes, der Herstellung und der Weitergabe von Streubomben tritt in Kraft.
- 2015: Im Rahmen des Indisch-bangladeschischen Grenzvertrages kommt es zum Gebietsaustausch von 162 Enklaven. Damit findet ein jahrzehntealter Grenzstreit seine Lösung.

### Wirtschaft
- 1778: In Hamburg eröffnet die erste Sparkasse in Europa. Die Patriotische Gesellschaft von 1765 gründet eine „Allgemeine Versorgungsanstalt“, die auch eine so genannte „Ersparungsklasse“ betreibt.
- 1843: Die Magdeburger Börse wird zum zweiten Mal gegründet.
- 1912: Die 3457 m hoch gelegene Jungfraubahn-Station Jungfraujoch wird in Betrieb genommen.
- 1939: In Gelsenkirchen nimmt Gelsenberg Benzin die Produktion von synthetischen Flugbenzin aus Steinkohle auf.
- 1941: Der erste Jeep wird produziert.
- 1945: Die Frankfurter Rundschau erscheint als die erste Lizenzzeitung im Deutschland der Nachkriegszeit.
- 1946: Nach der größten Hyperinflation der Weltgeschichte und dem damit verbundenen Geldchaos wird der ungarische Pengő durch den neuen Forint als Landeswährung ersetzt. Nach dem zu diesem Zeitpunkt gültigen Umrechnungskurs wird ein Forint mit 400 Quadrilliarden Pengő gleichgesetzt.
- 1946: In Großbritannien wird die staatliche Fluggesellschaft British European Airways gegründet.
- 1948: Die Erstausgabe der deutschen Sonntagszeitung Welt am Sonntag liegt vor. Zeitgleich wird auch das illustrierte Nachrichtenmagazin stern erstmals herausgegeben.
- 1953: Die deutsche Bundesversicherungsanstalt für Angestellte (BfA) als Träger der gesetzlichen Rentenversicherung wird gegründet.
- 1957: Als Zentralbank löst die Deutsche Bundesbank die Bank deutscher Länder ab.
- 1972: Die Bauer Verlagsgruppe bringt die deutsche Ausgabe des Männermagazins Playboy auf den Markt.
- 2014: Die ohne Genehmigung gebaute Kelston toll road, eine private Mautstraße in Großbritannien, wird eröffnet, um die seit über fünf Monaten gesperrte A431 zu ersetzen.

### Wissenschaft und Technik
- 0052: In Rom werden zwei neue Leitungen zur Wasserversorgung, Aqua Claudia und Anio Novus, eingeweiht.
- 1774: Der Gelehrte Joseph Priestley beschreibt erstmals den Sauerstoff, den er jedoch nicht als chemisches Element erkennt.

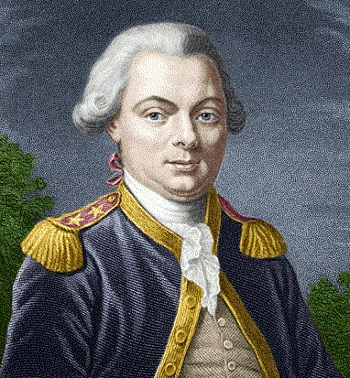
1785: Jean-François de La Pérouse

- 1785: Jean-François de La Pérouse sticht im Auftrag der französischen Krone von Brest aus mit zwei Schiffen in See, um eine ähnlich prestigeträchtige Weltumsegelung zu unternehmen, wie wenige Jahre zuvor der Engländer James Cook. Als Anhänger der Aufklärung verzichtet Pérouse während seiner Reise auf die Inbesitznahme neu entdeckter Gebiete.
- 1793: Frankreich führt per Beschluss des Nationalkonvents das metrische System ein.

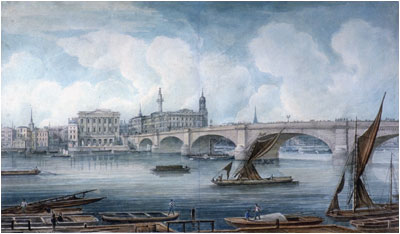
1831: New London Bridge

- 1831: Die Neue London Bridge wird durch König Wilhelm IV. und Königin Adelaide eröffnet.

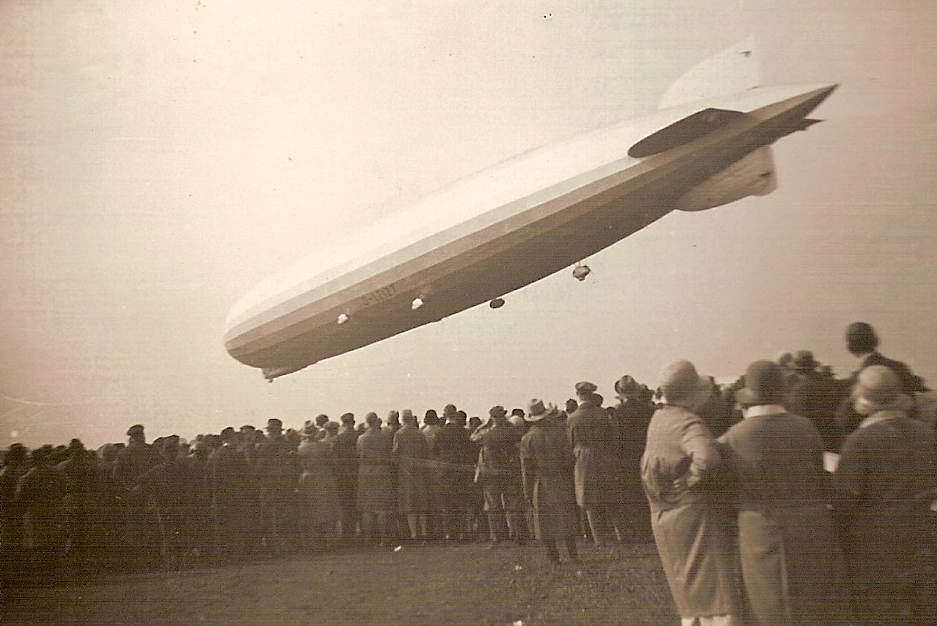
1929: LZ 127 Graf Zeppelin

- 1846: Die Main-Neckar-Eisenbahn nimmt ihren Betrieb auf.
- 1929: Das deutsche Starrluftschiff LZ 127 Graf Zeppelin aus dem Haus Zeppelin beginnt von Friedrichshafen aus seine bis 4. September dauernde Weltfahrt.
- 1930: Erste Fernsehempfangsgeräte sind auf der 7. Großen Deutschen Funkausstellung in der Vorführphase.
- 1955: Der ORF strahlt in Österreich seine erste Fernsehsendung aus.
- 1972: Das mit 100 m Durchmesser bis 2000 größte frei bewegliche Radioteleskop der Welt wird bei Effelsberg in Betrieb genommen.
- 2002: Die Schnellfahrstrecke Köln–Rhein/Main geht in den Fahrgastbetrieb. Erstmals verkehren in Deutschland planmäßig Reisezüge mit einer Geschwindigkeit von 300 km/h.

### Kultur
- 1740: Das Lied Rule, Britannia! wird erstmals auf dem Landsitz des Prince of Wales, Friedrich Ludwig von Hannover, aufgeführt.

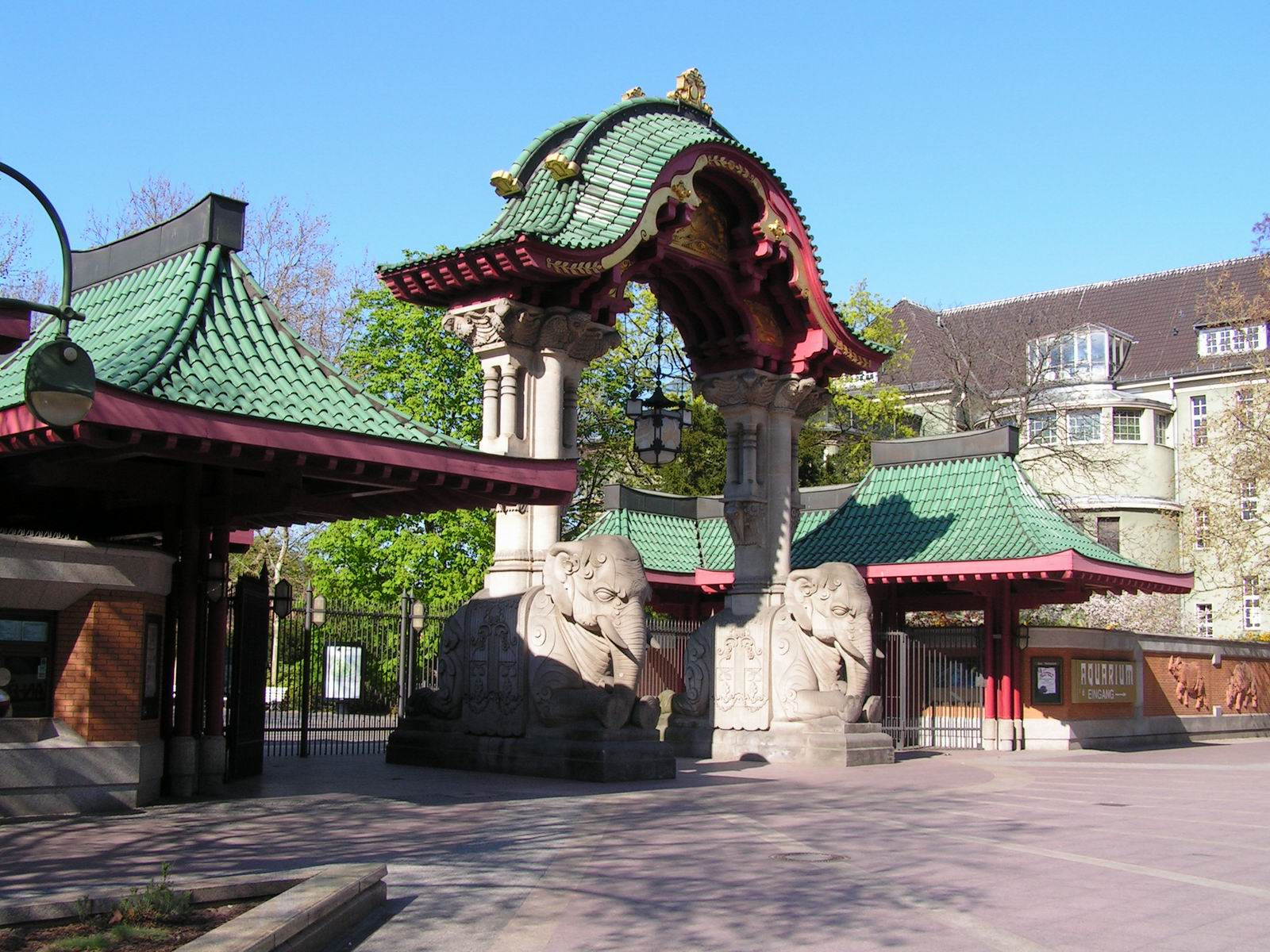
1844: Berliner Zoo, Eingang Elefantentor

- 1793: In einem Dekret ordnet der französische Nationalkonvent die Öffnung der Königsgräber von Saint-Denis an um die enthaltenen Edelmetalle zu gewinnen. In Folge werden wertvollste Kunstschätze zerstört.
- 1844: In Berlin wird der Zoologische Garten als neunter Zoo in Europa eröffnet. Es handelt sich um den ältesten Zoo auf dem Gebiet des heutigen Deutschlands.
- 1962: Otfried Preußlers Kinderbuch Der Räuber Hotzenplotz wird veröffentlicht.
- 1971: Im Madison Square Garden in New York City findet vor rund 40.000 Zuschauern das von George Harrison und Ravi Shankar organisierte Konzert für Bangladesh statt.
- 1981: MTV geht in New York City auf Sendung.
- 2009: In der südkoreanischen Hauptstadt Seoul wird der Gwanghwamun-Platz eröffnet.

### Religion
- 0314: Das Konzil von Arles verurteilt den in Nordafrika verbreiteten Donatismus und bestätigt die umstrittene Wahl des karthagischen Bischofs Caecilian. Ferner wird die Gültigkeit von Sakramenten besprochen.
- 1099: Arnulf von Chocques wird während des Ersten Kreuzzuges nach der Eroberung Jerusalems Lateinischer Patriarch von Jerusalem.

### Katastrophen
- 1976: In Wien stürzt – kurz vor ihrem hundertsten Geburtstag – die Reichsbrücke ein. Dabei wird ein Mensch getötet.
- 2004: Beim Brand eines Supermarktes in Asunción (Paraguay) sterben 396 Menschen.

Kleinere Unglücksfälle sind in den Unterartikeln von Katastrophe und in der Liste von Katastrophen aufgeführt.

### Natur und Umwelt
- 1978: Die  19 Tage zuvor vom bayerischen Landtag verabschiedete „Verordnung über den Alpen- und Nationalpark Berchtesgaden“ tritt in Kraft.

### Sport

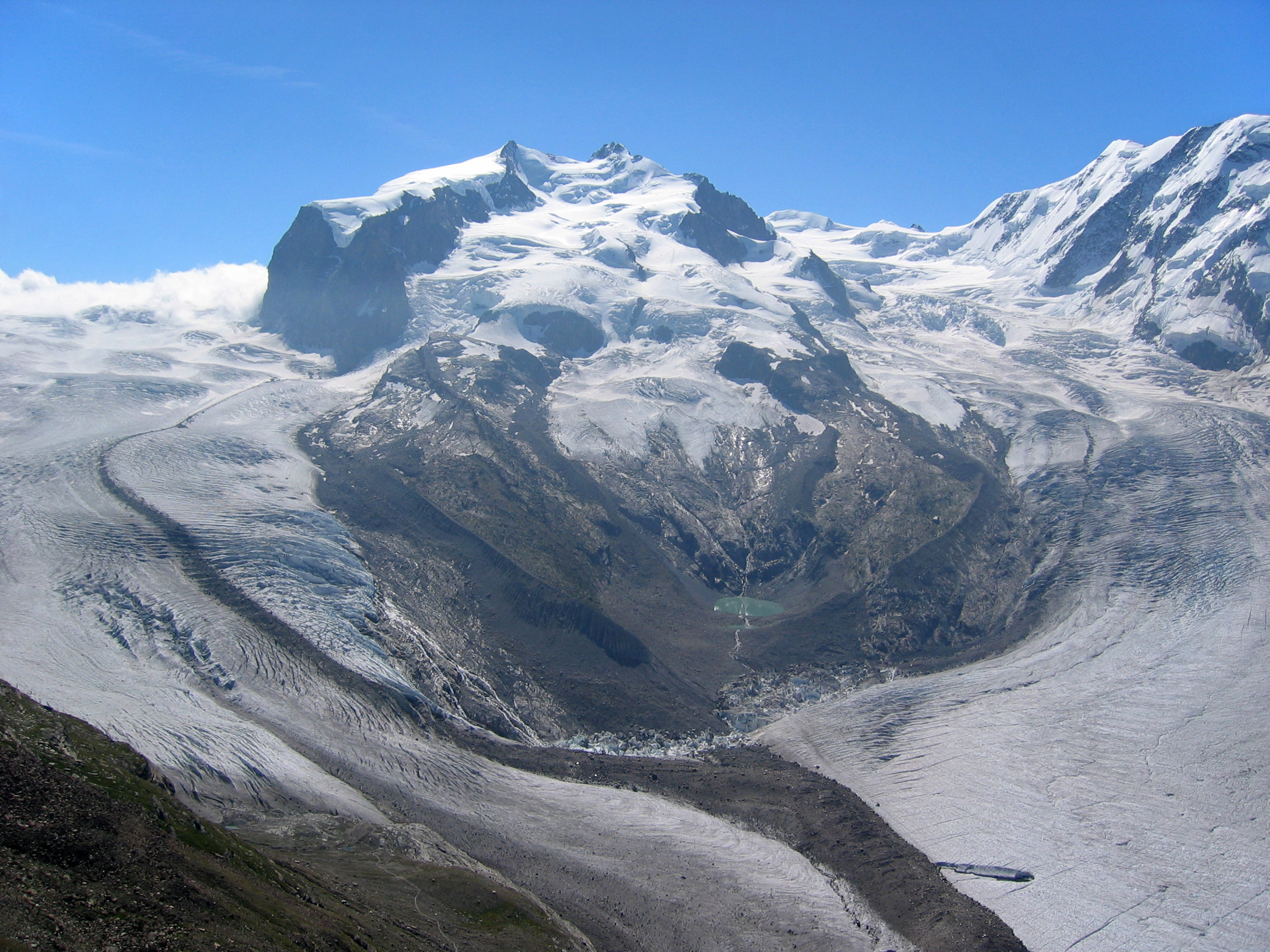
1855: Die Westseite des Monte Rosa mit der Dufourspitze

- 1855: Einer Seilschaft unter der Leitung von Charles Hudson gelingt die Erstbesteigung der Dufourspitze (4634 m ü. M.) im Monte-Rosa-Massiv, der höchsten Bergspitze der Schweiz.
- 1900: Der Verein Borussia Mönchengladbach wird unter dem Namen Fußballklub Borussia 1900 M.-Gladbach gegründet.

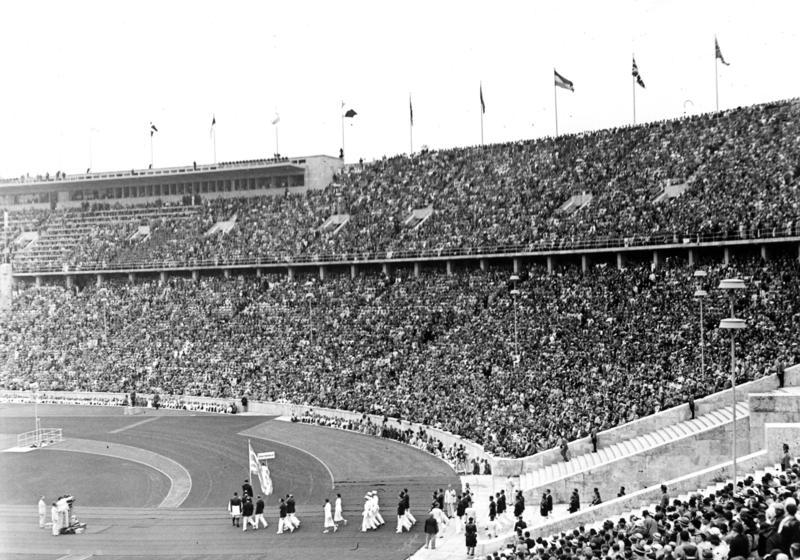
1936: Einzug der Athleten in das Berliner Olympiastadion

- 1936: Adolf Hitler eröffnet in Berlin die XI. Olympischen Spiele. Das olympische Feuer wird vom deutschen Leichtathleten Fritz Schilgen entzündet, der Gewichtheber Rudolf Ismayr spricht den olympischen Eid.

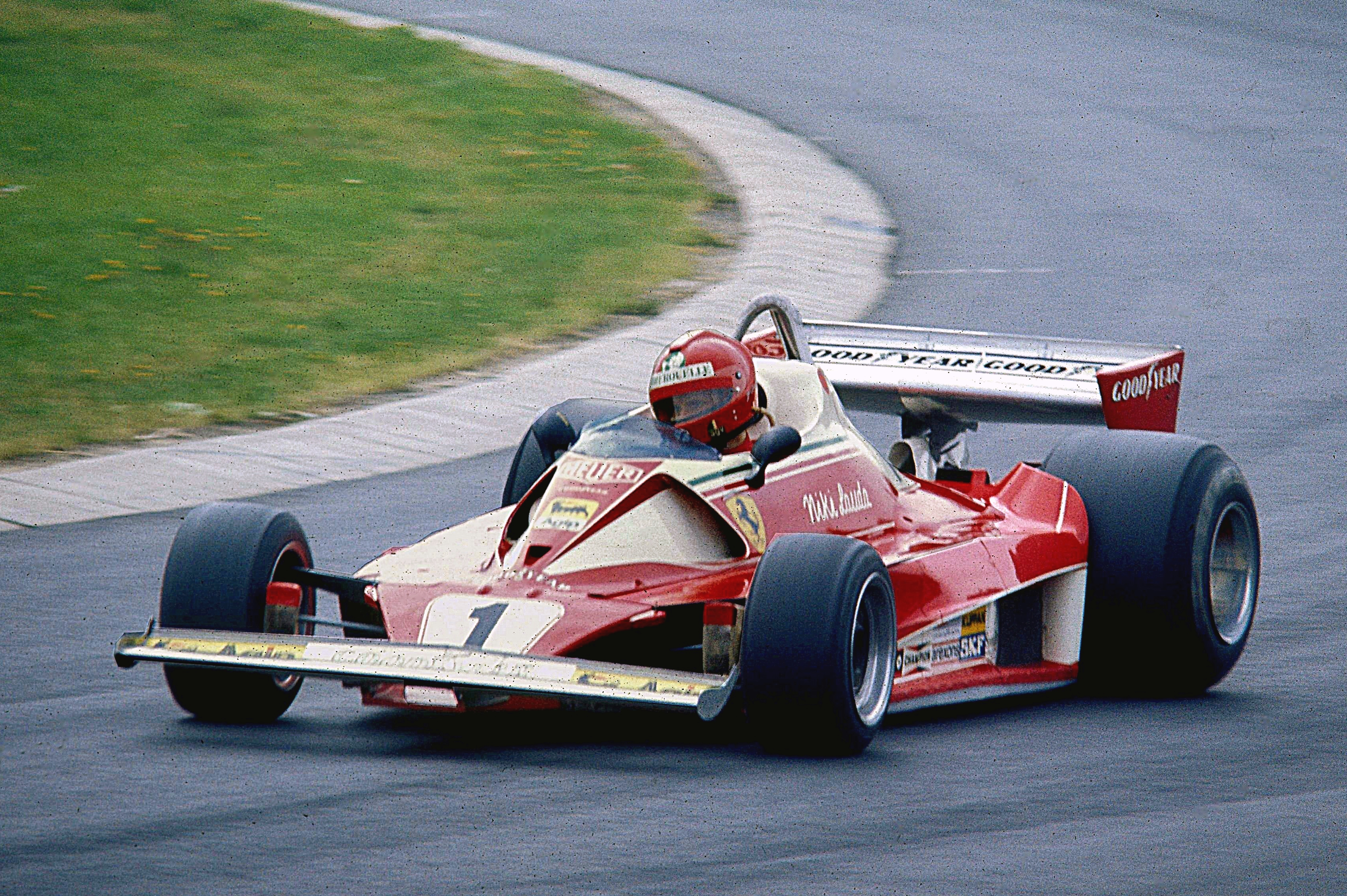
1976: Niki Lauda auf dem Nürburgring

- 1976: Während des letzten Formel-1-Rennens auf dem Nürburgring verunglückt der Weltmeisterschaftsführende Niki Lauda schwer, wird jedoch von Arturo Merzario gerettet, der ihn aus seinem brennenden Fahrzeug zieht.
- 1987: Mike Tyson gewinnt seinen Boxkampf und damit den Weltmeistertitel im Schwergewicht gegen Tony Tucker im Hilton Hotel, Las Vegas durch Sieg nach Punkten.

Einträge von Leichtathletik-Weltrekorden befinden sich unter der jeweiligen Disziplin unter Leichtathletik.

## Geboren

### Vor dem 18. Jahrhundert

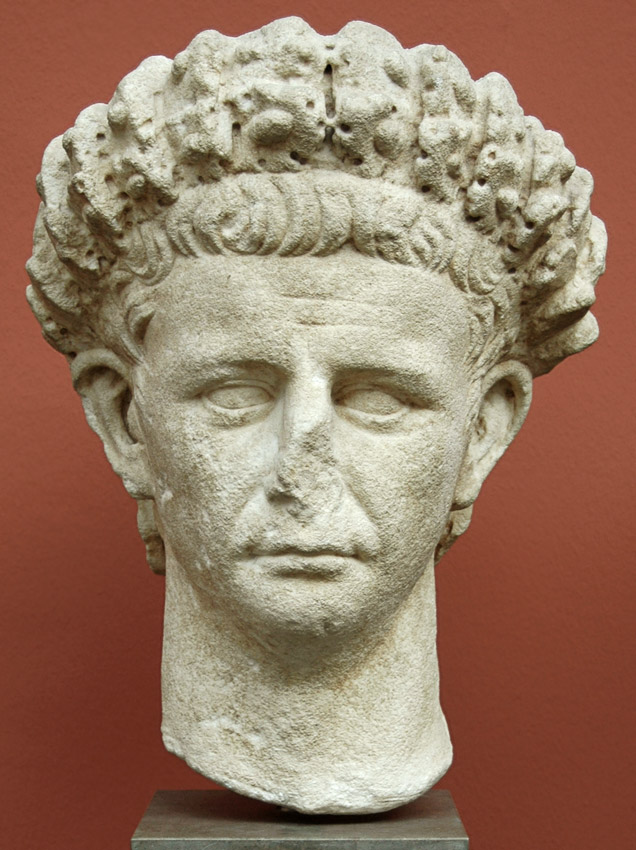
Claudius (* 10 v. Chr.)

- 0010 v. Chr.: Claudius, römischer Kaiser
- 0126: Pertinax, römischer Kaiser
- 0992: Hyeonjong, 8. König des koreanischen Goryeo-Reiches
- 1084: Heonjong, 14. König des koreanischen Goryeo-Reiches
- 1136: Humbert III., Graf von Savoyen
- 1292: John Marshal, 2. Baron Marshal, englischer Adliger und erblicher Marshal of Ireland
- 1313: Kōgon, japanischer Kaiser
- 1377: Go-Komatsu, 100. Kaiser von Japan
- 1384: Anton, Graf von Rethel, Herzog von Brabant und Herzog von Luxemburg
- 1399: Pietro Geremia, italienischer Dominikaner und Diplomat
- 1410: Johann IV., Graf von Nassau-Dillenburg
- 1415: Pierre von Roubaix, französischer Graf von Roubaix
- 1425: Friedrich I., Kurfürst von der Pfalz

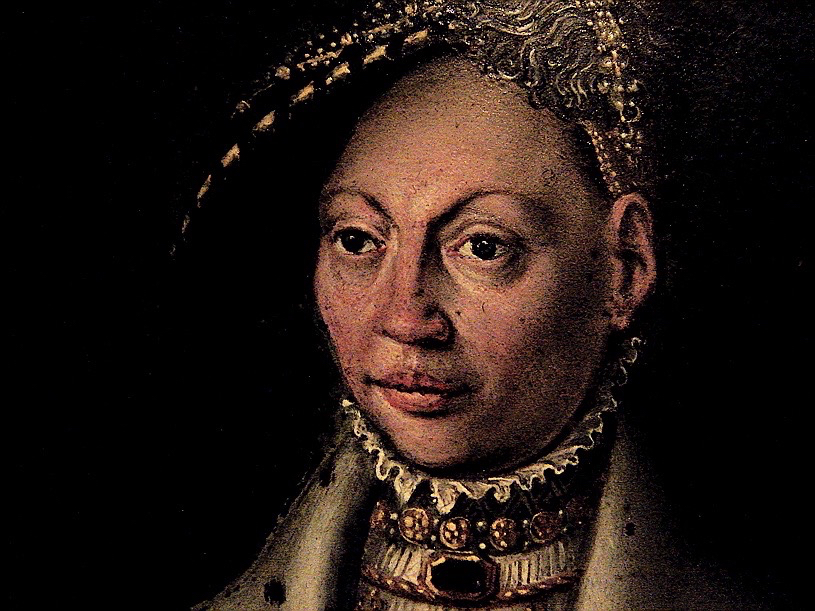
Dorothea (* 1504)

- 1443: Johann von Pfalz-Mosbach, Dompropst zu Augsburg und Regensburg
- 1492: Wolfgang, Sohn des Fürsten Waldemar VI.
- 1494: Benedikt Burgauer, Schweizer Theologe und Reformator
- 1495: Jan van Scorel, niederländischer Maler
- 1500: Johannes Rivius, deutscher Pädagoge und Theologe
- 1501: Johann Glandorp, deutscher Humanist, Pädagoge, Dichter, evangelischer Theologe und Reformator
- 1501: Veit Winsheim, deutscher Rhetoriker, Philologe, Mediziner und Gräzist
- 1504: Dorothea, erste Herzogin von Preußen
- 1520: Sigismund II. August, König von Polen, Großfürst von Litauen, letzter König der Jagiellonen
- 1530: Daniel, Graf von Waldeck-Wildungen
- 1555: Edward Kelley, englischer Alchemist und Spiritist
- 1581: Johann Angelius Werdenhagen, deutscher Philosoph und Diplomat
- 1585: Wilhelm von Proeck, deutsches Mitglied der Fruchtbringenden Gesellschaft

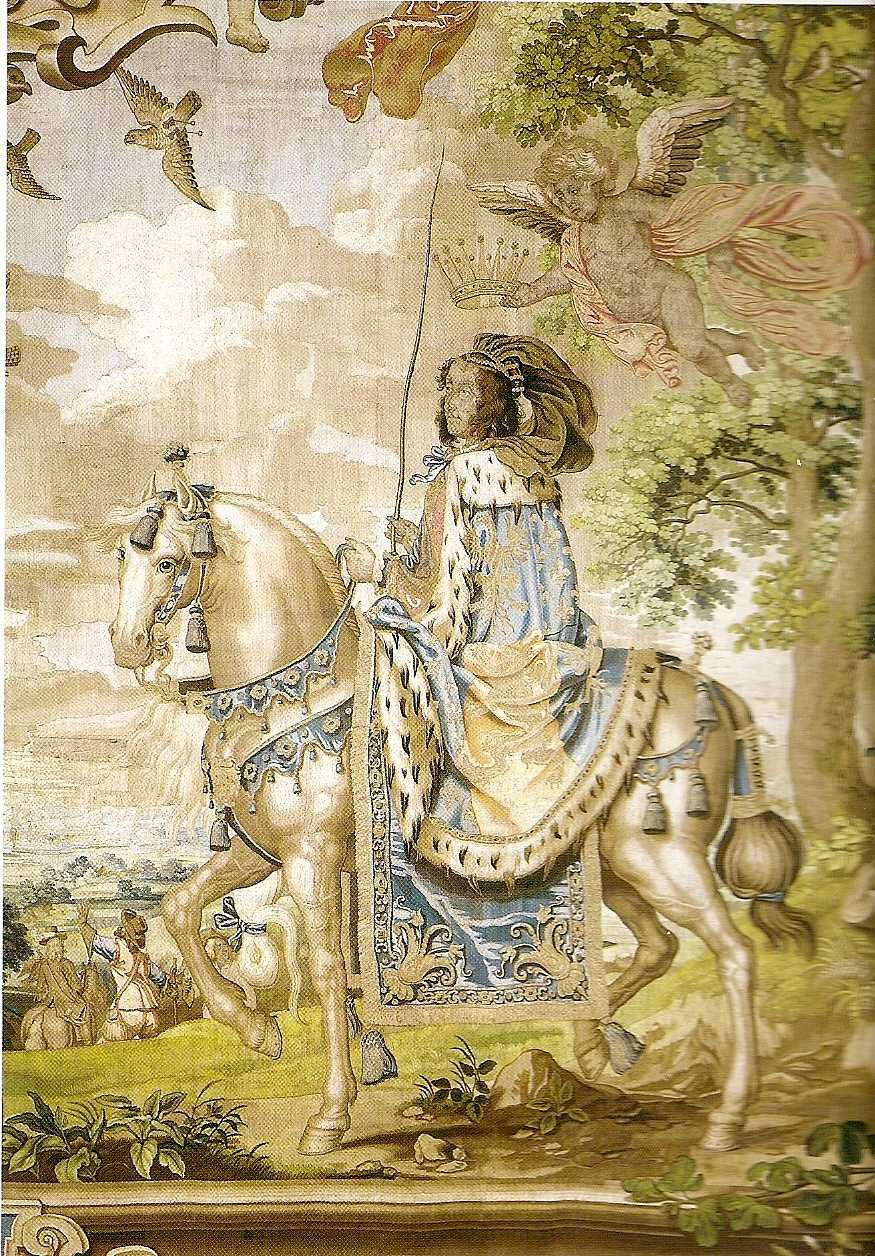
Alexandrine von Taxis (* 1589)

- 1589: Alexandrine von Taxis, Gräfin und Generalpostmeisterin der spanischen Niederlande (Taufdatum)
- 1627: Luise Christine von Savoyen-Carignan, Mutter von Markgraf Ludwig Wilhelm von Baden
- 1628: Johann Adam Schertzer, deutscher protestantischer Theologe
- 1637: Juliane Elisabeth von Waldeck, deutsche Gräfin, Wohltäterin der Armen und Waisen
- 1656: Xaver Jakub Ticin, sorbischer Jesuit und Sprachwissenschaftler
- 1657: Louis Thomas von Savoyen-Carignan, Graf von Soissons
- 1658: Giorgio Cornaro, Kardinal der römisch-katholischen Kirche und Bischof von Padua
- 1672: Sebastian Edzardus, deutscher Philosoph, lutherischer Streittheologe und Missionar
- 1678: Johann Friedrich Henckel, deutscher Arzt, Mineraloge, Metallurg und Chemiker
- 1685: Pietro Giuseppe Sandoni, italienischer Komponist
- 1695: Johann Konrad Brandenstein, deutscher Orgelbauer

### 18. Jahrhundert
- 1706: Franz Sebald Unterberger, Südtiroler Maler
- 1713: Karl I., Herzog zu Braunschweig-Lüneburg
- 1713: Jean-Baptiste Salomon, französischer Geigenbauer
- 1723: Johann Friedrich Gruner, deutscher evangelischer Theologe, Historiker, Rhetoriker und Pädagoge
- 1728: Johann Ignaz Seuffert, deutscher Orgelbauer
- 1729: Ernst Anton Heiliger, deutscher Politiker, Bürgermeister von Hannover

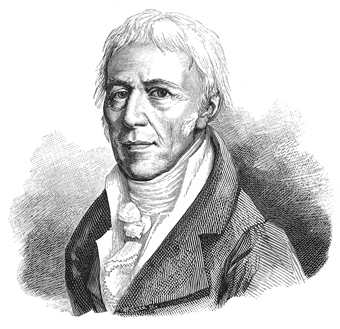
Jean-Baptiste de Lamarck (* 1744)

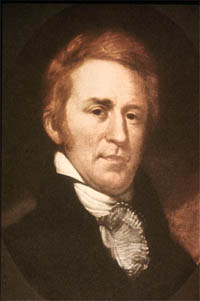
William Clark (* 1770)

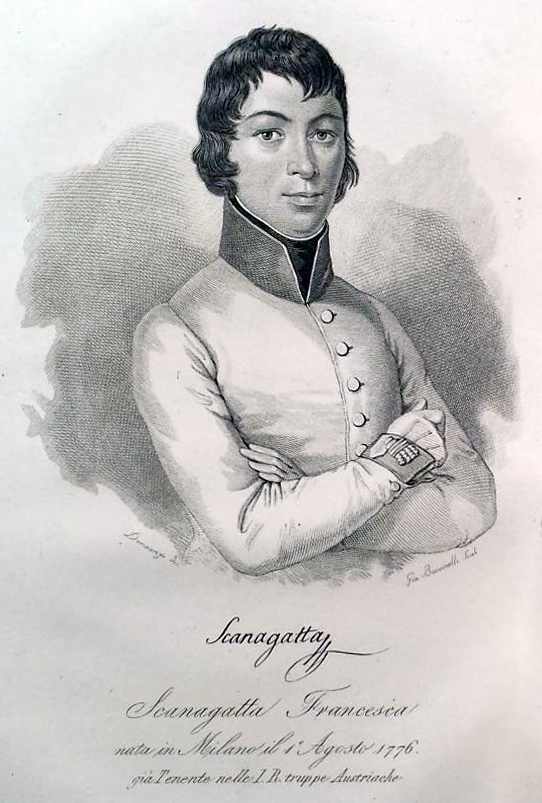
Francesca Scanagatta (* 1776)

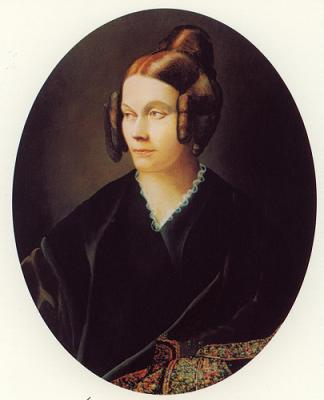
Sophie de Ségur (* 1799)

- 1733: Richard Kirwan, irischer Jurist und Chemiker
- 1734: Dominik Auliczek, böhmischer Bildhauer
- 1738: Jacques François Dugommier, französischer General
- 1738: Gustaf von Engeström, schwedischer Bergbauingenieur, Mineraloge und Chemiker
- 1744: Jean-Baptiste de Lamarck, französischer Biologe
- 1748: Lorenz von Westenrieder, deutscher Historiker und Schriftsteller
- 1755: Antonio Capuzzi, italienischer Violinist und Komponist
- 1756: Pierre Louis Prieur, französischer Politiker, Mitglied des Nationalkonvents
- 1760: Wilhelm Anton von Klewiz, preußischer Politiker und Verwaltungsbeamter, Minister, Oberpräsident der Provinz Sachsen
- 1761: Johann Peter von Feuerbach, deutscher politischer Beamter
- 1766: Philipp von der Leyen, deutscher Adliger, erster Fürst von der Leyen
- 1766: Hanzo Njepila, sorbischer Volksschriftsteller
- 1768: Karl Ludwig von Haller, Schweizer Staatsrechtler
- 1770: William Clark, US-amerikanischer Soldat, Entdecker und Politiker, Mitglied der Lewis-und-Clark-Expedition, Gouverneur des Missouri-Territoriums
- 1773: Ignaz Anton Demeter, deutscher Geistlicher, Erzbischof von Freiburg
- 1773: Johann August Heinrich Tittmann, deutscher Theologe und Philosoph
- 1774: Ferdinand Beneke, deutscher Jurist und Politiker
- 1776: Francesca Scanagatta, österreichische Offizierin
- 1779: Karl Otto Ludwig von Arnim, deutscher Schriftsteller
- 1779: Francis Scott Key, US-amerikanischer Lyriker
- 1779: Lorenz Oken, deutscher Naturforscher
- 1782: Eugen von Mazenod, französischer Geistlicher, Generaloberer der Oblaten der Makellosen Jungfrau Maria, Bischof von Marseille, Heiliger
- 1783: Wilhelm Malte I., deutscher Adliger, Fürst auf Rügen, schwedischer Gouverneur in Pommern
- 1786: Pius August in Bayern, Herzog von Bayern
- 1789: Karl Christoph Roeder von Diersburg, deutscher Landschaftsmaler
- 1791: George Ticknor, US-amerikanischer Literaturhistoriker und Romanist
- 1792: Friedrich Hermann de Leuw, deutscher Arzt
- 1794: Wilhelm Lang, deutscher Orgelbauer
- 1797: Franz Härter, elsässischer Pfarrer
- 1799: Sophie de Ségur, französische Schriftstellerin russischer Herkunft
- 1800: Ernst Ortlepp, deutscher Dichter des Vormärz

### 19. Jahrhundert

#### 1801–1850

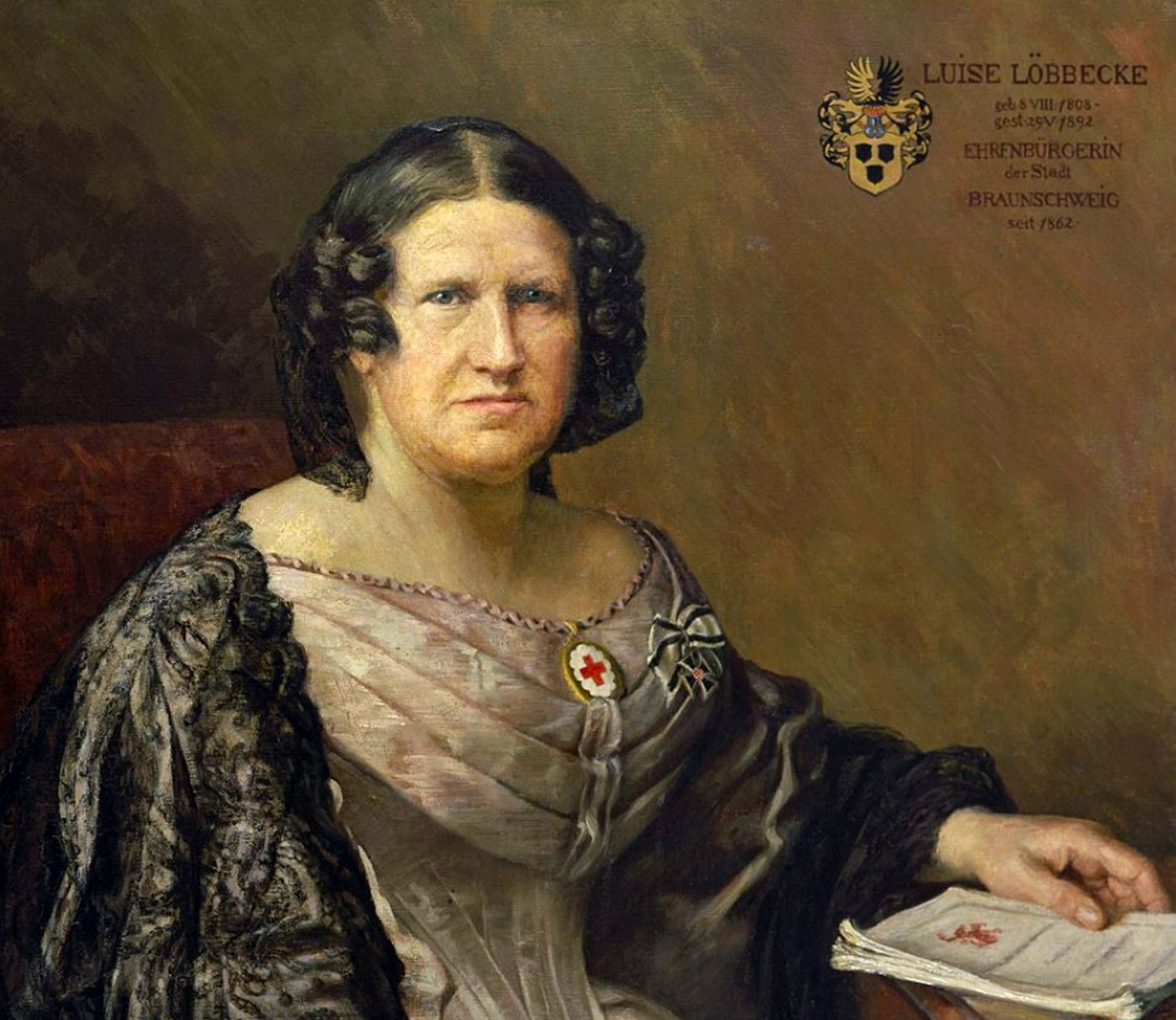
Luise Löbbecke (* 1808)

- 1801: Philipp Spitta, deutscher Komponist, Theologe (evangelisch) und Dichter
- 1802: Karl Uschner, deutscher Übersetzer antiker Dichtungen
- 1807: Robert McClelland, US-amerikanischer Politiker
- 1808: Luise Löbbecke, deutsche Sozialreformerin
- 1809ː Auguste von Hardenberg, Präsidentin der vierten Abteilung des badischen Frauenvereins
- 1812: Rudolph von Apponyi, österreichisch-ungarischer Diplomat
- 1812: Ludwig Wilhelm, Fürst zu Bentheim und Steinfurt
- 1817: Adolf I., Fürst zu Schaumburg-Lippe
- 1817: Richard Dadd, englischer Maler des viktorianischen Zeitalters

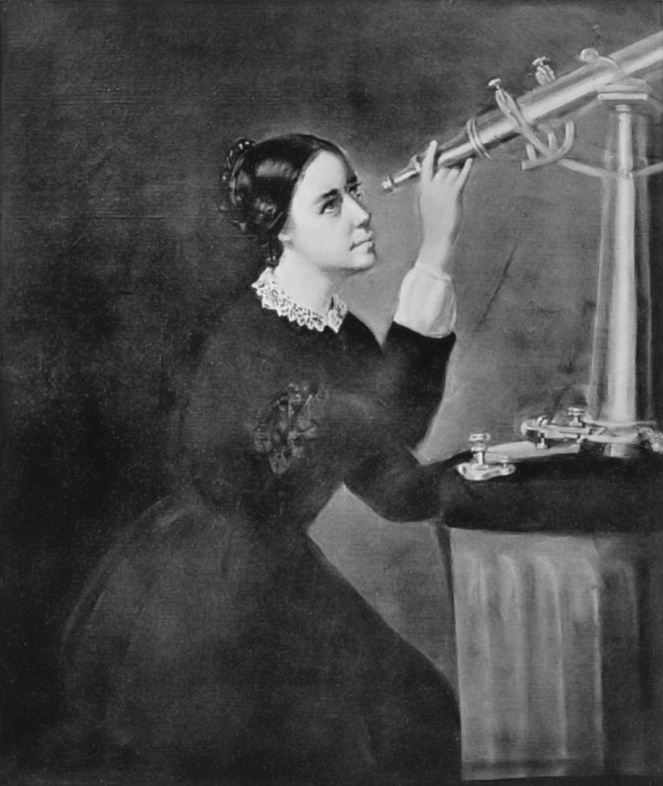
Maria Mitchell (* 1818)

- 1818: Maria Mitchell, US-amerikanische Astronomin und Frauenrechtlerin
- 1819: Augustus Gregory, australischer Entdecker
- 1819: Herman Melville, US-amerikanischer Schriftsteller, Dichter und Essayist
- 1830: Jaroslav Čermák, tschechischer Maler
- 1831: Antonio Cotogni, italienischer Opernsänger
- 1835: Jacob Audorf, deutscher Dichter, Funktionär des ADAV
- 1837: Mary Harris Jones, US-amerikanische Führerin der Arbeiter- und Gewerkschaftsbewegung
- 1837: Philipp Karcher, deutscher Unternehmer
- 1838: Ludwig von Neapel-Sizilien, Graf von Trani und Prinz von Neapel-Sizilien
- 1840: Franz Simandl, böhmischer Kontrabassist, Musiklehrer und Autor
- 1841: Eduard Herzog, erster christkatholischer Bischof der Schweiz
- 1841: Lilli Suburg, estnische Schriftstellerin
- 1843: Emil Schallopp, deutscher Schachmeister
- 1843: Robert Todd Lincoln, US-amerikanischer Generalkonsul, Sohn von Abraham Lincoln
- 1846: Brasílio Itiberê da Cunha, brasilianischer Komponist und Diplomat
- 1846: Max Wiese, deutscher Bildhauer und Professor an der Kunstakademie in Hanau
- 1847: Anton Reichenow, deutscher Ornithologe
- 1848: Pierre Gailhard, französischer Opernbassist

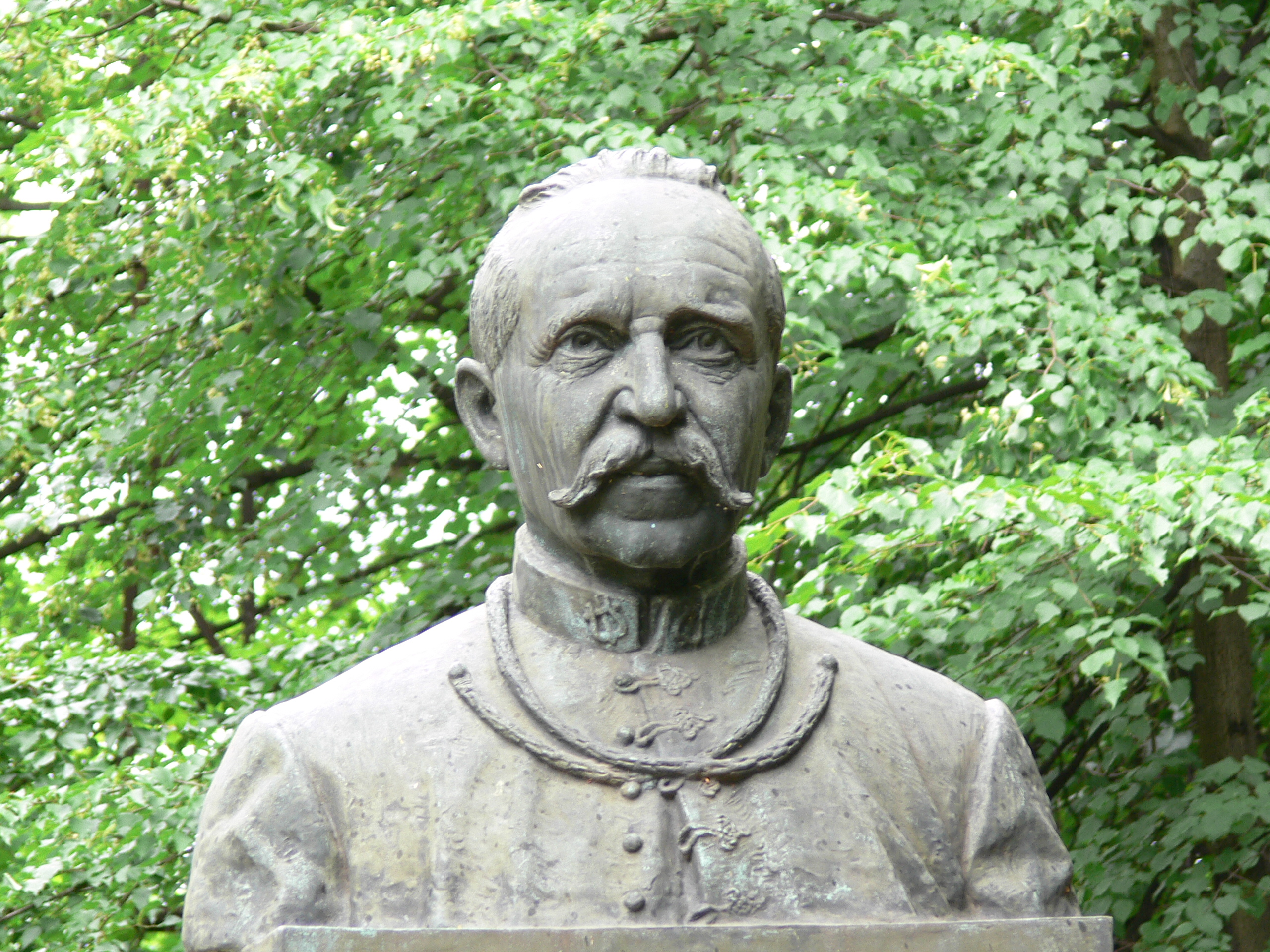
František Kmoch (* 1848)

- 1848: František Kmoch, tschechischer Komponist und Dirigent
- 1848: Alexander Wladimirowitsch Westmann, russischer Diplomat
- 1849: August Specht, deutscher Tiermaler
- 1849: Hermann von Zeller, deutscher Jurist

#### 1851–1900

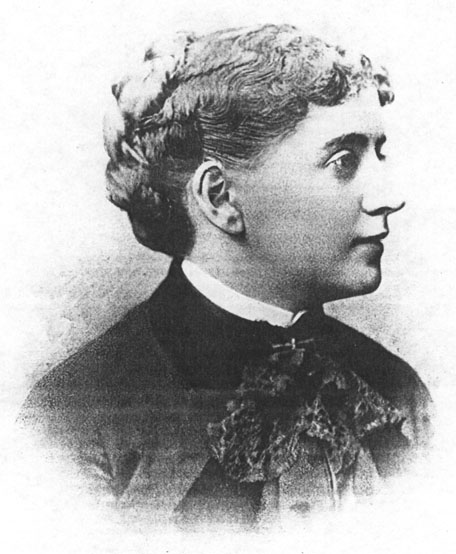
Ida Craddock (* 1857)

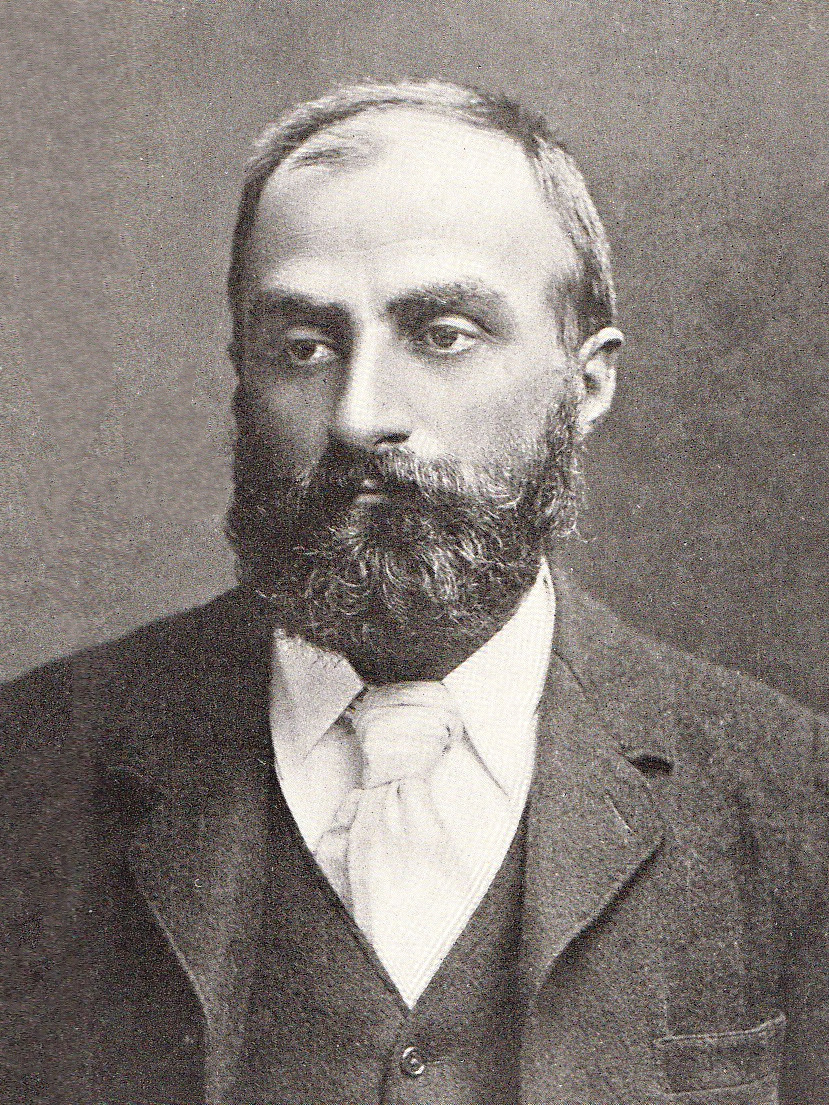
William Speirs Bruce (* 1867)

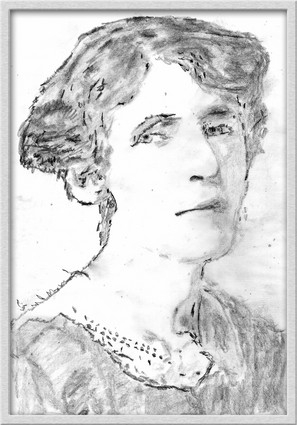
Rose Macaulay (* 1881)

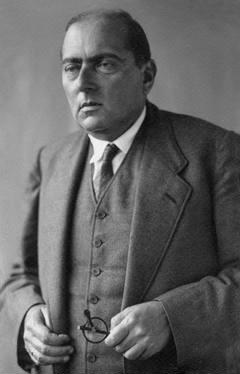
Otto Toeplitz (* 1881)

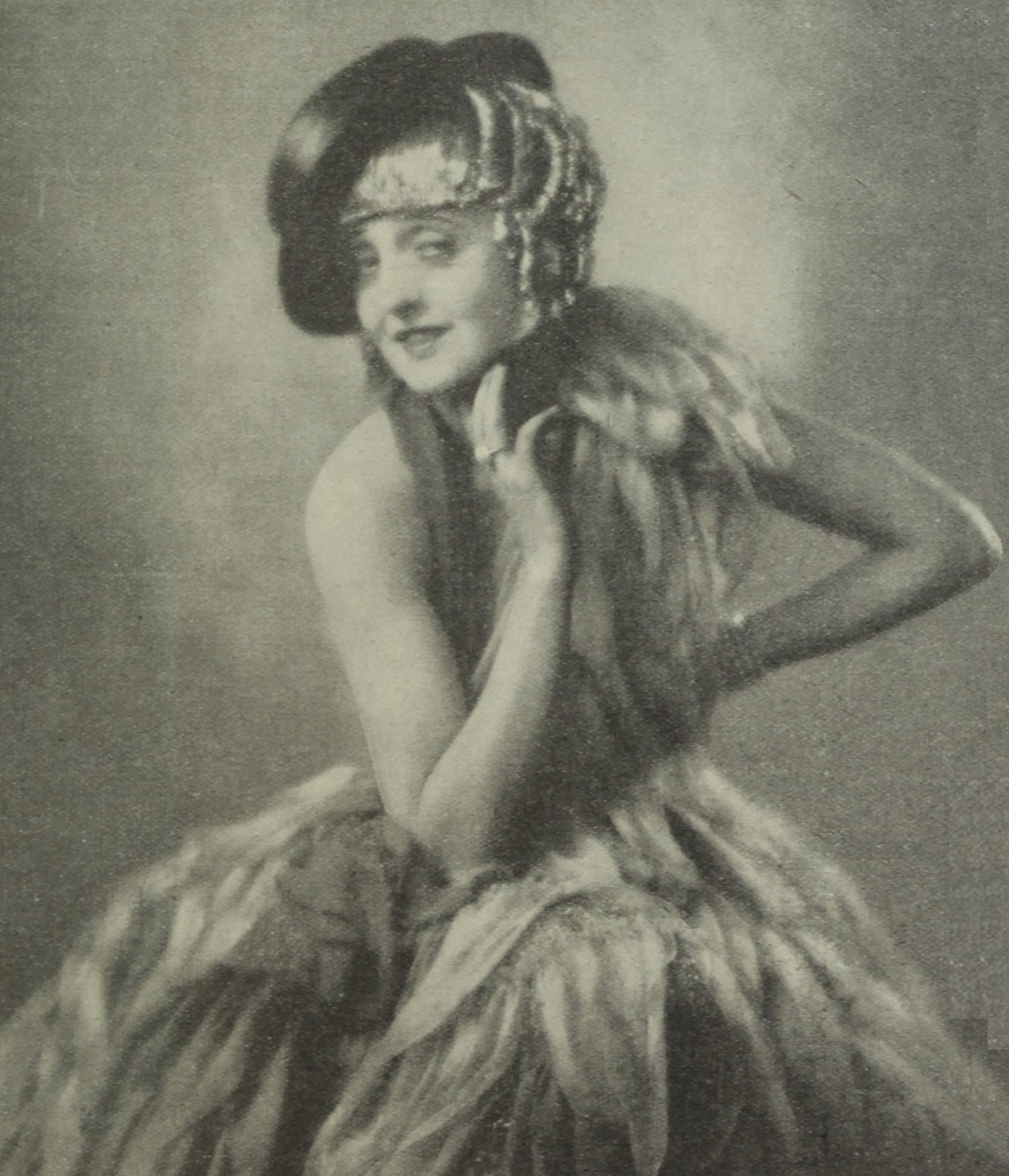
Maria Ley (1898)

- 1851: August Holmberg, deutscher Kunstmaler und Bildhauer
- 1852: Eilhard Wiedemann, deutscher Physiker
- 1853: Willoughby D. Miller, US-amerikanischer Dentalwissenschaftler
- 1855: Ulrich Farner, Schweizer Journalist und Mundartschriftsteller
- 1857: Ida Craddock, US-amerikanische Autorin und Vorkämpferin der sexuellen Revolution
- 1857: Paul Harzer, deutscher Astronom
- 1858: Hans Rott, österreichischer Komponist und Organist
- 1861: Sammy Jones, australischer Cricketspieler
- 1861: Bogislaw von Klitzing, preußischer Landrat und Generallandschaftsdirektor
- 1861: Jacques Perl, deutscher Chemiker und Unternehmer
- 1862: Montague Rhodes James, britischer Horror- und Fantasyautor
- 1863: Gaston Doumergue, französischer Präsident der Dritten Republik
- 1865: Alfred Hoche, deutscher Psychiater
- 1865: Eugen von Schweden, jüngster Sohn des schwedischen Königs Oscar II.
- 1865: Eugen von Knilling, bayerischer Politiker
- 1867: William Speirs Bruce, schottischer Polarforscher und Ozeanograph
- 1867: Constantin Christomanos, griechischer Historiker, Dramenautor und Theaterleiter
- 1869ː Maud Joachim, englisch-britische Suffragette
- 1871: Eduard von Winterstein, deutscher Filmschauspieler
- 1873: Luise Fleck, österreichische Filmregisseurin
- 1873: Henri Verbrugghen, belgischer Dirigent, Geiger und Musikpädagoge
- 1874: Georg Fritze, deutscher evangelischer Pfarrer und Theologe
- 1877: Fritz Spira, österreichischer Schauspieler
- 1877: Carl Wiegand, deutscher Kunstturner
- 1879: Augusto Samuel Boyd, 19. Staatspräsident von Panama
- 1879: Luise Federn-Staudinger, deutsche Bildhauerin
- 1879: Erich Harbort, deutscher Geologe
- 1881: Kornel Abel, österreichischer Offizier
- 1881: Rose Macaulay, britische Schriftstellerin
- 1881: Otto Toeplitz, deutscher Professor der Mathematik
- 1882: Felix Haase, deutscher katholischer Kirchenhistoriker
- 1882: Reinhold Wulle, deutscher Politiker und Publizist
- 1883: Anton Kern, österreichischer Bibliothekar
- 1883: Maxim Zetkin, deutscher Politiker und Chirurg
- 1884: Levi Ankeny, US-amerikanischer Politiker
- 1885: George de Hevesy, ungarischer Chemiker
- 1885: Peter von der Mühll, Schweizer Altphilologe
- 1885: Fritz Skell, deutscher Zeichner
- 1887: Robert Schraudolph, deutscher Künstler
- 1888: Vito Frazzi italienischer Komponist und Musikpädagoge
- 1888: Richard Whitney, US-amerikanischer Bankier
- 1888: Charles Winslow, südafrikanischer Tennisspieler
- 1889: Walther Gerlach, deutscher Physiker
- 1889: Frieda Nickel, deutsche sozialdemokratische Politikerin
- 1890: Archer Taylor, US-amerikanischer Volkskundler
- 1891: Enrique Mario Casella, argentinischer Komponist
- 1891: Karl Kobelt, Schweizer Politiker und Bundesrat
- 1893: Walter Becker, deutscher Künstler
- 1893: Karl-Siegmund Litzmann, deutscher Politiker, Generalkommissar für Estland
- 1893: Lya Mara, deutsche Stummfilmschauspielerin lettisch-polnischer Herkunft
- 1894: Ottavio Bottecchia, italienischer Radrennfahrer
- 1894: Juan Filloy, argentinischer Schriftsteller
- 1895: Walther Bringolf, Schweizer Politiker
- 1896: Bona Margherita von Savoyen-Genua, Prinzessin von Savoyen
- 1896: Walther Wadehn, deutscher Generalmajor
- 1898: Maria Ley, österreichische Tänzerin
- 1899: Jimmie Angel, US-amerikanischer Buschpilot
- 1899: Raymond Mays, britischer Automobilrennfahrer und Unternehmer
- 1900: Karl Mark, österreichischer Politiker und Nationalratsabgeordneter

### 20. Jahrhundert

#### 1901–1925

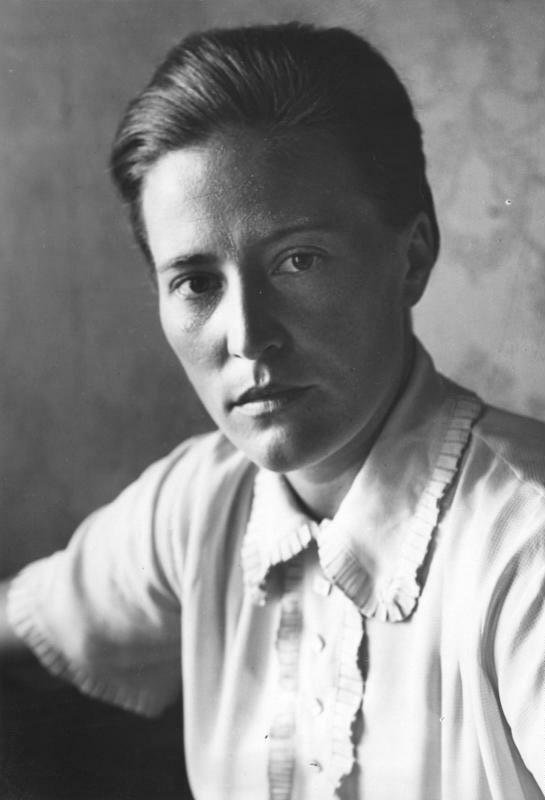
Marga von Etzdorf (* 1907)

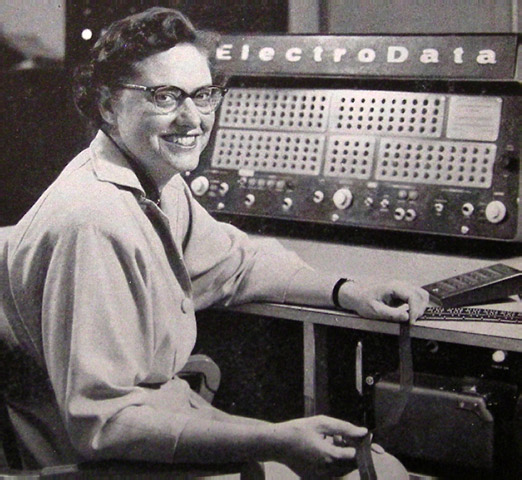
Sibyl Rock (* 1909)

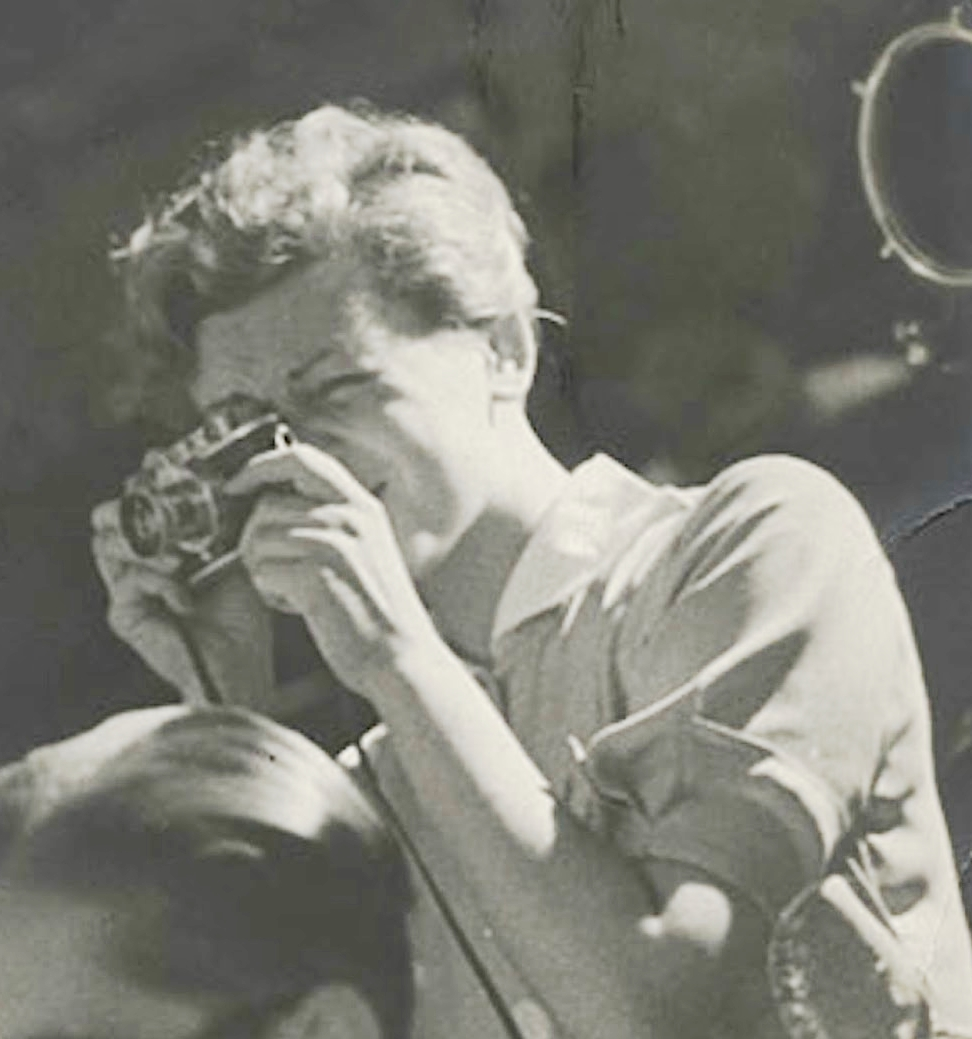
Gerda Taro (* 1910)

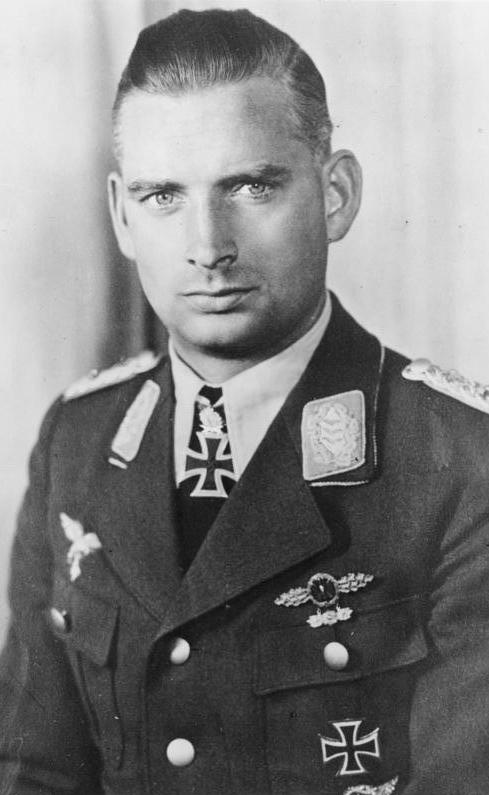
Hans-Joachim Herrmann (* 1913)

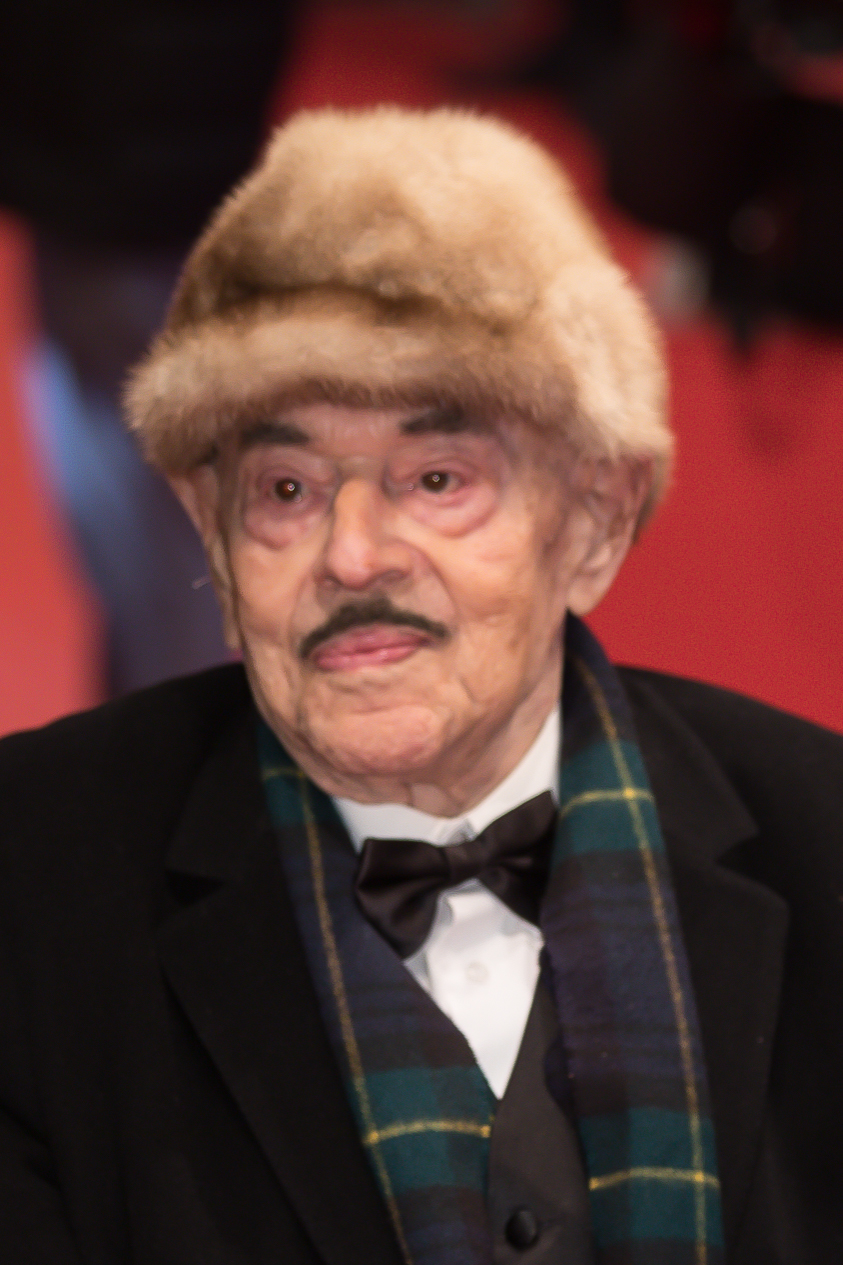
Artur Brauner (* 1918)

- 1901: Pancho Villa, philippinischer Fliegengewichtsboxer
- 1901: Curt Wittenbecher, deutscher Maler, Zeichner und Graphiker
- 1902: Lola Iturbe, spanische Feministin und Anarchistin
- 1902: Georges-Louis Mercier MAfr, französischer Ordensgeistlicher und römisch-katholischer Bischof von Laghouat
- 1902: Otto Schmidt, deutscher Politiker und MdB
- 1902ː  Elizabeth Stoddard, amerikanische Schriftstellerin
- 1903: Marvin Bower, US-amerikanischer Managing Director
- 1903: Ina Lohr, niederländisch-schweizerische Violinistin, Kirchenmusikerin, Komponistin und Musikpädagogin
- 1903: Helena Nordheim, niederländische Turnerin und Opfer der Schoa
- 1904: Gordon Hendy, britischer Automobilrennfahrer
- 1905: Helen Sawyer Hogg, kanadische Astronomin
- 1905: Miguel Prado Paz, mexikanischer Komponist
- 1906: Leopold Redl, österreichischer Turner
- 1906: Willi Welscher, deutscher Leichtathlet
- 1907: Sylvia Bayr-Klimpfinger, österreichische Psychologin
- 1907: Marga von Etzdorf, deutsche Fliegerin
- 1908: Miloslav Kabeláč, tschechischer Komponist und Dirigent
- 1908: Elsa Oehmigen, deutsche Straßenmusikerin
- 1909: Edith Baumann, deutsche Politikerin (FDJ, SED) und FDJ-Funktionärin
- 1909: Kurt Beier, Karikaturist
- 1909: Otto Kästner, deutscher Boxer
- 1909: Sibyl M. Rock, US-amerikanische Mathematikerin und Informatikerin
- 1910: Klementyna Mańkowska, polnische Widerstandskämpferin und Agentin
- 1910: Gerda Taro, deutsche Fotografin
- 1911: Rudolf Desch, deutscher Komponist
- 1911: Pericle Felici, Kardinal
- 1912: Gego, deutsch-venezolanische Bildhauerin
- 1912: Damien Parer, australischer Kameramann und Fotograf
- 1912: Helmut Storch, deutscher Tierschützer und Storchenpfleger
- 1913: Heinz Ellenberg, deutscher Biologe, Botaniker, Landschaftsökologe
- 1913: Johann Fellinger, österreichischer Gewerkschafter und Politiker
- 1913: Hans-Joachim Herrmann, deutscher Luftwaffenoffizier und Rechtsanwalt
- 1914: Béatrice von Boch-Galhau, deutsche Unternehmerin und Mäzenin
- 1914: Edmond Jeanneret, Schweizer evangelischer Geistlicher und Dichter
- 1914: J. Lee Thompson, britischer Regisseur
- 1915: Harry Auterhoff, lettischer Chemiker und Pharmazeut
- 1915: Hann Trier, deutscher Maler und Grafiker
- 1916: Fiorenzo Angelini, italienischer Kardinal
- 1916: Leonore Mau, deutsche Fotografin
- 1918: Artur Brauner, deutscher Filmproduzent
- 1919: Fides Krause-Brewer, deutsche Fernsehjournalistin
- 1919: Nigel Mann, britischer Automobilrennfahrer
- 1920: Samuel Lee, US-amerikanischer Sportler, Olympiasieger im Turmspringen
- 1921: Elaine Dundy, US-amerikanische Schriftstellerin, Biographin, Journalistin und Schauspielerin
- 1921: Jack Kramer, US-amerikanischer Tennisspieler
- 1922: Marie Ellington, US-amerikanische Sängerin
- 1922: Arthur Hill, kanadischer Theater-, Film- und Fernsehschauspieler
- 1922: Eva Köckeis-Stangl, österreichische Soziologin
- 1923: Carter Brown, australischer Kriminalautor
- 1923: Walentina Michailowna Leontjewa, sowjetische bzw. russische Fernsehmoderatorin
- 1924: Abdullah ibn Abd al-Aziz, saudi-arabischer König
- 1924: Marcia Mae Jones, US-amerikanische Schauspielerin
- 1925: Pam Gems, britische Dramatikerin
- 1925: Ernst Jandl, österreichischer Schriftsteller
- 1925: Albert Plohnke, preußischer Flugzeug-Bordingenieur und Technischer Betriebsleiter

#### 1926–1950
- 1926: Theo Adam, deutscher Kammersänger und Opernregisseur
- 1926: Marie-Louise Roth, deutsche Literaturwissenschaftlerin
- 1926: Karl Kohn, US-amerikanischer Komponist, Pianist und Musikpädagoge österreichischer Herkunft
- 1927: Heinz Peter Kämmerer, deutscher Chirurg
- 1927: Alexander Welbat, deutscher Schauspieler, Synchronsprecher und Kabarettist
- 1927: Gerhard Woitzik, deutscher Politiker
- 1927: Heinz Bellen, deutscher Althistoriker
- 1928: Helmuth Herold, deutscher Interpret und Lehrmeister der Mundharmonika
- 1929: Leila Abaschidse, georgisch-sowjetische Schauspielerin
- 1929: Hafizullah Amin, afghanischer Politiker, Staatspräsident
- 1929: Samuel Charters, US-amerikanischer Blues Musik-Forscher

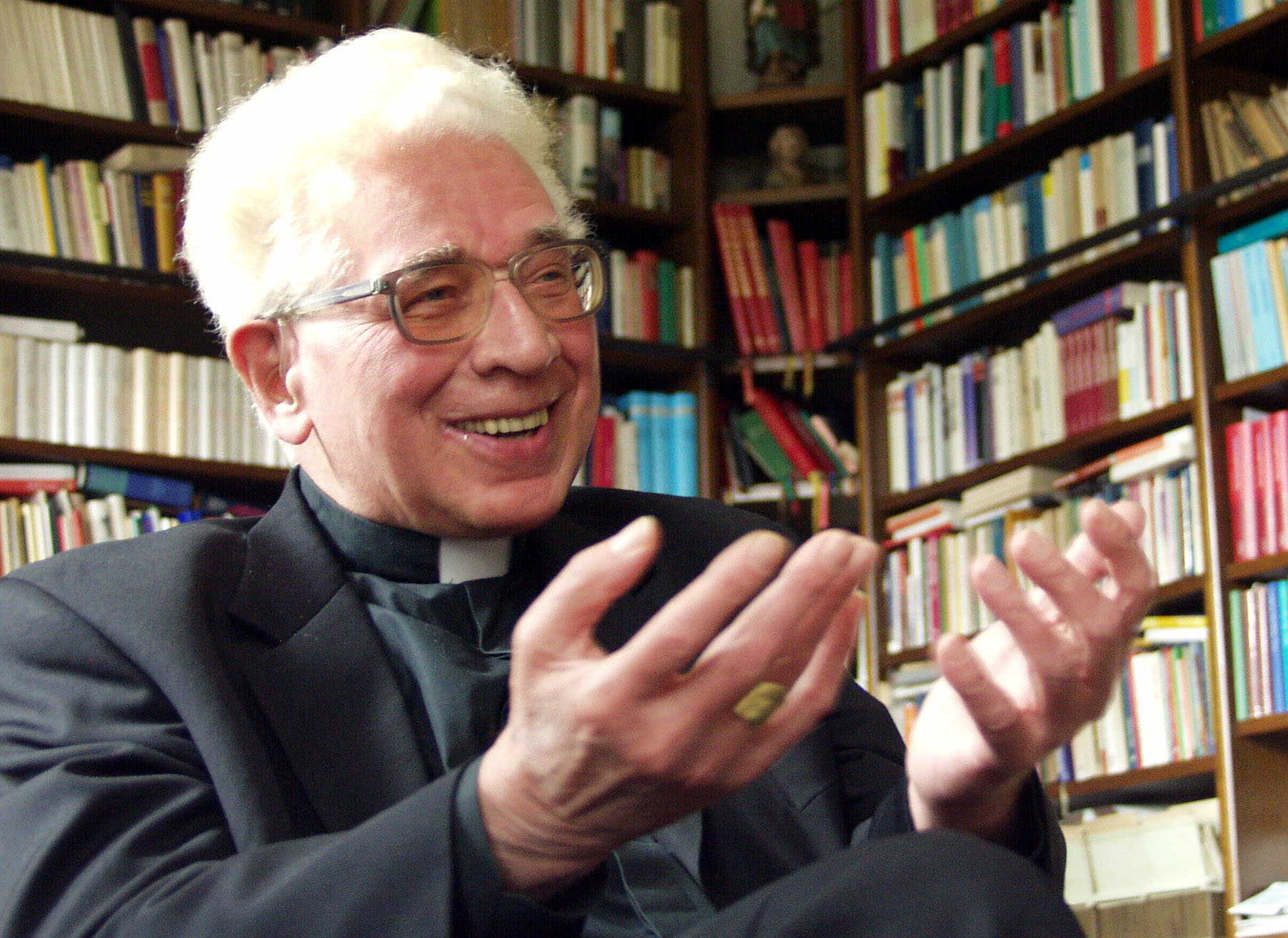
Josef Homeyer (* 1929)

- 1929: Josef Homeyer, deutscher Bischof von Hildesheim
- 1930: Lionel Bart, britischer Musical-Komponist
- 1930: Pierre Bourdieu, französischer Soziologe

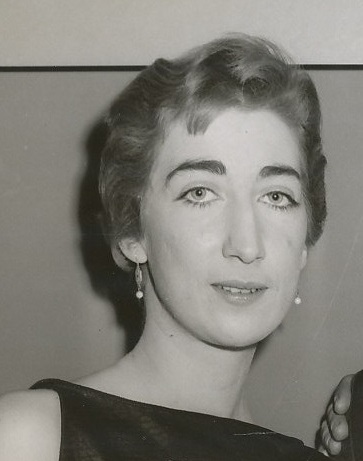
Julie Bavasso (* 1930)

- 1930: Julie Bovasso, US-amerikanische Schauspielerin und Dramatikerin
- 1930: Lawrence Eagleburger, US-amerikanischer Diplomat und Politiker, Außenminister
- 1930: Mara Lane, österreichische Filmschauspielerin
- 1931: Dino da Costa, brasilianischer Fußballspieler und -trainer
- 1931: Cornelis van der Gijp, niederländischer Fußballspieler
- 1931: Seán Ó Riada, irischer Komponist
- 1932: Albert Höfer, österreichischer Theologe, Priester, Psychotherapeut und Gestaltpädagoge
- 1932: Meena Kumari, indische Filmschauspielerin
- 1933: Sheldon Adelson, US-amerikanischer Unternehmer
- 1933: Gilles Boizard, französischer Komponist

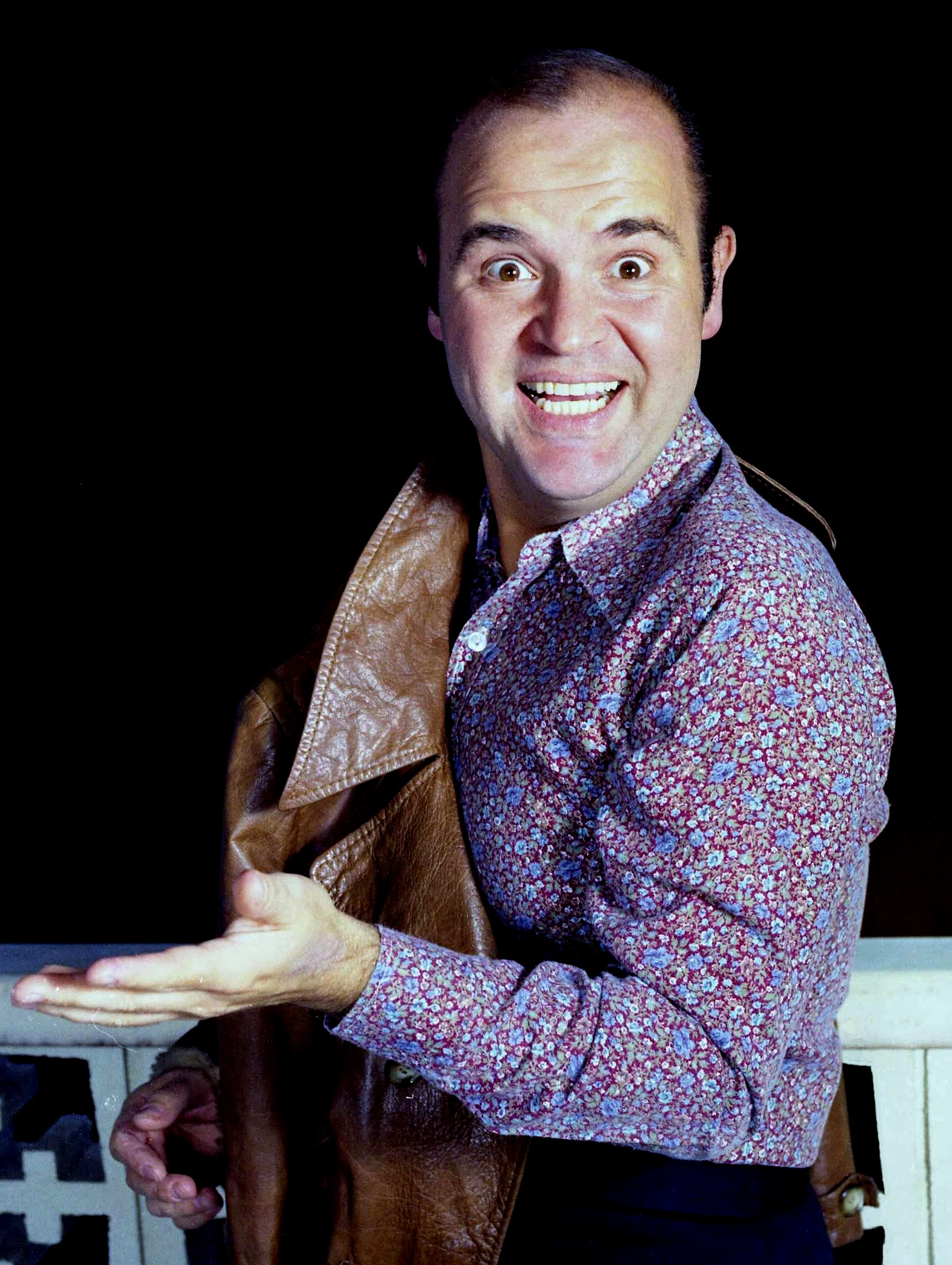
Dom DeLuise (* 1933)

- 1933: Dom DeLuise, US-amerikanischer Schauspieler
- 1933: Meta Stölken, deutsche Politikerin, MdHB
- 1933: Ko Un, koreanischer Dichter und Schriftsteller
- 1934: Oskar Negt, deutscher Sozialphilosoph
- 1934: Peter Dommisch, deutscher Schauspieler
- 1936: Carl Herzog von Württemberg, deutscher Unternehmer
- 1936: William D. Hamilton, englischer Biologe
- 1936: Yves Saint Laurent, französischer Modedesigner
- 1937: Eva Stanienda, deutsche Unternehmerin und Politikerin
- 1937: Ellen Werthmann, deutsche Politikerin
- 1938: Bernward Vesper, deutscher Verleger und Schriftsteller
- 1938: Helga Mack, deutsche Politikerin
- 1938: Paddy Moloney, irischer Dudelsackspieler
- 1939: Terry Kiser, US-amerikanischer Schauspieler
- 1939: Charles Ruff, US-amerikanischer Sonderermittler bei der Watergate-Affäre
- 1940: Arnold Wieland, italienischer Theologe, Hochmeister des deutschen Ordens
- 1940: Horst Herrmann, deutscher Kirchenkritiker, Soziologe und Schriftsteller
- 1941: Ron Brown, US-amerikanischer Politiker
- 1941: Jordi Savall, spanischer Musikwissenschaftler und Gambist
- 1941: Christa Thoben, deutsche Politikerin
- 1942: Clive Baker, britischer Automobilrennfahrer

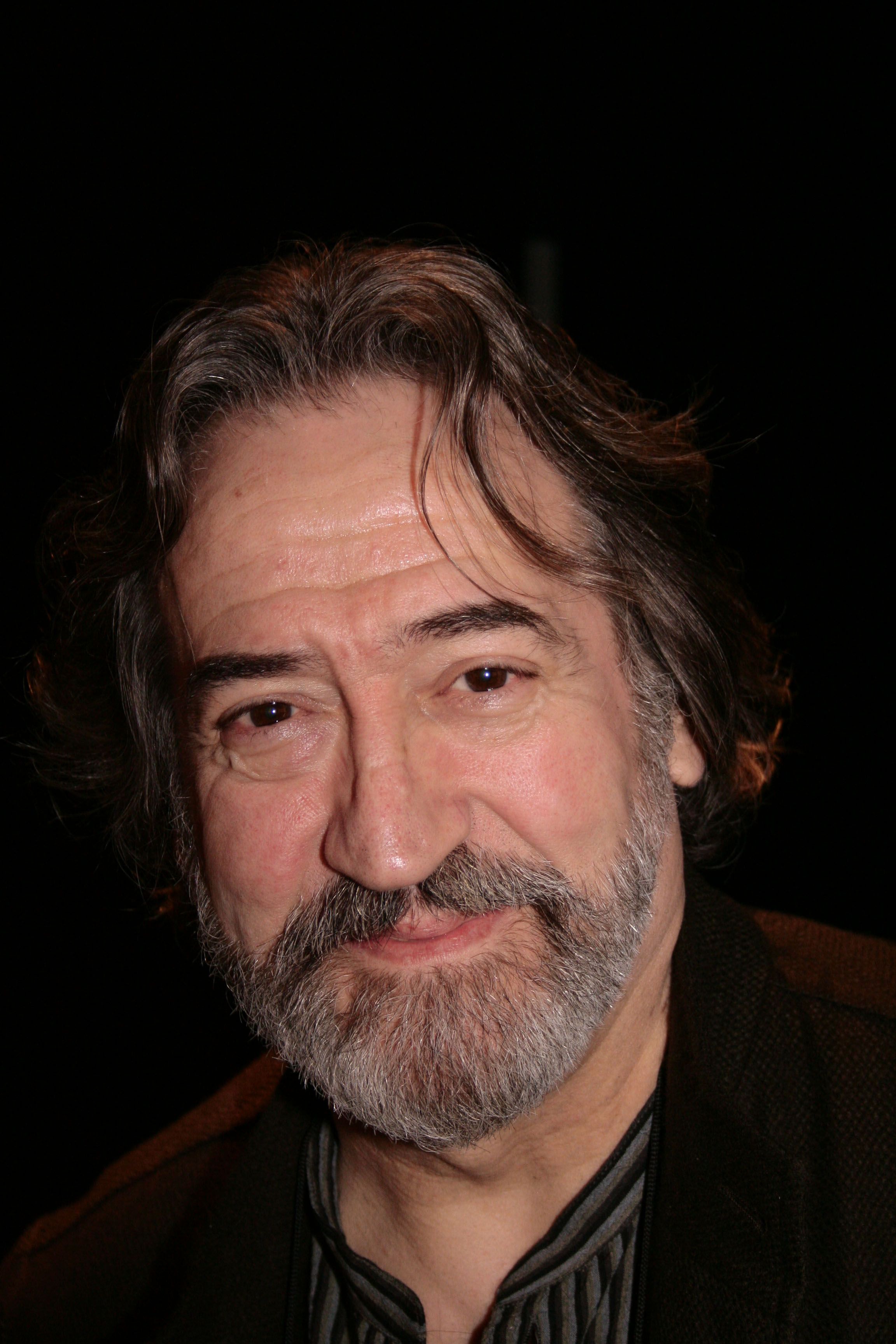
Jordi Savall (* 1941)

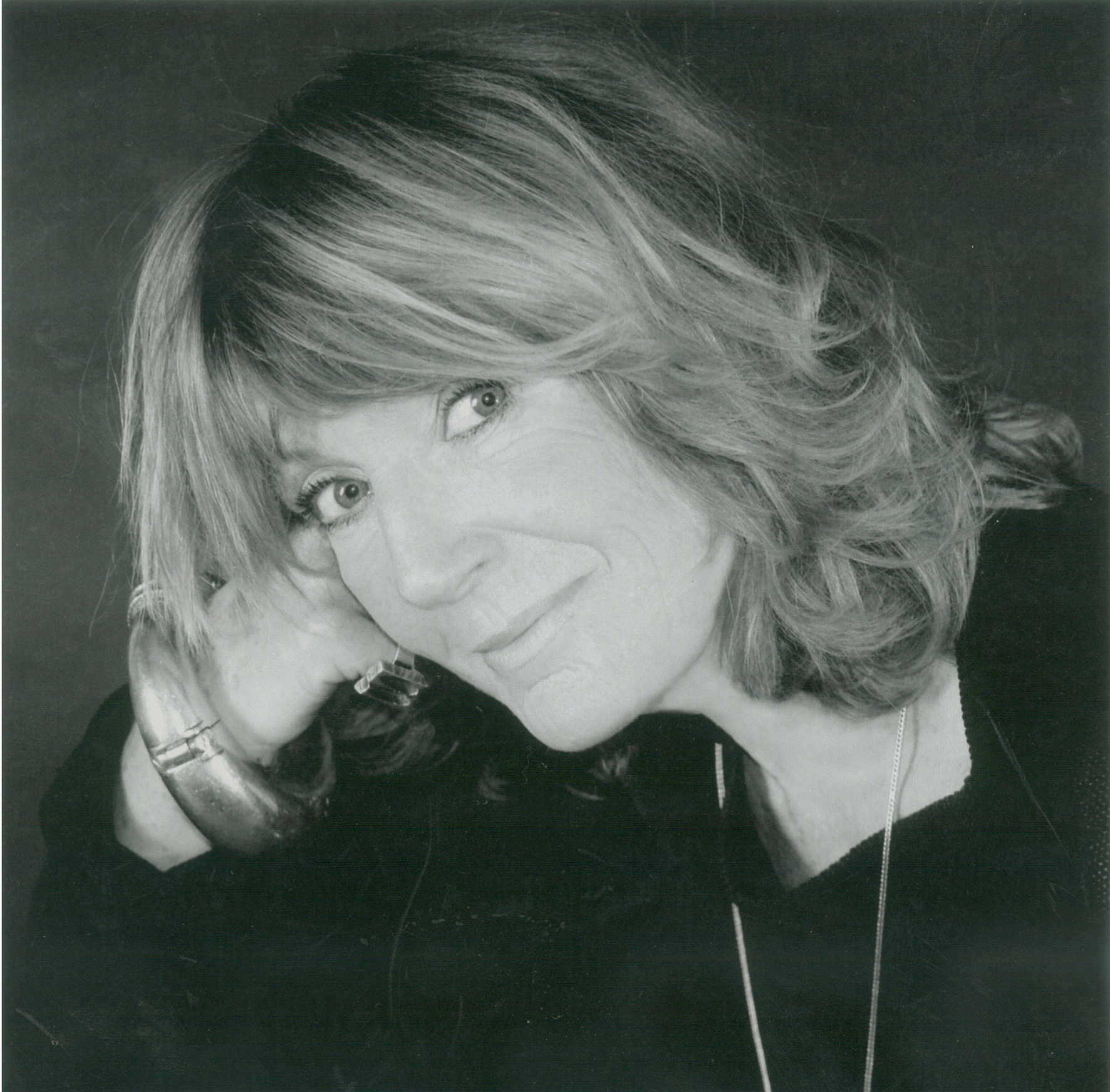
Monica von Rosen (* 1943)

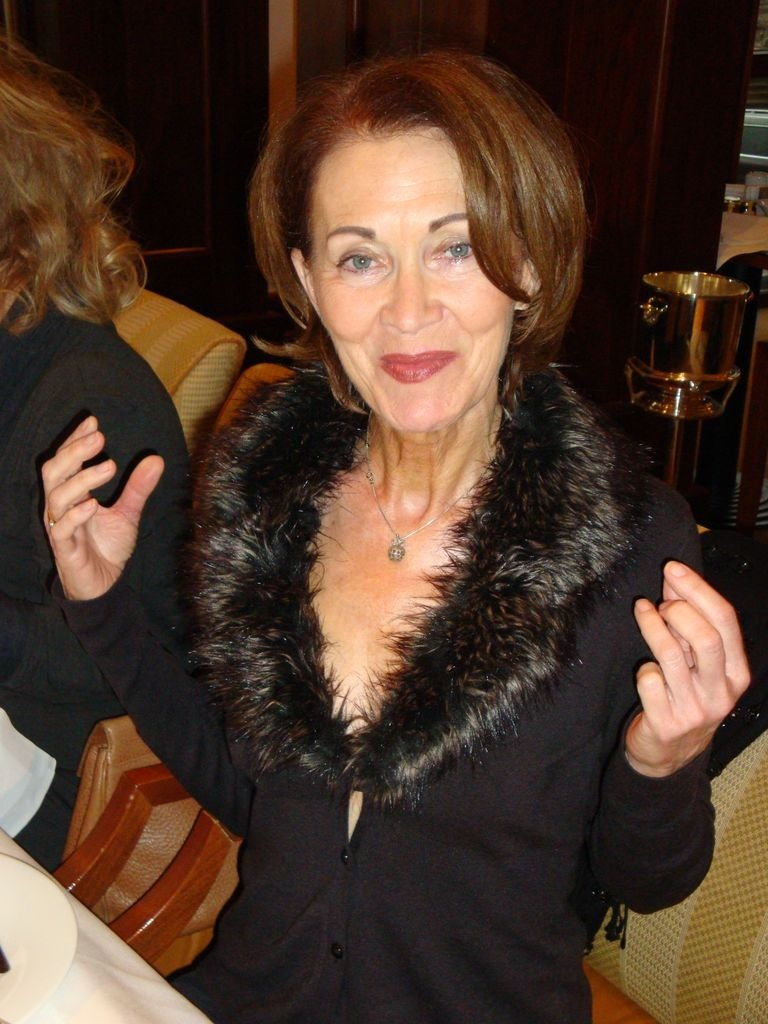
Annegrit Arens (* 1950)

- 1942: Pietro Bellotti, italienischer Ringer
- 1942: Jerry Garcia, US-amerikanischer Rockmusiker und Songschreiber (Grateful Dead)
- 1942: Giancarlo Giannini, italienischer Schauspieler
- 1942: Hansi Linder, deutsche Schauspielerin
- 1942ː Regina Poly, deutsche (Landschafts)Architektin, K̟ünstlerin
- 1942: Adriano Sofri, italienischer Journalist
- 1943: Monica von Rosen Nestler, schwedisch-schweizerische Künstlerin, Fotografin und Autorin
- 1943: Angela Schmid, deutsche Politikerin

- 1944: Michael Buthe, deutscher Künstler
- 1944: Doris Janssen-Reschke, deutsche lutherische Theologin
- 1945: Douglas Dean Osheroff, US-amerikanischer Physiker
- 1946: Madeleine Amgwerd, Schweizer Politikerin
- 1946: Peter F. Bringmann, deutscher Regisseur
- 1947: Sylvia Bozeman, US-amerikanische Mathematikerin
- 1947: Jan T. Gross, US-amerikanischer Soziologe und Historiker
- 1947: Leoluca Orlando, italienischer Jurist, Politiker und Anti-Mafia-Kämpfer
- 1948: David Andrew Gemmell, englischer Autor
- 1948ː Aline Kominsky-Crumb,  US-amerikanische Comic-Produzentin und Künstlerin
- 1948: Rainer Schmidt, deutscher Skispringer
- 1948: Hermann Urbanek, österreichischer Redakteur, Sachbuchautor und Science-Fiction-Experte
- 1949: Kurmanbek Bakijew, kirgisischer Staatspräsident
- 1949: Jim Carroll, US-amerikanischer Schriftsteller und Musiker
- 1949: Ketewan Lossaberidse, sowjetische Bogenschützin und Mathematikerin
- 1949: Ditmar Staffelt, deutscher Politiker
- 1950: Annegrit Arens, deutsche Schriftstellerin und Drehbuchautorin
- 1950: Stephan Braunfels, deutscher Architekt

#### 1951–1975
- 1951: Tommy Bolin, US-amerikanischer Gitarrist
- 1951: Guy Martinolle, französischer Automobilrennfahrer
- 1952: Ulrich Martin Drescher, deutscher Moderator und Lobbyist
- 1952: Zoran Đinđić, serbischer Politiker und Schriftsteller
- 1953: Robert Cray, US-amerikanischer Blues-Gitarrist und Sänger
- 1954: Benno Möhlmann, deutscher Fußballtrainer
- 1954: Trevor Berbick, jamaikanischer Boxer
- 1955: Dominique Andrey, Schweizer Berufsoffizier
- 1956: Axel Milberg, deutscher Schauspieler

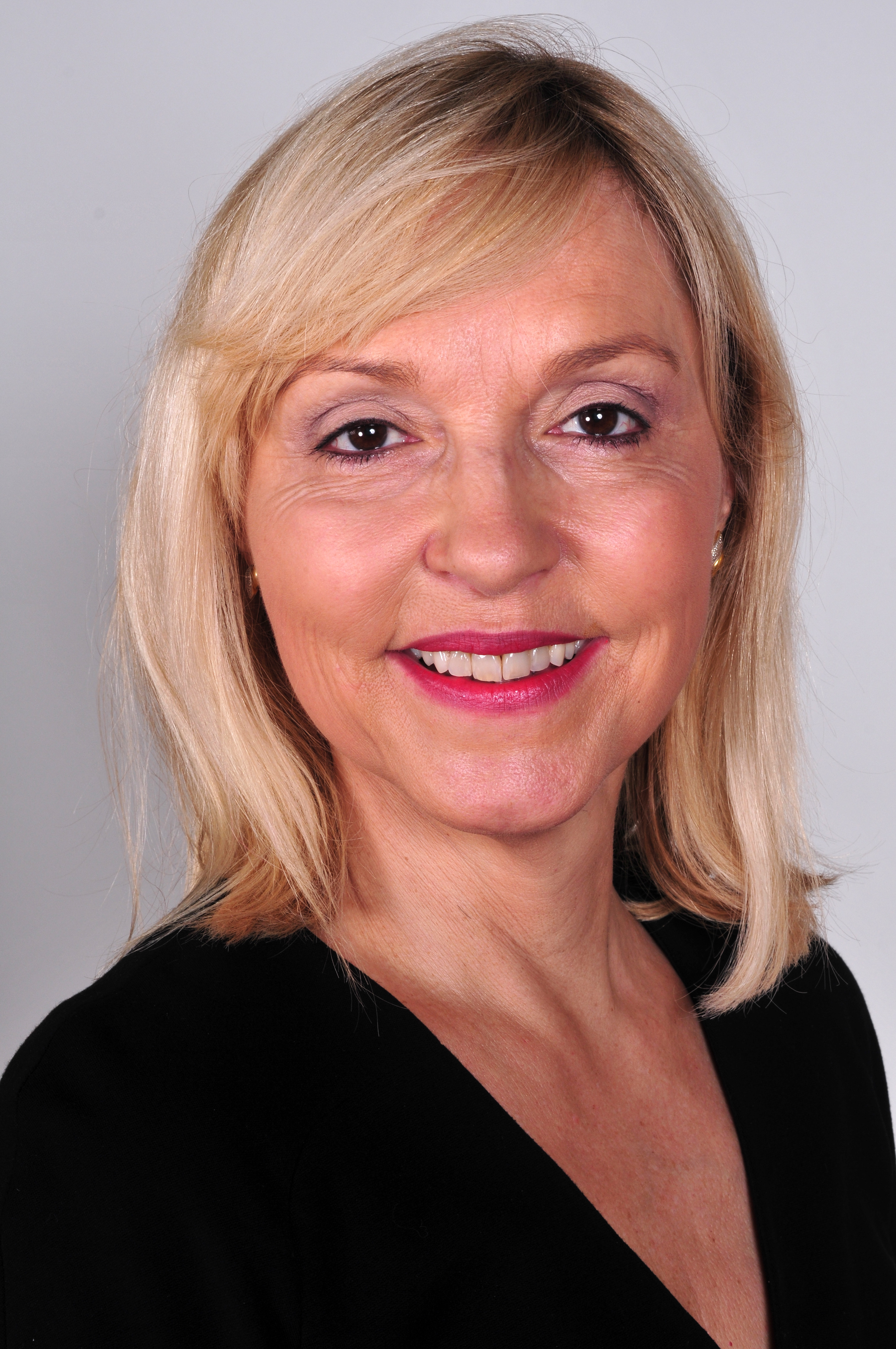
Beate Merk (* 1957)

- 1957: Beate Merk, deutsche Politikerin
- 1957: Stefan Gubser, Schweizer Schauspieler
- 1957: Ulrike Weyh, deutsche Kunstturnerin
- 1958: Paul Gray, US-amerikanischer Bassist
- 1958: Michael Penn, US-amerikanischer Musiker
- 1959: Karl Borsch, deutscher Geistlicher
- 1959: Joe Elliott, britischer Musiker
- 1959: Peter-Martin Schmidt, deutscher Geistlicher
- 1960: Ann Kathrin Linsenhoff, deutsche Dressurreiterin
- 1960: Chuck D, US-amerikanischer Rapper
- 1960: Karl-Heinz Wiesemann, deutscher Geistlicher
- 1961: Dana Sparks, US-amerikanische Filmschauspielerin und Fotomodell
- 1961: Danny Blind, niederländischer Fußballspieler
- 1962: Mark Adamo, US-amerikanischer Komponist und Librettist
- 1962: Spyros Andriopoulos, griechischer Langstreckenläufer
- 1962: Toni Atkins, US-amerikanische Politikerin

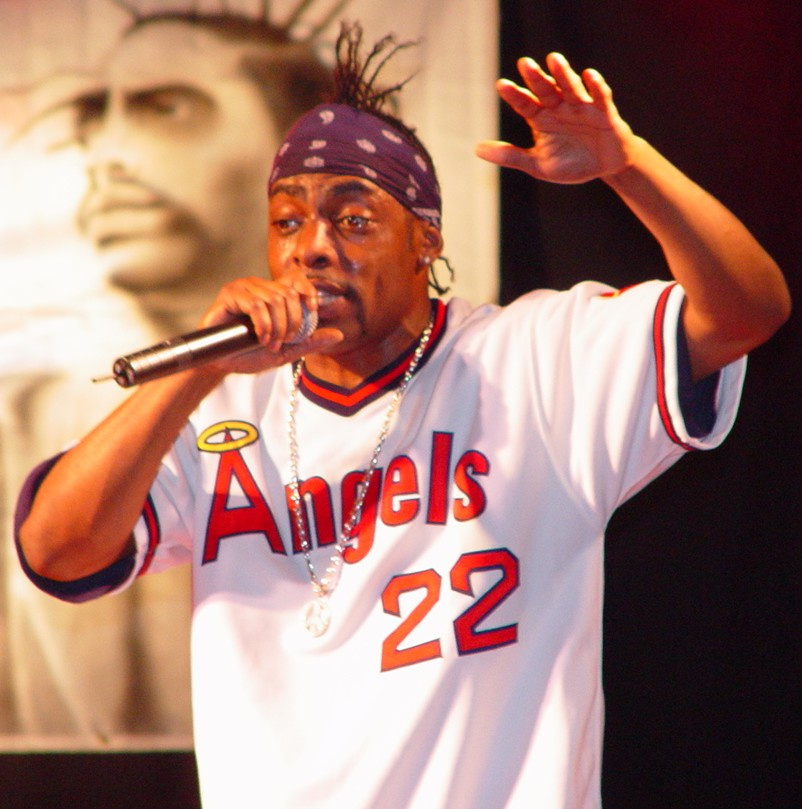
Coolio (* 1963)

- 1963: Coolio, US-amerikanischer Rapper und Schauspieler
- 1963: Laura Janner-Klausner, britische Rabbinerin
- 1963: Élisabeth Loisel, französische Fußballspielerin und -trainerin
- 1963: John Carroll Lynch, US-amerikanischer Schauspieler
- 1963: Jörg Sommer, deutscher Kinderbuchautor
- 1964: Ulf Albert, deutscher Filmeditor
- 1964: Kaspar Capparoni, italienischer Schauspieler
- 1964: Detlef Dezelak, deutscher Fußballspieler
- 1964: Birgit Drießen-Hölscher, deutsche Chemikerin
- 1964: Adam Duritz, US-amerikanischer Sänger
- 1964: Fiona Hyslop, schottische Politikerin
- 1964: Dirk Jäger, deutscher Onkologe
- 1964: Alexander Iwanowitsch Karpow, russischer Schauspieler, Drehbuchautor und Filmproduzent
- 1964: Uwe Kersting, deutscher Sportwissenschaftler und Hochschullehrer
- 1964: Jens Leonhardt, deutscher Fußballspieler
- 1964: Gerald Pichowetz, österreichischer Film- und Theaterschauspieler
- 1964: Martin Schlag, österreichischer Sozialethiker
- 1964: Melanie Shatner, US-amerikanische Schauspielerin
- 1964: Andor Szanyi, ungarischer Gewichtheber
- 1964: Hans-Otto Thomashoff, deutscher Psychiater, Psychoanalytiker, Sachbuchautor und Kunsthistoriker
- 1964: Maria Usifo, nigerianische Leichtathletin
- 1964: Edward van de Vendel, niederländischer Schriftsteller
- 1964: Jacky Vidot, französischer Fußballspieler
- 1965: Hervé Bourjade, französischer Automobilrennfahrer
- 1965: Brandt Jobe, US-amerikanischer Profigolfer
- 1965: Eva Horn, deutsche Literaturwissenschaftlerin
- 1965: María Sólrún Sigurðardóttir, isländische Regisseurin

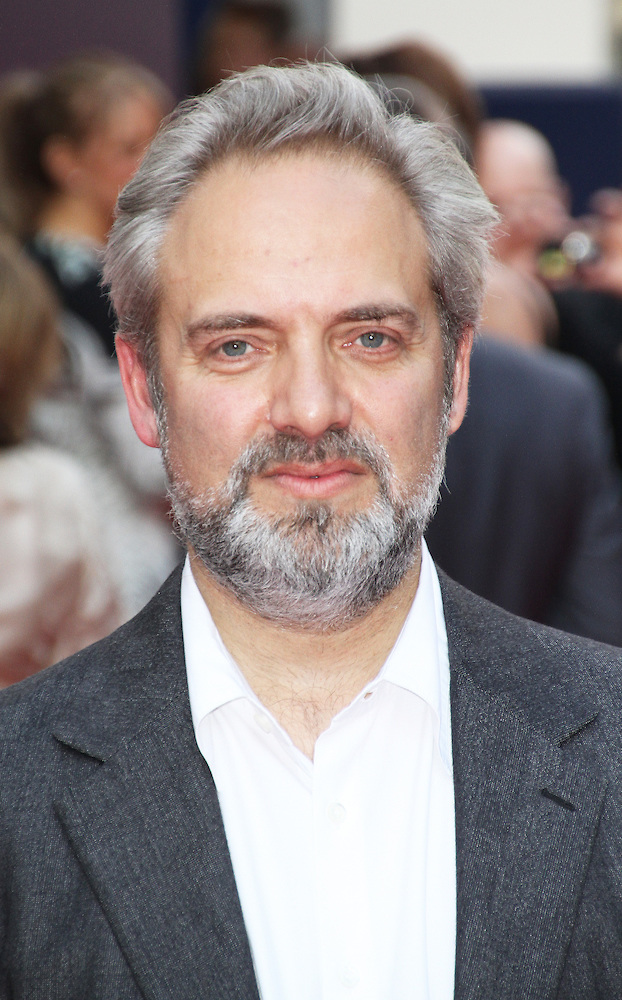
Sam Mendes (* 1965)

- 1965: Sam Mendes, britischer Regisseur
- 1965: Theodoros Theodoridis, griechischer Fußballfunktionär
- 1966: Sven Plate, deutscher Schauspieler
- 1967: Clare Adamson, schottische Politikerin
- 1967: Adrian Spyrka, deutscher Fußballspieler
- 1968: Jill Trenary, US-amerikanische Eiskunstläuferin
- 1968: Marco Börries, deutscher Unternehmer
- 1969: Matthias Bleyer, österreichischer Fußballspieler
- 1969: Norbert Zeilberger, österreichischer Organist, Cembalist und Pianist
- 1970: Leif-Erik Holm, deutscher Volkswirt und Politiker
- 1970: David James, britischer Fußballspieler
- 1970: Stephan Schambach, deutscher Unternehmer
- 1971: Christina Angel, US-amerikanische Pornodarstellerin
- 1971: İdil Üner, türkisch-deutsche Schauspielerin
- 1972: Nicke Andersson, schwedischer Sänger, Songwriter und Gitarrist
- 1973: Eduardo Noriega, spanischer Schauspieler
- 1973: Gregg Berhalter, US-amerikanischer Fußballspieler
- 1973: Torsten Lieberknecht, deutscher Fußballspieler
- 1974: Beckie Scott, kanadische Skilangläuferin
- 1974: Enie van de Meiklokjes, deutsche Fernsehmoderatorin
- 1974: Macchambes Younga-Mouhani, deutscher Fußballspieler
- 1975: Malin Moström, schwedische Fußballspielerin

#### 1976–2000

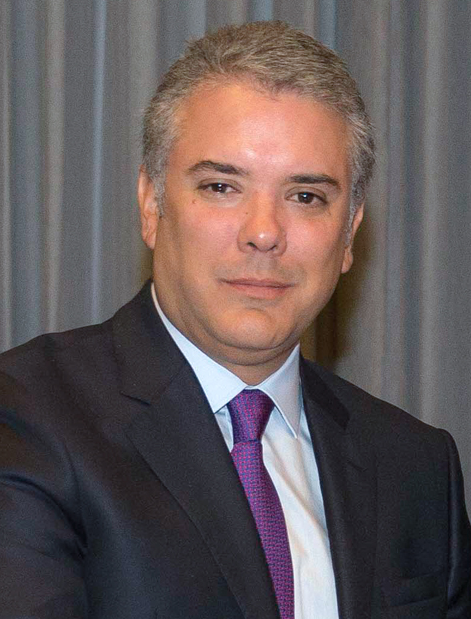
Iván Duque (* 1976)

- 1976: Iván Duque, kolumbianischer Rechtsanwalt und Politiker
- 1976: Don Hertzfeldt, US-amerikanischer Trickfilmzeichner
- 1976: Hasan Şaş, türkischer Fußballspieler
- 1976: Liviu-Dieter Nisipeanu, rumänischer Schachspieler
- 1976: Nwankwo Kanu, nigerianischer Fußballspieler
- 1977: Afrob, deutscher Rapper und Schauspieler
- 1977: Marco Buschmann, deutscher Politiker (FDP)
- 1977: Ingebjörg Darsow-Faller, deutsche Juristin
- 1977: Marc Denis, kanadischer Eishockeytorhüter
- 1977: Damien Saez, französischer Liedermacher
- 1977: Markus Schuler, deutscher Fußballspieler
- 1978: Edem Komlan Franck Atsou, togoischer Fußballspieler
- 1978: Lucia Papanetzová, slowakische Komponistin
- 1979: Junior Agogo, ghanaisch-englischer Fußballspieler

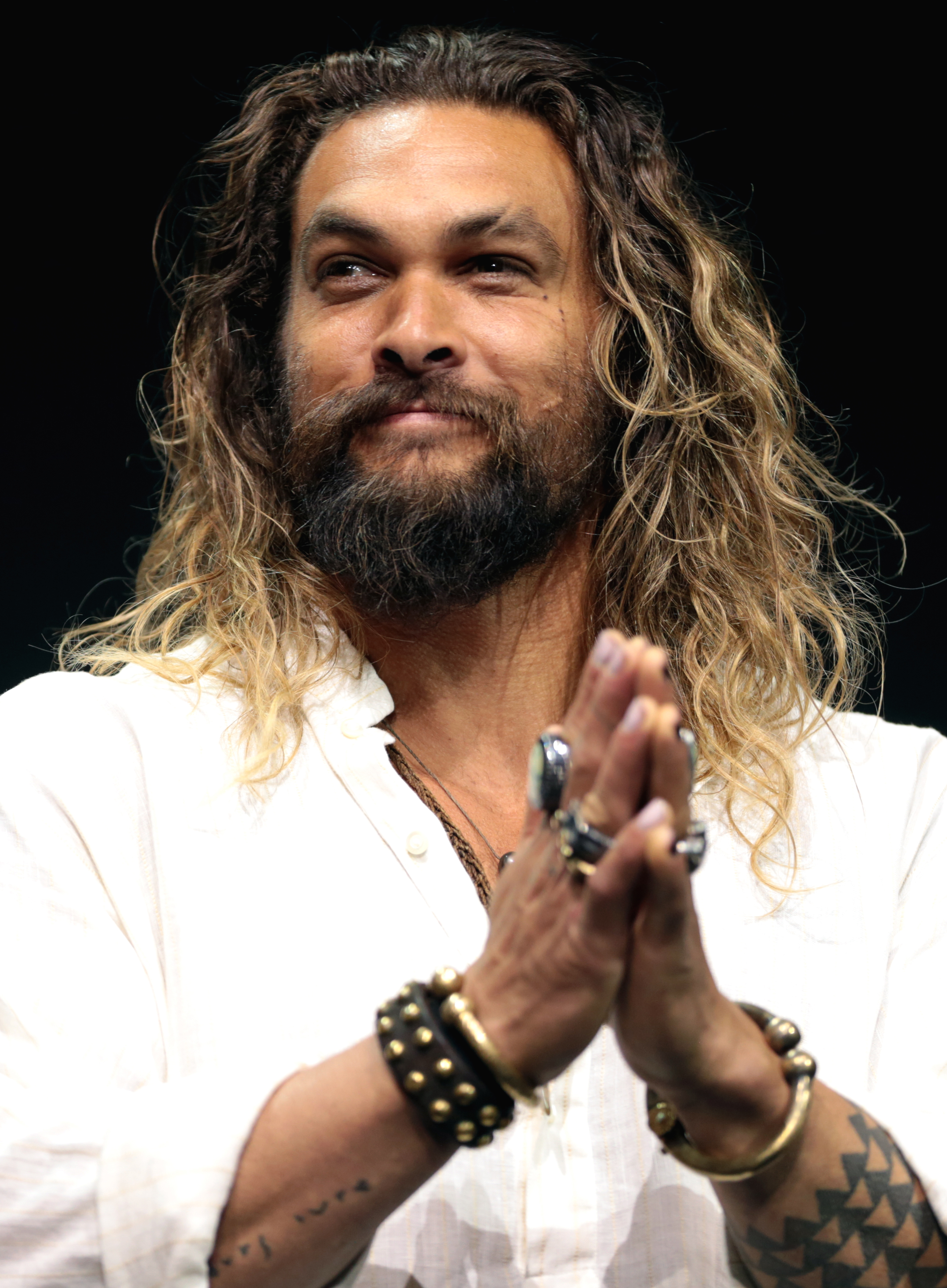
Jason Momoa (* 1979)

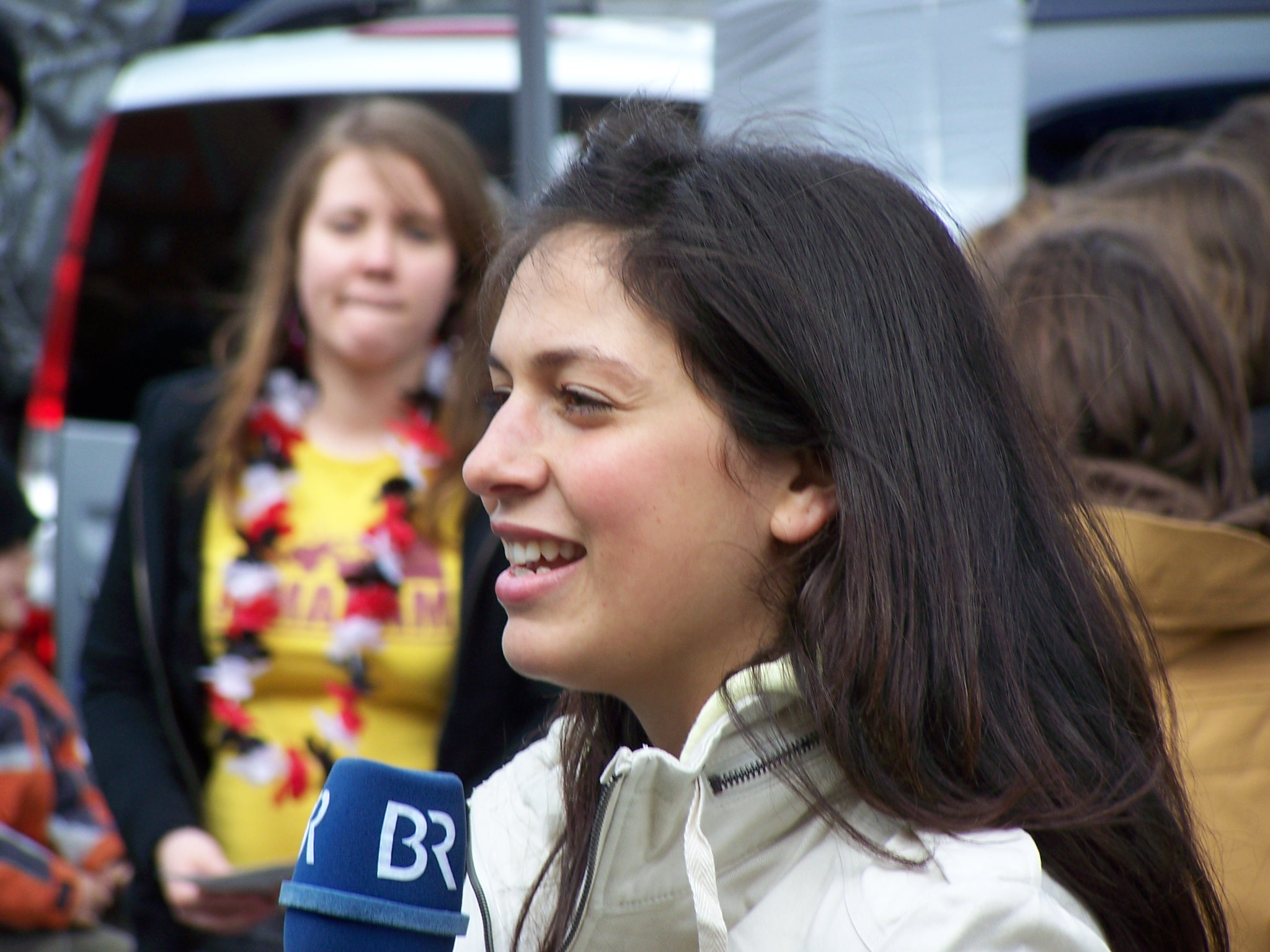
Nadia Kailouli (* 1983)

- 1979: Jason Momoa, US-amerikanischer Schauspieler und Modell
- 1979: Honeysuckle Weeks, britische Schauspielerin
- 1980: Romain Barras, französischer Zehnkämpfer
- 1980: Takashi Kogure, japanischer Automobilrennfahrer
- 1981: Miracle Laurie, US-amerikanische Schauspielerin
- 1981: Hans Lindberg, dänischer Handballspieler
- 1981: Melanie Raabe, deutsche Schriftstellerin
- 1982: Anthony Aquino, italo-kanadischer Eishockeyspieler
- 1983: Nadia Kailouli, deutsche Journalistin, Fernsehmoderatorin und Hochschullehrerin
- 1983: Maria Nalbandian, libanesische Sängerin und Model
- 1983: Richard Porta, uruguayisch-australischer Fußballspieler
- 1984: Jesús Méndez, argentinischer Fußballspieler
- 1984: Linn-Kristin Riegelhuth Koren, norwegische Handballspielerin

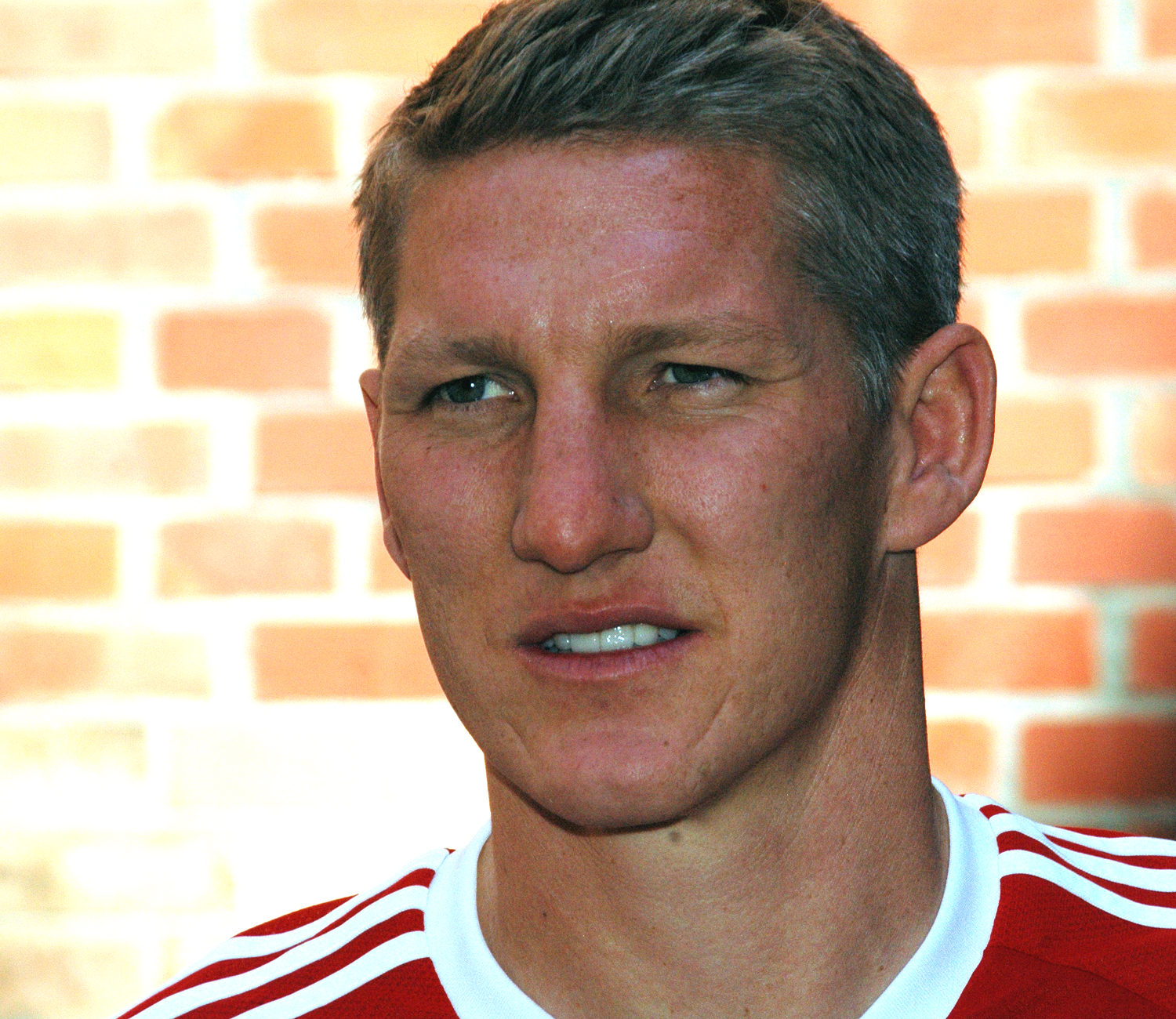
Bastian Schweinsteiger (* 1984)

- 1984: Bastian Schweinsteiger, deutscher Fußballspieler
- 1985: Susanne Kasperczyk, deutsche Fußballspielerin
- 1985: Stuart Holden, schottisch-US-amerikanischer Fußballspieler
- 1985: Dušan Švento, slowakischer Fußballspieler
- 1986: Halil Umut Meler, türkischer Fußballschiedsrichter
- 1986: Jörn Schlönvoigt, deutscher Schauspieler und Musiker
- 1986: Jekaterina Wladimirowna Wetkowa, russische Handballspielerin
- 1987: Iago Aspas, spanischer Fußballspieler
- 1987: Jakov Fak, slowenisch-kroatischer Biathlet
- 1987: Sébastien Pocognoli, belgischer Fußballspieler
- 1988: Mustafa Abdellaoue, norwegischer Fußballspieler
- 1988: Max Carver, US-amerikanischer Schauspieler
- 1988: Fayçal Fajr, französisch-marokkanischer Fußballspieler

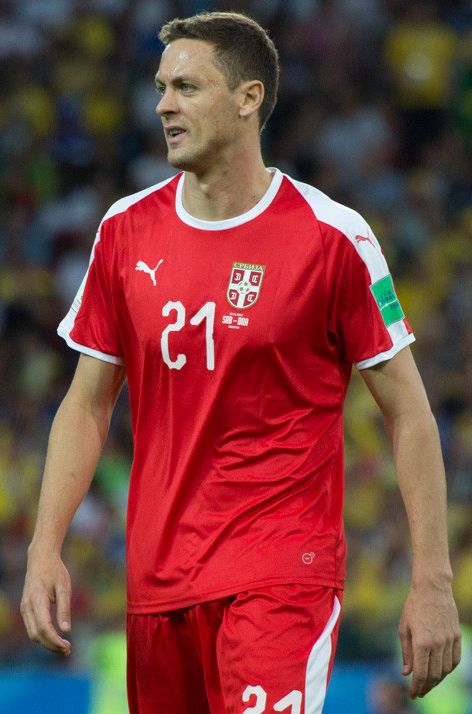
Nemanja Matić (* 1988)

- 1988: Nemanja Matić, serbischer Fußballspieler
- 1988: Clélia Rard-Reuse, Schweizer Leichtathletin
- 1991: Moritz Kuhn, deutscher Fußballspieler
- 1992: Kwame Nsor, ghanaischer Fußballspieler
- 1992: Austin Rivers, US-amerikanischer Basketballspieler
- 1992: HandOfBlood, deutscher Webvideoproduzent
- 1993: Álex Abrines, spanischer Basketballspieler
- 1994: Domenico Berardi, italienischer Fußballspieler
- 1995: Garrett Gerloff, US-amerikanischer Motorradrennfahrer
- 1996: Katie Boulter, britische Tennisspielerin
- 1997: Sergio Higuita, kolumbianischer Radrennfahrer
- 1997: Jaakko Ranta, finnischer Biathlet
- 1997: Marie Schölzel, deutsche Volleyballspielerin
- 1997: Bianca Uhl, deutsche Fußballerin
- 1998: Aleksandar Donski, bulgarischer Tennisspieler
- 1998: Amelia Smart, kanadische Skirennläuferin
- 1999: Christoph Baumgartner, österreichischer Fußballspieler
- 2000: Jaden Bojsen, deutscher Schauspieler, DJ und Sänger
- 2000: Katharina Ellmauer, österreichische Skispringerin

### 21. Jahrhundert

#### 2001–2025
- 2001: Henri Uhlig, deutscher Radrennfahrer
- 2003ː Jemima Kabeya, französische Handballspielerin
- 2005: Julia Tannheimer, deutsche Biathletin

## Gestorben

### Vor dem 16. Jahrhundert

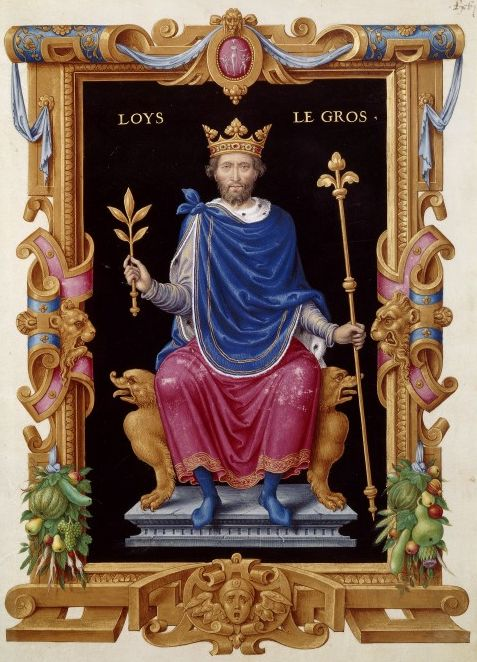
Ludwig VI. († 1137)

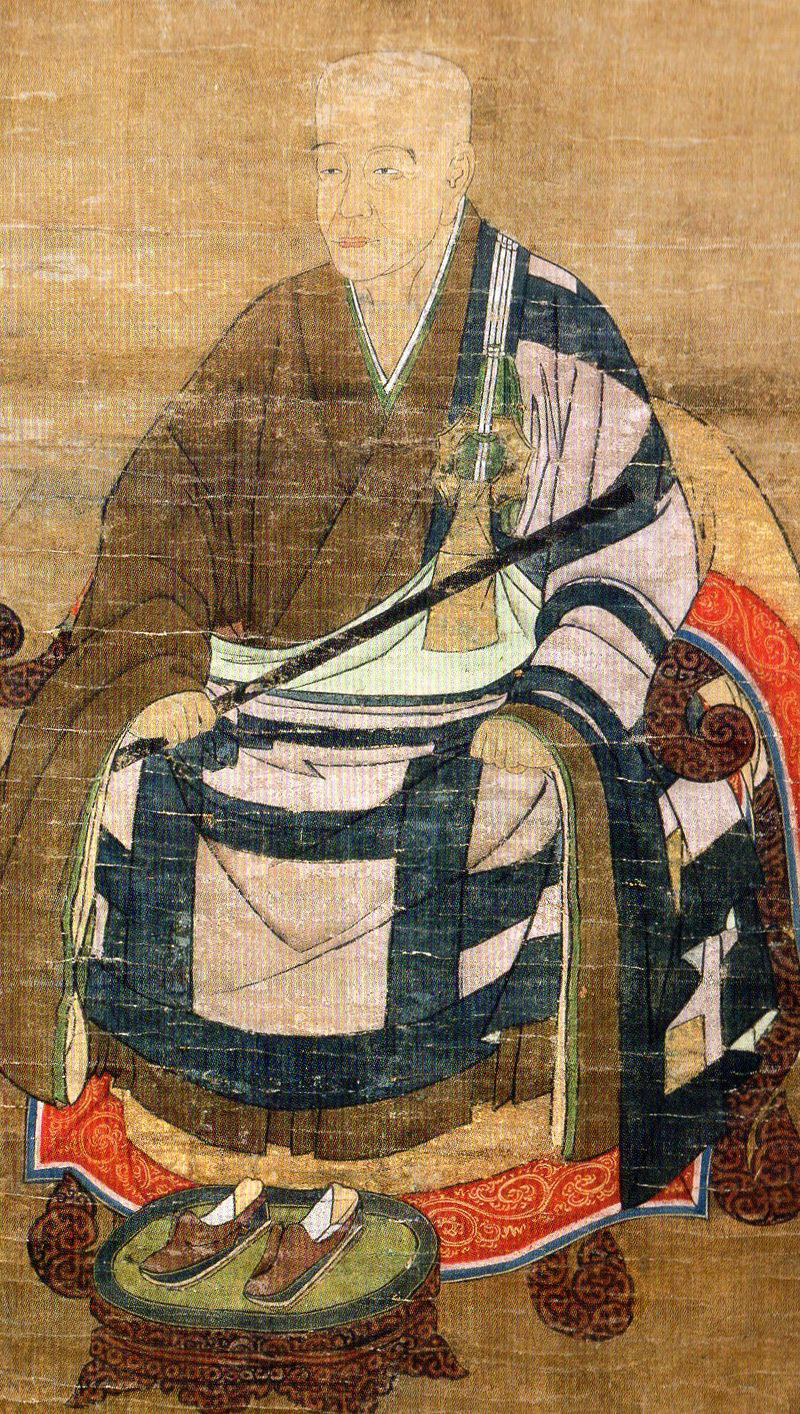
Eisai († 1215)

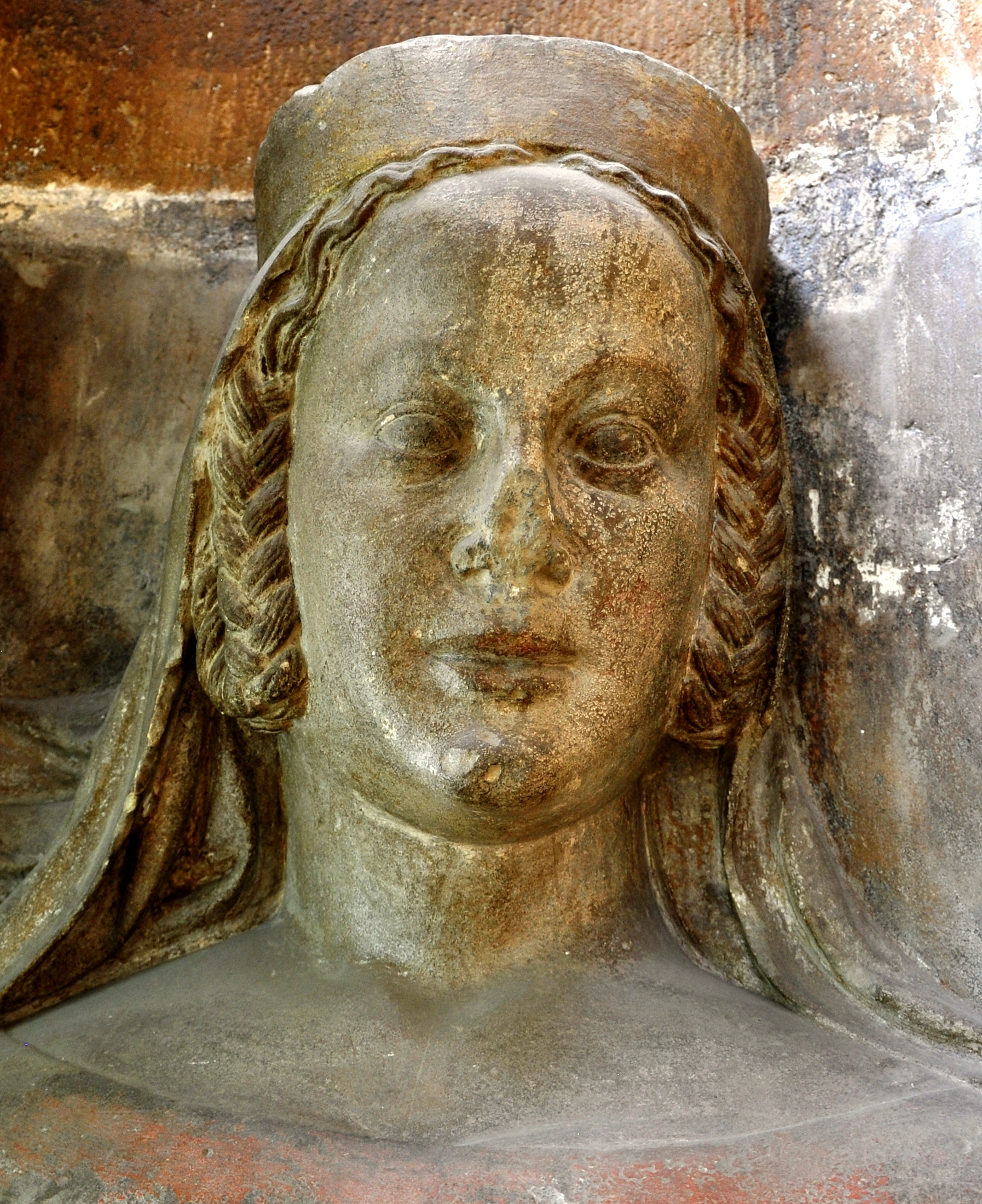
Blanca Margarete von Valois († 1348)

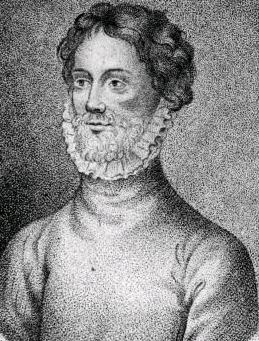
Edmund of Langley († 1402)

- 0030 v. Chr.: Marcus Antonius, römischer Staatsmann und Feldherr
- 0371: Eusebius von Vercelli, Bischof
- 0527: Justin I., oströmischer Kaiser
- 0864: Erchanfried, Bischof von Regensburg
- 0873: Thakulf, Markgraf der Sorbenmark
- 0924: Æthelweard, König von England
- 0984: Æthelwold, Bischof von Winchester
- 1098: Adhemar de Monteil, Bischof von Le Puy-en-Velay, Hauptperson des Ersten Kreuzzugs
- 1104: Haziga von Dießen, Gräfin von Scheyern
- 1137: Ludwig VI., König von Frankreich
- 1152: Albrecht I., Bischof von Meißen
- 1190: Florens III., Graf von Holland
- 1201: Johannes Komnenos der Dicke, byzantinischer Aristokrat und Usurpator
- 1215: Eisai, japanischer Priester
- 1252: Johannes de Plano Carpini, italienischer Franziskaner, bereiste die Mongolei
- 1264: Johann I., Fürst von Mecklenburg
- 1289: Heinrich I., Graf von Sponheim
- 1295: Pietro Peregrossi, Kardinal der katholischen Kirche
- 1298: Ibn Wāsil, arabischer Politiker, Diplomat und Geschichtsschreiber
- 1299: Konrad III. von Lichtenberg, Bischof von Straßburg
- 1326: Wartislaw IV., Herzog von Pommern-Wolgast
- 1348: Blanca Margarete von Valois, erste Ehefrau des böhmischen Königs Karl I.
- 1381: Jakob Pleskow, Bürgermeister der Hansestadt Lübeck
- 1391: Gaston III., Graf von Foix, Vizegraf von Béarn, Marsan und Lautrec sowie Co-Herr von Andorra
- 1402: Edmund of Langley, 1. Duke of York, Herzog von York
- 1418: Richard Grey, 1. Baron Grey of Codnor, englischer Adeliger, Militär und Diplomat
- 1427: Gentile da Fabriano, italienischer Maler
- 1433: Burkhard Zibol, Basler Politiker und Wohltäter
- 1443: Metrophanes II., ökumenischer Patriarch von Konstantinopel
- 1446: Johann von Pannwitz, Weihbischof und Generalvikar in Breslau sowie Titularbischof von Symbalon
- 1455: Jakob Bramstede, Lübecker Kaufmann, Ratsherr und Befehlshaber der Flotte
- 1457: Gauhar-Schad, persische Adelige und erste Frau von Schah-Rukh
- 1457: Lorenzo Valla, italienischer Humanist und Kanoniker
- 1464: Cosimo de’ Medici, italienischer Unternehmer, eigentlicher Begründer des späteren Einflusses der Medici
- 1478: Matthias von Rammung, Bischof von Speyer
- 1494: Giovanni Santi, italienischer Maler, Vater Raffaels

### 16./17. Jahrhundert
- 1503: Juan de Borja Lanzol de Romaní, Erzbischof von Monreale, Administrator von Olmütz, Bischof von Melfi, Bischof von Ferrara sowie Lateinischer Titularpatriarch von Konstantinopel
- 1516: Louis d’Orléans-Longueville, Großkammerherr von Frankreich, Graf von Dunois, Longueville und Tancarville
- 1541: Simon Grynaeus, deutscher reformierter Theologe und Reformator
- 1543: Magnus I., Herzog von Sachsen-Lauenburg und Sohn des Herzogs Johann IV. und Dorothea von Brandenburg
- 1543: Paul Phrygio, deutscher reformierter Theologe und Reformator

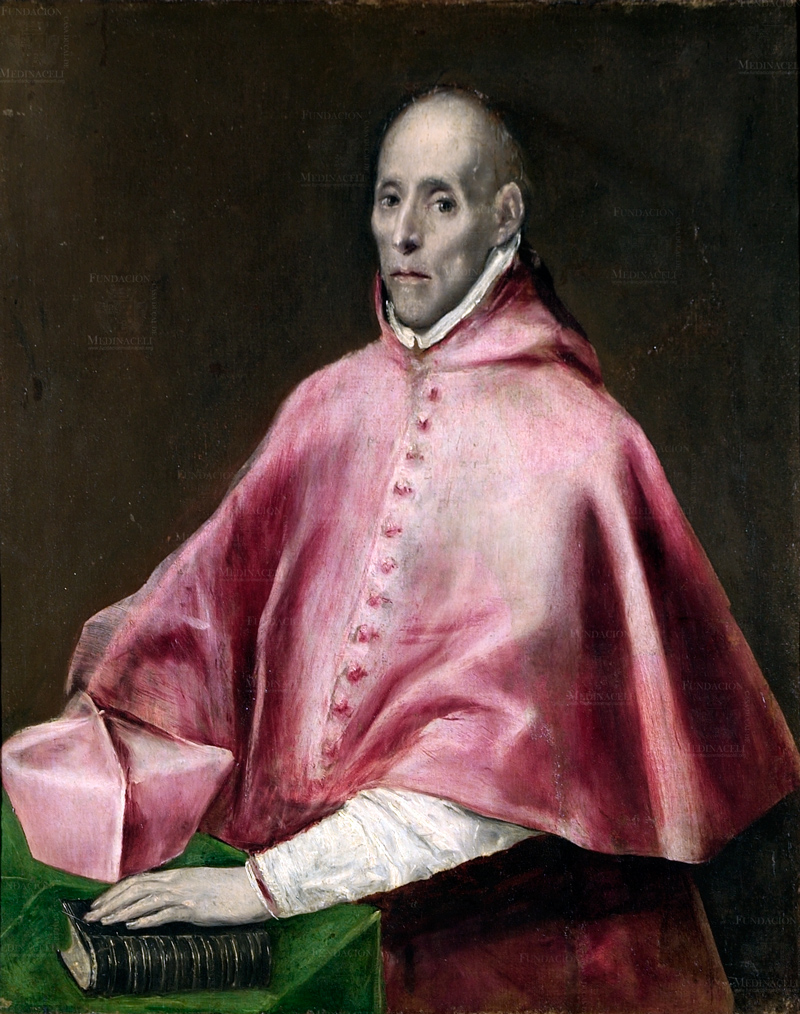
Juan Pardo de Tavera († 1545)

- 1545: Juan Pardo de Tavera, Erzbischof von Toledo und spanischer Großinquisitor
- 1546: Erasmus Ritter, deutsch-schweizerischer Theologe und Reformator
- 1546: Peter Faber, Seliger der katholischen Kirche, Gefährte des Ignatius von Loyola und Mitbegründer der Jesuiten
- 1560: Melchior Volmar, deutscher Jurist, Philologe und Humanist
- 1562: Virgil Solis, deutscher Zeichner und Kupferstecher
- 1580: Albrecht Giese, deutscher Diplomat, Danziger Ratsherr
- 1580: Everard Mercurian, Generaloberer des Jesuitenordens
- 1584: Marcantonio Colonna, Admiral und Vizekönig von Sizilien
- 1589: Jacques Clément, Dominikaner, der den französischen König Heinrich III. erstach
- 1600: Amador Arrais, portugiesischer Geistlicher, Theologe, Bischof und Schriftsteller
- 1611: Heinrich Krefting, Bremer Rechtsgelehrter und Politiker
- 1625: Johann Hartmann Beyer, deutscher Arzt, Mathematiker und Ratsherr
- 1638: Joachim Wtewael, niederländischer Maler
- 1639: Thomas Thynne, englischer Adeliger und Politiker
- 1654: Balthasar Gloxin, deutscher Jurist
- 1661: Carlo Francesco Nuvolone, italienischer Maler und Freskant
- 1664: Johann Jacob Saar, deutscher Seefahrer und Autor
- 1677: Georg Christian, dritter Landgraf von Hessen-Homburg
- 1686: Antonio Raggi, italienischer Bildhauer
- 1691: Marie de Hautefort, französische Adelige, enge Vertraute und Freundin von König Ludwig XIII.
- 1692: John Carew, 3. Baronet, englischer Politiker

### 18. Jahrhundert
- 1703: Sibylle Hedwig von Sachsen-Lauenburg, Herzogin von Sachsen-Lauenburg
- 1708: Edward Tyson, britischer Arzt und Zoologe
- 1711: Michael Wenzel Halbax, tschechisch-österreichischer Maler
- 1713: Johann Christoph Gottwald, deutscher Naturforscher und Arzt

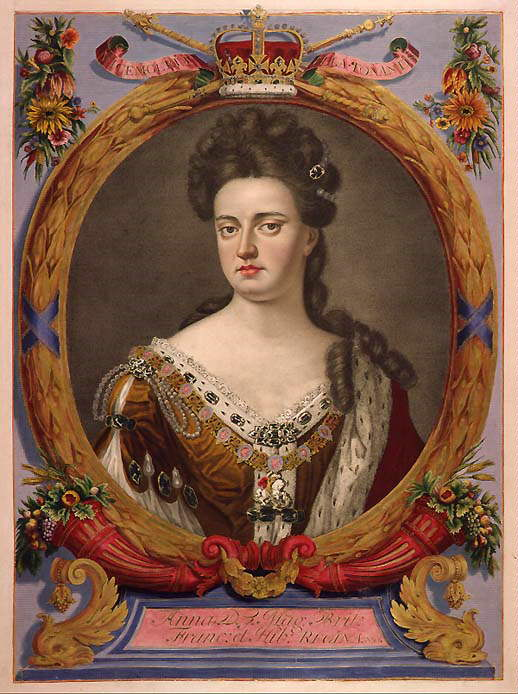
Anne († 1714)

- 1714: Anne, Königin von England, Schottland und Irland
- 1714: Elias Meniates, Hochschullehrer in Venedig und Erzbischof von Kernike und Kalavryta
- 1715: Johann Ernst IV., Herzog von Sachsen-Weimar
- 1739: Johann Jakob Bager, deutscher Baumeister
- 1743: Richard Savage, englischer Dichter
- 1745: Gottlob Adolph, deutscher Kirchenlieddichter
- 1769: Jean Chappe d’Auteroche, französischer Astronom
- 1787: Alexander von der Mark, illegitimer Sohn König Friedrich Wilhelms II. von Preußen
- 1787: Alfonso Maria de Liguori, italienischer Jurist, Bischof und Ordensgründer
- 1795: Clas Bjerkander, schwedischer Naturforscher
- 1798: Aristide Aubert Dupetit-Thouars, französischer Admiral
- 1798: François-Paul Brueys d’Aigalliers, französischer Admiral
- 1798: Luc-Julien-Joseph Casabianca, Offizier der französischen Marine
- 1800: Christian Zwilling, deutscher evangelischer Theologe

### 19. Jahrhundert

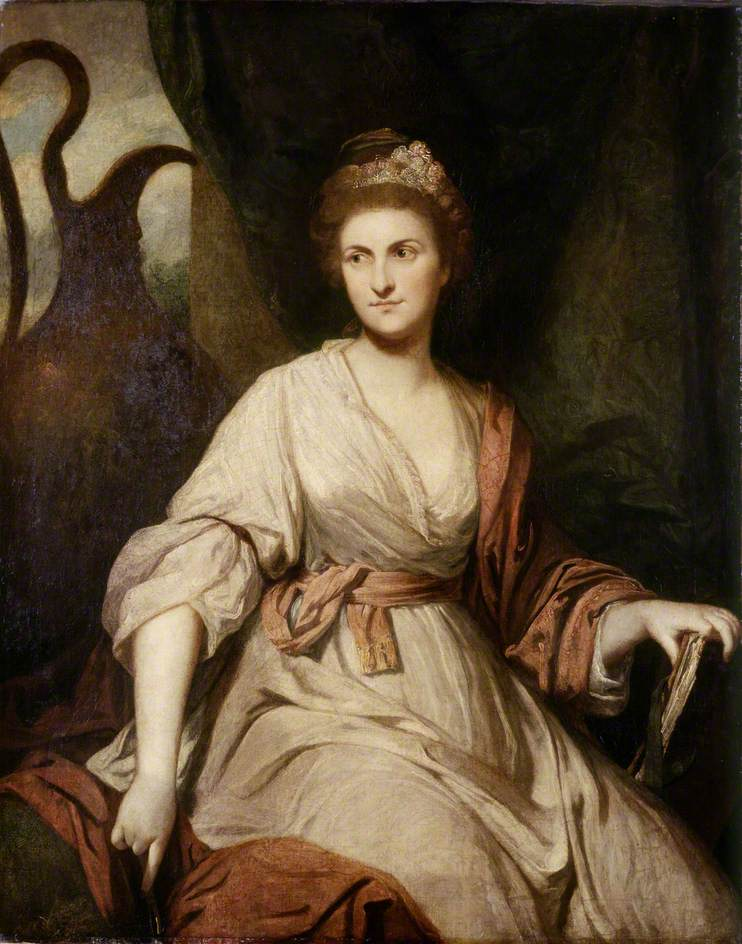
Diana Beauclerk († 1808)

- 1808: Diana Beauclerk, britische Malerin
- 1808: Johann Matthias Schröckh, österreichischer Historiker und Literaturwissenschaftler
- 1812: Jakow Petrowitsch Kulnew, russischer Kommandant
- 1813: Carl Stenborg, schwedischer Komponist
- 1821: Elizabeth Inchbald, britische Schriftstellerin
- 1833: Michael Weber, deutscher Theologe
- 1840: Karl Otfried Müller, deutscher Altphilologe und Archäologe
- 1845: Conrad Daniel von Blücher-Altona, deutscher Oberpräsident von Altona
- 1845: Karl Heinrich Gottfried Witte, deutscher Pädagoge und Schriftsteller
- 1846: David Heinrich Hoppe, deutscher Arzt, Botaniker, Apotheker und Insektenkundler
- 1846: Peter Ritter, deutscher Komponist, Kapellmeister und Cellist
- 1846: August von Fürth, deutscher Rechtshistoriker
- 1851: Wilhelm Joseph Behr, deutscher Jurist, Politiker und Schriftsteller
- 1857: Emilie Zumsteeg, deutsche Komponistin, Musiklehrerin und Chorleiterin, Pianistin und Musikschriftstellerin
- 1858: Emma von Anhalt-Bernburg-Schaumburg-Hoym, Fürstin zu Waldeck und Pyrmont
- 1858: Johann von Wessenberg, österreichischer Staatsmann und Diplomat
- 1859: Stefan Bogoridi, Phanariot bulgarischer Herkunft, Berater osmanischer Sultane
- 1861: Johann Philipp Abresch, deutscher Demokrat
- 1865: Byron Diman, US-amerikanischer Politiker
- 1866: Luigi Carlo Farini, italienischer Ministerpräsident
- 1866: Guwisguwi, Oberster Häuptling des Volkes der Cherokee

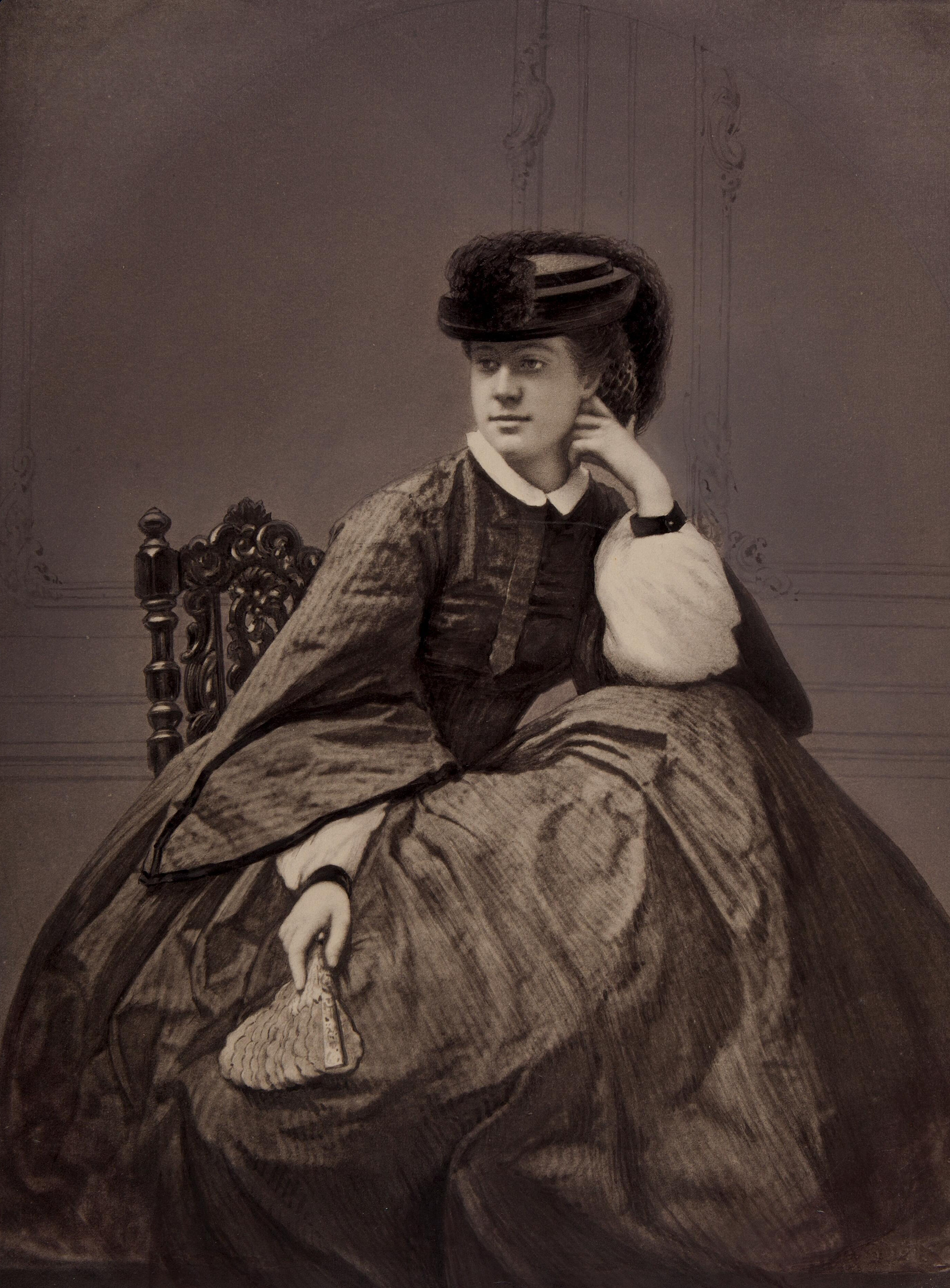
Alexine Tinne († 1869)

- 1869: Alexine Tinne, niederländische Entdeckerin und Afrikaforscherin
- 1874: Gustav Zimmermann, deutscher Politiker und Publizist
- 1874: Karl Bernhardi, deutscher Autor und Politiker
- 1877: Wilhelm Schulz, deutsch-spanischer Geologe und Bergbauingenieur
- 1879: Wenzel Babinsky, böhmischer Räuber
- 1879: August Geib, deutscher Lyriker, Buchhändler und Politiker
- 1879: Alphonse Thys, französischer Komponist
- 1880: Melchior Schlumpf, Schweizer Jesuit und Pädagoge
- 1882: Henry Kendall, australischer Schriftsteller
- 1884: Heinrich Laube, deutscher Schriftsteller, Dramatiker und Theaterleiter, Mitglied der Frankfurter Nationalversammlung
- 1884: Kiến Phúc, vietnamesischer Kaiser
- 1887: Santiago González Portillo, Präsident von El Salvador
- 1889: Alexander Edmund Batson Davie, kanadischer Politiker
- 1889: Evaristo Carazo Aranda, Präsident von Nicaragua
- 1889ː Meta Wellmer, deutsche Schriftstellerin
- 1895ː Josefine Jurik, ungarisch-österreichische Komponistin, Dichterin, Kunstkritikerin und Jugendschriftstellerin
- 1895: Heinrich von Sybel, deutscher Historiker
- 1896: William Grove, britischer Jurist und Naturwissenschaftler
- 1898: László Arany, ungarischer Dichter
- 1899: Johan Adam Wijnne, niederländischer Historiker

### 20. Jahrhundert

#### 1901–1950

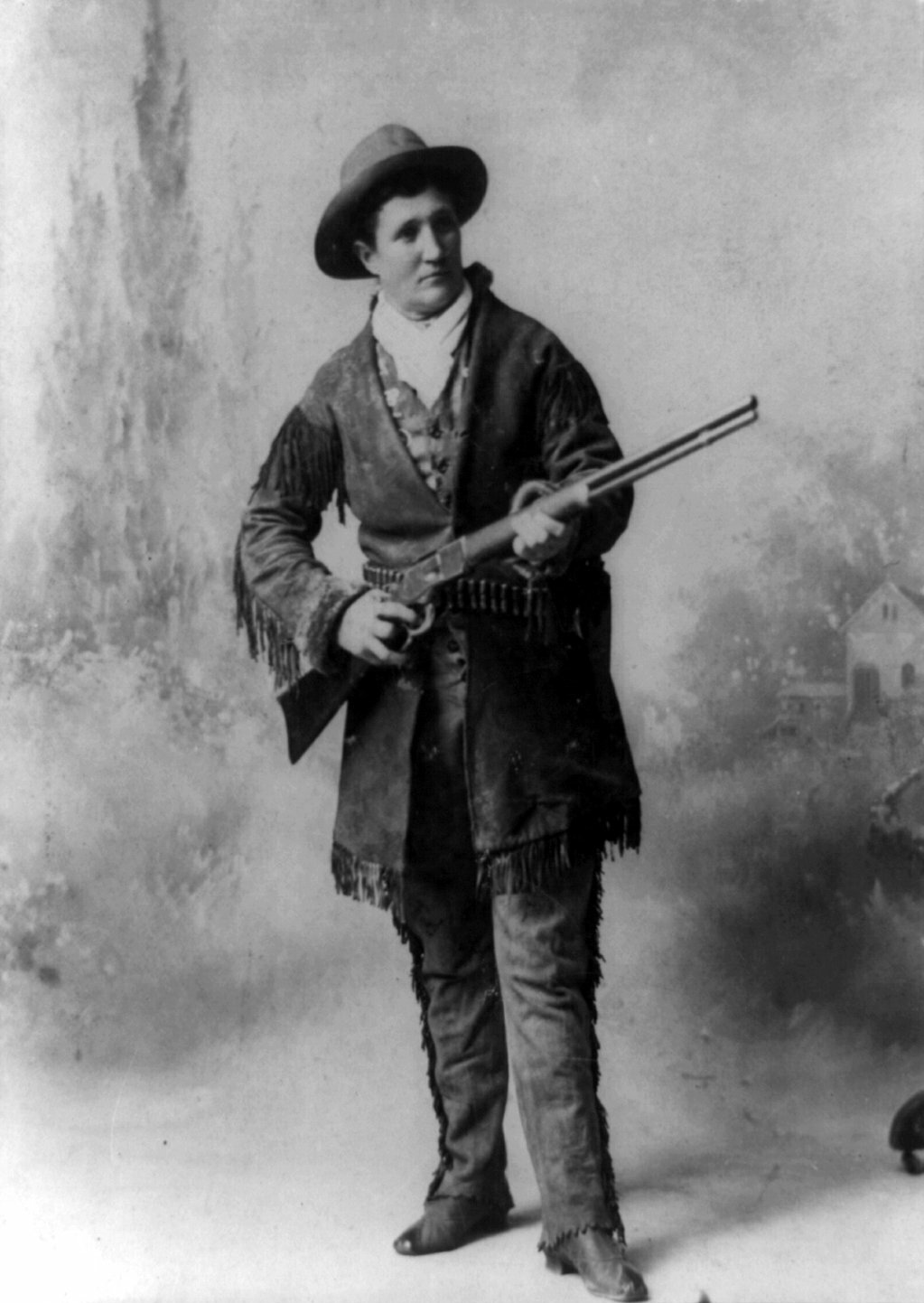
Calamity Jane († 1903)

- 1902: Frederick Augustus Packer, australischer Organist, Komponist und Musikpädagoge
- 1903: Calamity Jane, US-amerikanische Westernheldin
- 1904: Martin Binder, deutscher Orgelbauer
- 1907: Ernesto Rodolfo Hintze Ribeiro, portugiesischer Politiker, Premierminister
- 1911: Edwin Austin Abbey, US-amerikanischer Maler und Illustrator

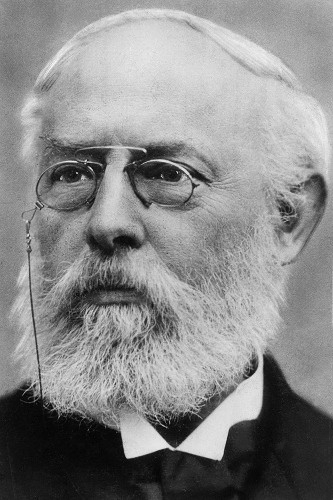
Konrad Duden († 1911)

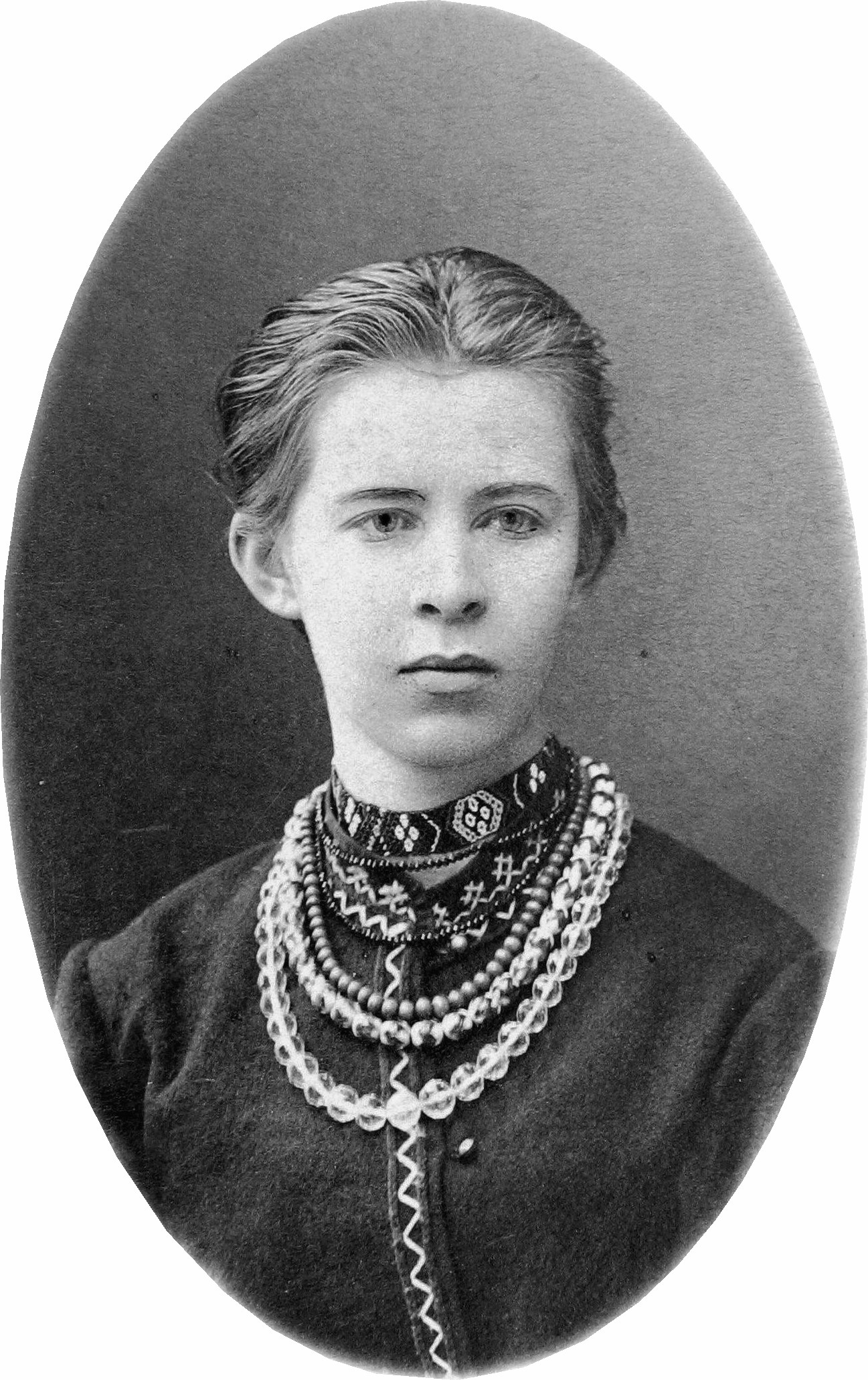
Lessja Ukrajinka († 1913)

- 1911: Konrad Duden, deutscher Gymnasiallehrer, Herausgeber des Duden
- 1913: Lessja Ukrajinka, ukrainische Dichterin, Dramaturgin und Übersetzerin
- 1914: Caroline Stocker-Caviezel, Schweizer Frauenrechtlerin
- 1917: Enric Prat de la Riba, spanischer Politiker, der erste Präsident der Mancomunitat de Catalunya
- 1917: Ludwig Rochus Schmidlin, Schweizer römisch-katholischer Geistlicher, Pädagoge und Kirchenhistoriker
- 1917: Christian August Volquardsen, deutscher Althistoriker
- 1920: Bal Gangadhar Tilak, indischer Politiker
- 1922: Donát Bánki, ungarischer Maschinenbauer und Universitätsprofessor
- 1922: Václav Juda Novotný, tschechischer Komponist, Übersetzer Schriftsteller und Musikkritiker
- 1923: Theophil Forchhammer, Schweizer Komponist, Kirchenmusiker und Organist
- 1923: Horace Parnell Tuttle, US-amerikanischer Astronom
- 1924: Frieda Amerlan, deutsche Schriftstellerin

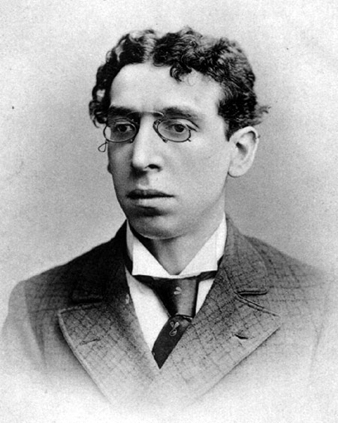
Israel Zangwill († 1926)

- 1926: Israel Zangwill, britischer Schriftsteller, Journalist und zionistischer Aktivist
- 1926: Jan Kasprowicz, polnischer Schriftsteller
- 1926: Otto Beutler, deutscher Jurist, Politiker, Oberbürgermeister von Dresden
- 1933: August Lütgens, deutsches NS-Justizopfer
- 1933: Bruno Tesch, deutscher Widerstandskämpfer, NS-Opfer
- 1935: Alfred Müller, deutscher Ethnologe, Autor und Realschuldirektor
- 1935: Hellmut von Gerlach, deutscher Politiker und Publizist
- 1938: Hans Karl Zeßner-Spitzenberg, österreichischer Jurist und Professor
- 1940: Hugo Lederer, deutscher Bildhauer
- 1940: Paul Hirsch, deutscher Politiker, Ministerpräsident von Preußen
- 1941: Sidney Brown, Schweizer Maschinenkonstrukteur und Kunstsammler
- 1941: Michael Murach, deutscher Boxer
- 1942: Gerhard Hirschfelder, deutscher katholischer Priester, Widerstandskämpfer gegen den Nationalsozialismus und Märtyrer
- 1942: Anton Schlossar, deutscher Schriftsteller und Bibliotheksdirektor
- 1942: Herbert Selpin, deutscher Filmregisseur und Drehbuchautor
- 1944: Albert Lautman, französischer Mathematiker und Philosoph
- 1944: Manuel Quezon, philippinischer Politiker
- 1946: Sergei Kusmitsch Bunjatschenko, russischer General
- 1946: Andrei Andrejewitsch Wlassow, sowjetischer General

#### 1951–2000

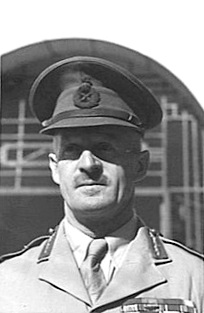
Gordon Bennett († 1962)

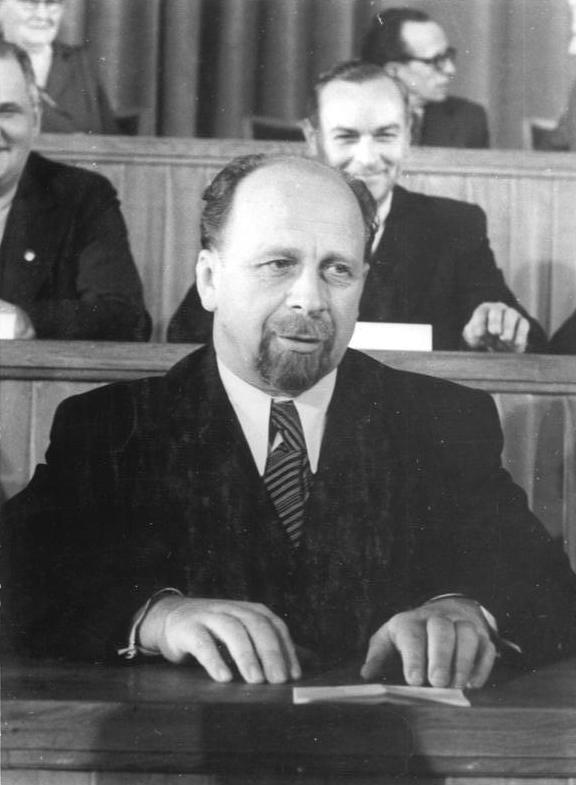
Walter Ulbricht († 1973)

- 1951: Joachim von Delbrück, deutscher Schriftsteller, Kritiker und Herausgeber
- 1953: William Pepperell Montague, US-amerikanischer Philosoph
- 1954: Charles-Albert Cingria, Schweizer Schriftsteller
- 1959: Jean Behra, französischer Motorrad- und Automobilrennfahrer
- 1959: Ivor Bueb, britischer Automobilrennfahrer
- 1960: Ascan Lutteroth, deutscher Landgerichtsdirektor
- 1960: Horace Bailey, englischer Fußballspieler
- 1961: Oskar Spiel, österreichischer Pädagoge und Psychologe
- 1962: Ferdinand Abt, deutscher Bildhauer
- 1962: Gordon Bennett, australischer General
- 1963: Theodore Roethke, US-amerikanischer Lyriker
- 1964: Taffy Abel, US-amerikanischer Eishockeyspieler
- 1966: Charles Joseph Whitman, US-amerikanischer Amokläufer
- 1967: Lewis H. Brereton, US-amerikanischer Generalleutnant
- 1968: Maurice Spector, kanadischer kommunistischer Politiker
- 1969: Gerhard Mitter, deutscher Motorrad- und Automobilrennfahrer
- 1969: Joseph Schacht, deutscher Orientalist
- 1970: Frances Farmer, US-amerikanische Schauspielerin
- 1970: Giuseppe Pizzardo, italienischer Kardinal
- 1970: Otto Warburg, deutscher Biochemiker, Arzt und Physiologe
- 1971: Henri Poitras, kanadischer Schauspieler und Dramatiker
- 1972: August Karolus, deutscher Physiker
- 1972: Erwin Madelung, deutscher Physiker
- 1973: Gian Francesco Malipiero, italienischer Komponist und Musikwissenschaftler
- 1973: Walter Ulbricht, deutscher Politiker, MdL, MdR, Generalsekretär bzw. Erster Sekretär des ZK der SED, Staatsratsvorsitzender der DDR
- 1974: Ildebrando Antoniutti, italienischer Geistlicher, vatikanischer Diplomat, Kurienkardinal
- 1974: Alois Hundhammer, deutscher Politiker, bayerischer Minister und stellvertretender Ministerpräsident
- 1975: Hellmut Aichele, deutscher Organist, Musikpädagoge, Chorleiter und Komponist
- 1975: Reiji Okazaki, japanischer Biologe
- 1976: Richard Archbold, US-amerikanischer Zoologe, Pilot und Philanthrop
- 1977: Francis Gary Powers, US-amerikanischer Pilot
- 1978: Peter Wilhelm Brand, deutscher Politiker, MdB
- 1978: Rudolf Kolisch, österreichischer Violinist

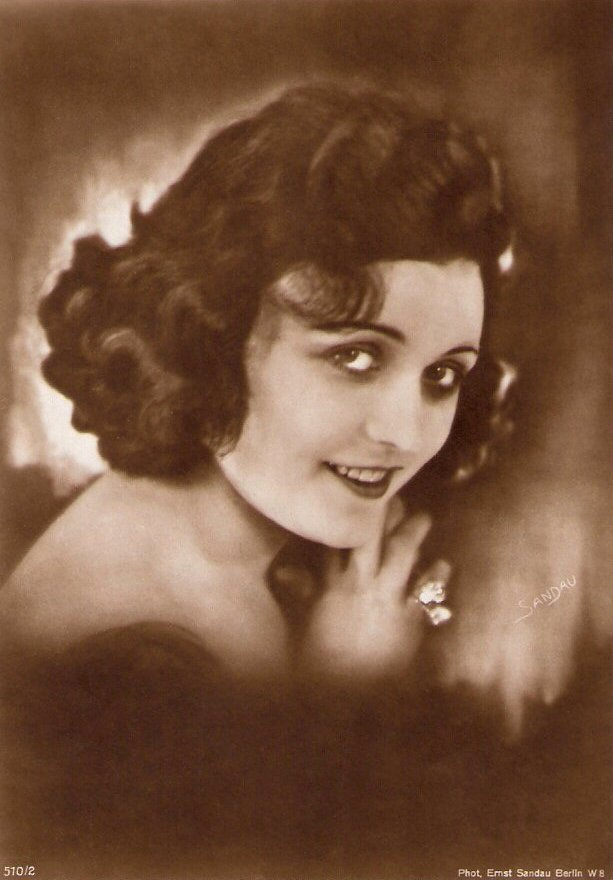
Pola Negri († 1987)

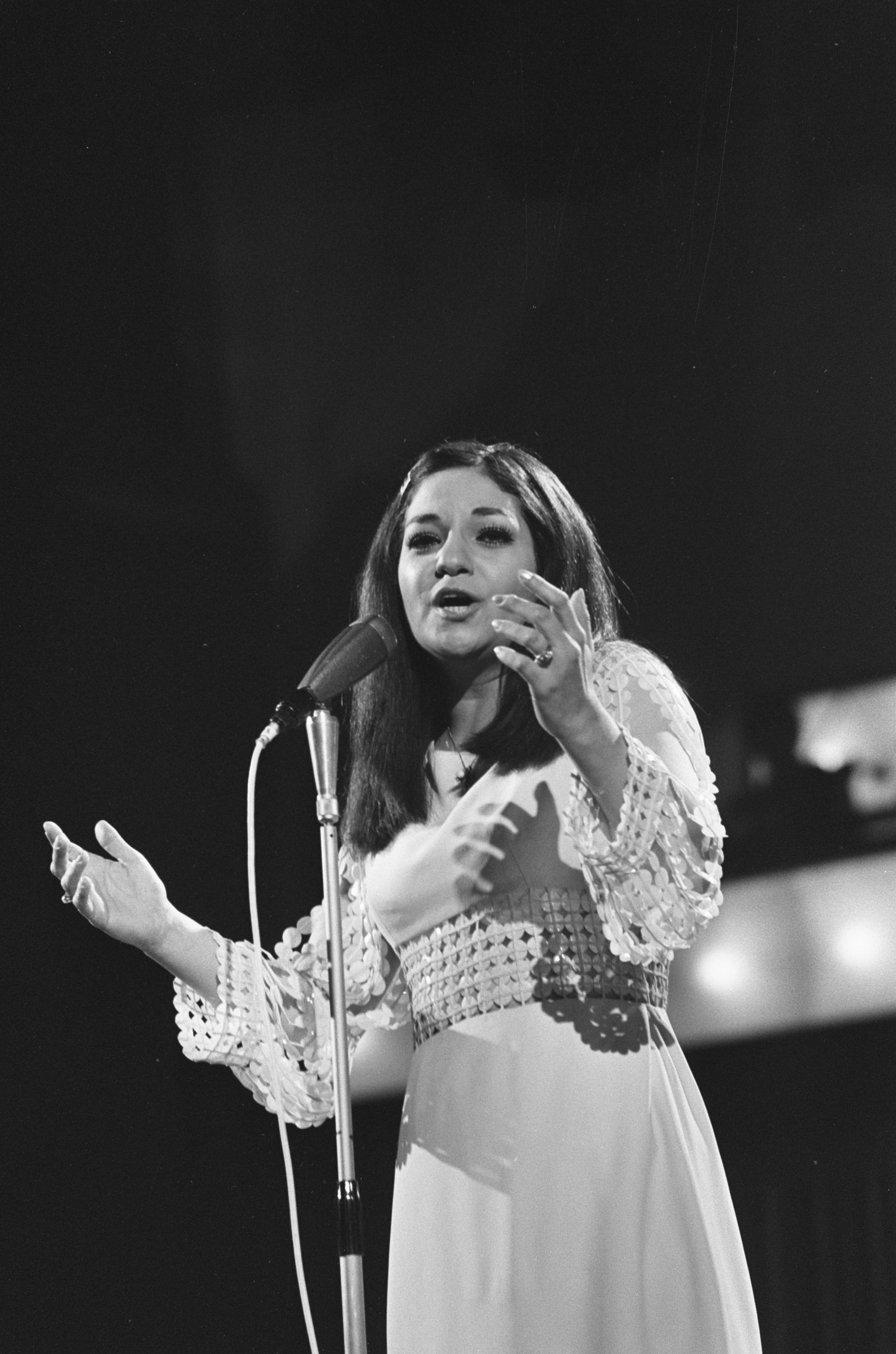
Frida Boccara († 1996)

- 1979: Ethelbert Stauffer, deutscher protestantischer Theologe
- 1980: Patrick Depailler, französischer Automobilrennfahrer
- 1981: Julius Arigi, österreichischer Jagdpilot
- 1981: Omar Torrijos, panamaischer Politiker
- 1981: Pearl Chertok, US-amerikanische Harfenistin, Musikpädagogin und Komponistin
- 1982: Theo Akkermann, deutscher Bildhauer
- 1982: Otto Bayer, deutscher Chemiker
- 1983: Alice Schmidt, deutsche Schriftstellerin
- 1984: Hans Wittich, deutscher Mathematiker
- 1984: Josef Polatschek, österreichischer Heimatforscher
- 1985: Alois Carigiet, Schweizer Künstler, Maler und Kinderbuchautor
- 1985: Helene Engelmann, österreichische Eiskunstläuferin
- 1986: Carlo Confalonieri, italienischer Geistlicher, Kurienkardinal
- 1986: Robert Wolfgang Schnell, deutscher Schriftsteller
- 1987: Amilcare Canevari, italienischer Ruderer
- 1987: Pola Negri, polnische Schauspielerin und Stummfilmstar
- 1988: John Francis Dearden, US-amerikanischer Geistlicher, Erzbischof von Detroit
- 1988: Gertrud Welcker, deutsche Schauspielerin
- 1989: John Hirsch, ungarisch-kanadischer Theaterdirektor und Regisseur
- 1989: John Ogdon, englischer Pianist und Komponist
- 1990: Norbert Elias, deutsch-britischer Soziologe, Philosoph und Dichter
- 1991: Wilhelm Adam, deutscher Politiker und Widerstandskämpfer
- 1991: Yusuf Idris, arabischer Schriftsteller
- 1992: Margarita Iossifowna Aliger, russische Lyrikerin, Journalistin und Übersetzerin
- 1993: Max Jones, britischer Jazzautor und Journalist
- 1993: Alfred Manessier, französischer Maler
- 1993: Klaus Oswatitsch, österreichischer Physiker
- 1995: Mirko Božić, kroatischer Schriftsteller
- 1996: Frida Boccara, französische Sängerin
- 1996: Mohammed Farah Aidid, Führer des somalischen Habr Gidr-Klans

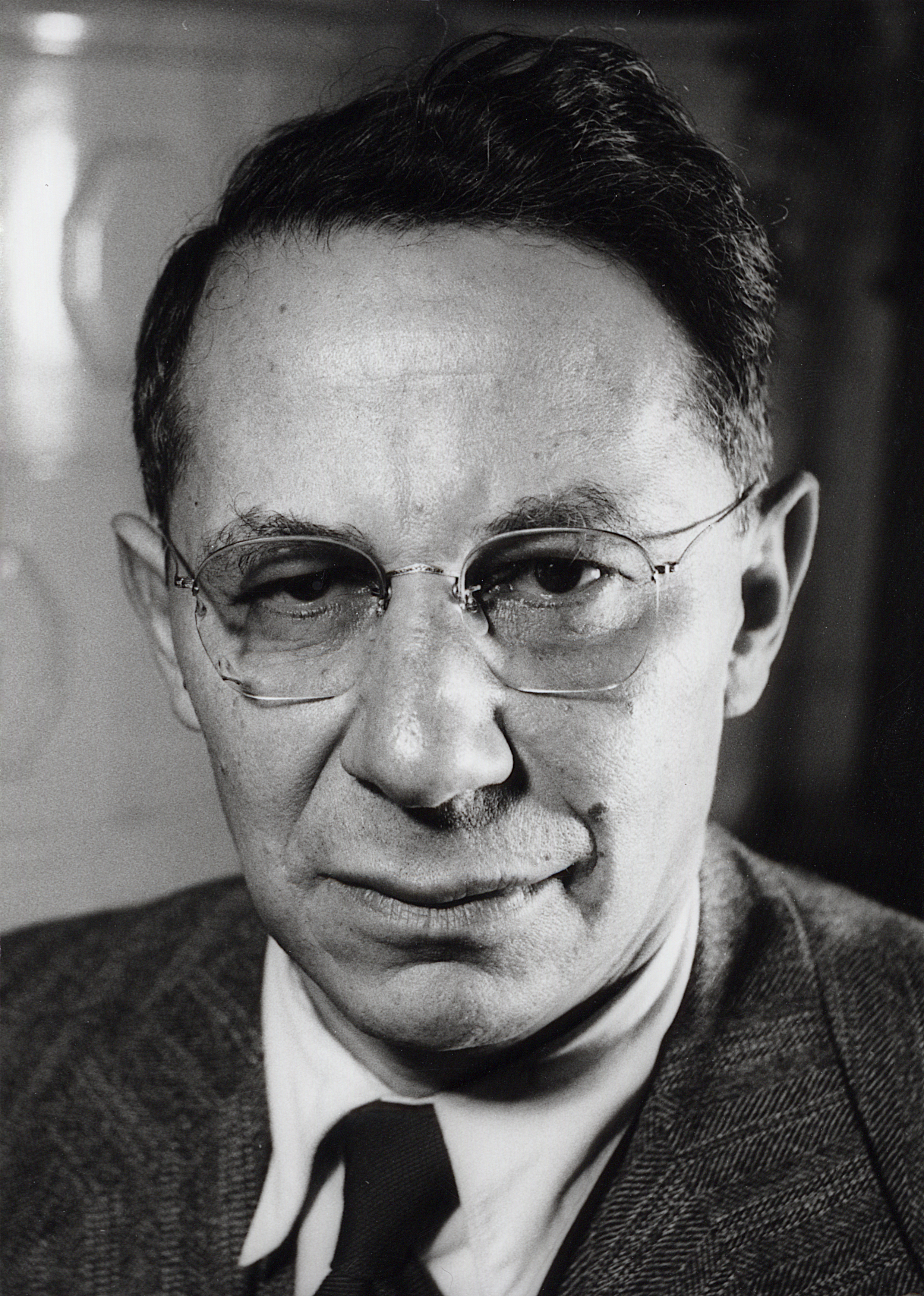
Tadeus Reichstein († 1996)

- 1996: Tadeus Reichstein, Schweizer Chemiker
- 1997: Swjatoslaw Teofilowitsch Richter, sowjetischer Pianist
- 1998: Eva Bartok, ungarische Schauspielerin
- 1998: Len Duncan, US-amerikanischer Automobilrennfahrer
- 1999: Karin Hussing, deutsche Politikerin, MdL
- 1999: Paris Pişmiş, türkisch-armenische Astronomin
- 2000: Karl Reinthaler, österreichischer Politiker
- 2001: Angèle Albrecht, deutsche Tänzerin

### 21. Jahrhundert
- 2001: Zuzana Chalupová, jugoslawische Malerin und Illustratorin
- 2001: Jay Chamberlain, US-amerikanischer Automobilrennfahrer
- 2001: Mario Perazzolo, italienischer Fußballspieler und -trainer
- 2003: Guy Thys, belgischer Fußball-Nationaltrainer
- 2003: Marie Trintignant, französische Schauspielerin
- 2004: Madeleine Robinson, französische Schauspielerin
- 2004: Rolf Blessing, deutscher Fußballspieler
- 2005: Constant, niederländischer Maler und Bildhauer

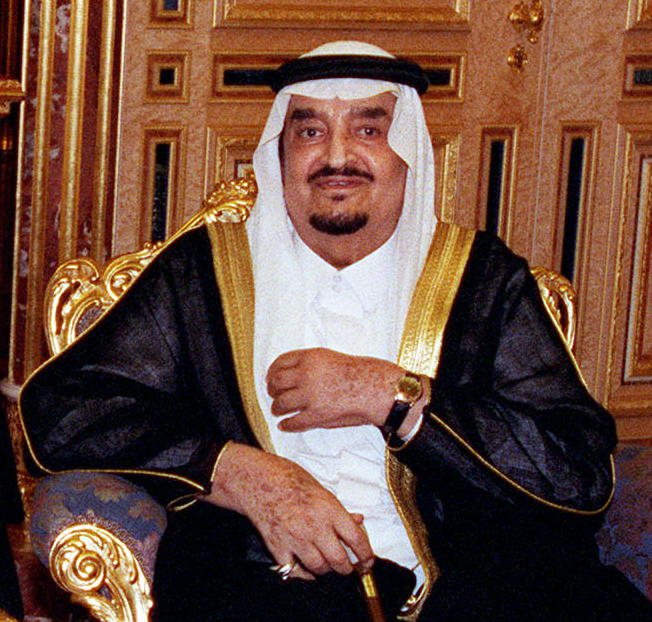
Fahd ibn Abd al-Aziz († 2005)

- 2005: Fahd ibn Abd al-Aziz, König von Saudi-Arabien
- 2006: Bob Thaves, US-amerikanischer Comiczeichner
- 2006: Jason Rhoades, US-amerikanischer Künstler
- 2007: Veikko Karvonen, finnischer Leichtathlet
- 2007: Tommy Makem, irischer Sänger und Musiker
- 2009: Corazon Aquino, philippinische Staatspräsidentin
- 2009: Artur Pipan, österreichischer General
- 2009: Kurt Schafflützel, Schweizer Jockey und Rennpferdetrainer

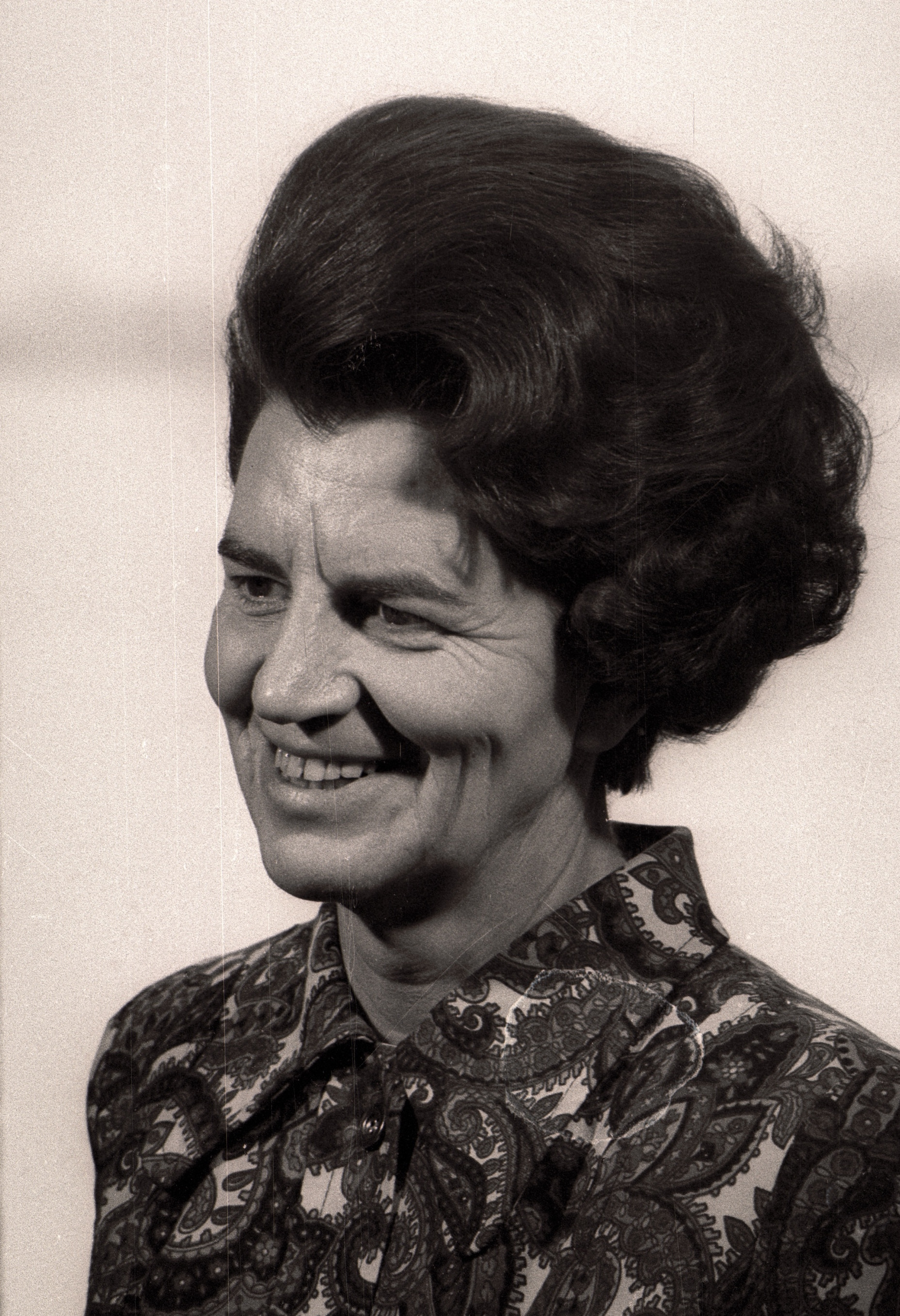
Liselotte Funcke († 2012)

- 2012: Liselotte Funcke, deutsche Politikerin
- 2012: Hanns Grössel, deutscher Übersetzer und Rundfunkredakteur
- 2012: Aldo Maldera, italienischer Fußballspieler
- 2012: Helmut Minow, deutscher Vermessungsingenieur
- 2013: Karl Heinz Chelius, deutscher Klassischer Philologe
- 2014; Ernst Maria Lang, deutscher Architekt und Karikaturist
- 2014: Gert von Paczensky, deutscher Journalist und Schriftsteller
- 2015: Cilla Black, britische Popsängerin
- 2015: Bernard d’Espagnat, französischer Physiker und Philosoph

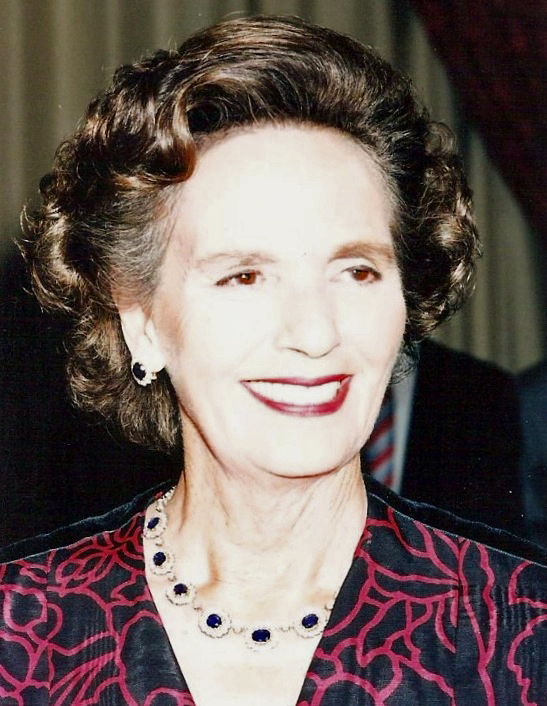
Anna von Bourbon-Parma († 2016)

- 2016: Anna von Bourbon-Parma, rumänische Adelige
- 2016: Harrie Langman, niederländischer Wirtschaftsmanager und Politiker
- 2017: Ana-Maria Avram, rumänische Komponistin und Pianistin
- 2017: Wolfgang Liebe, deutscher Apotheker
- 2018: Mary Carlisle, US-amerikanische Schauspielerin und Sängerin
- 2018: Eleonore Koch, deutsch-brasilianische Bildhauerin
- 2019: Annemarie Huber-Hotz, Schweizer Bundeskanzlerin
- 2019: Franz Petermann, deutscher Psychologe
- 2020: Hélène d’Almeida-Topor, französische Historikerin
- 2020: Esther Bührer, Schweizer Politikerin
- 2020: Emil Ciocoiu, rumänisch-deutscher Maler und Fotograf
- 2021: Kyaw Hla Aung, myanmarischer Rechtsanwalt und Bürgerrechtler
- 2021ː Christel Blume-Benzler, deutsche Malerin und Lithografin
- 2021: Armin Lemme, deutscher Diskuswerfer
- 2021: Aljaksej Mschatschyk, belarussischer Gewichtheber
- 2022: Carlos Blixen, uruguayischer Basketballspieler
- 2022: Hans Weilbächer, deutscher Fußballspieler
- 2023: Heinz Golombeck, deutscher Politiker, MdB
- 2024: Rainer Brandt, deutscher Schauspieler und Synchronsprecher
- 2024ː Marion Poppen, deutsche Politikerin (SPD), MdBB
- 2025ː Maryam Hosseinian, iranische Schriftstellerin
- 2025ː Ira Lember, estnische Schriftstellerin und Kinderbuchautorin
- 2025ː Jeannie Seely, US-amerikanische Country-Sängerin und -Songschreiberin

## Feier- und Gedenktage
- Kirchliche Gedenktage
  - Gustav Werner, deutscher Theologe und Wohltäter (evangelisch)
  - Hl. Alfonso Maria de Liguori, italienischer Jurist und Bischof, Ordensgründer und Kirchenlehrer (katholisch)
- Namenstage
  - Abel, Alfons
- Staatliche Feier- und Gedenktage
  - Schweiz: Bundesfeiertag (seit 1891)
  - Benin: Unabhängigkeit von Frankreich (1960)

Weitere Einträge enthält die Liste von Gedenk- und Aktionstagen.